# イオングループの商業ブランド
イオングループの商業ブランド（イオングループのしょうぎょうブランド）では、イオン株式会社の関連会社（イオングループ）のうち、連結子会社が設置する総合スーパー・ショッピングセンターを始めとする商業施設の各ブランドの概要について述べる。

## 歴史
イオン株式会社の事実上の創業者・岡田卓也が、前身の岡田屋、オカダヤチェーンの経営をしていた時代に米国のショッピングモールを視察。これを機に、日本でのショッピングセンターの設置に動き始めた。1969年に岡田屋がフタギ、シロと3社の合弁で共同仕入れ会社の「ジャスコ株式会社」（1970年に岡田屋に合併）を設立した際に、三菱商事と共同で「株式会社ダイヤモンドシティ」を設立した。当時は、ショッピングセンターについては三菱商事と提携しながら株式会社ダイヤモンドシティを通じて開発を進め、当社は、前身会社時代に続き、直営売場に加えて地元の商店を入居させた店舗とし、これを「ジャスコ」とした。
日本国内においてスーパーマーケットの売場面積が年々拡大化する動きにあわせ、「ジャスコ」の売場面積も、直営売場・地元の商店（専門店）の入居するエリア共々拡大していった。当社がいつからショッピングセンター事業をスタートさせたかの定義は難しいが、1973年9月20日に「ワンストップショッピング機能を強化したアンカーストア」を位置付けたジャスコ川西店（兵庫県）を開店（2008年2月20日閉鎖）しており、これは現在のイオン株式会社が新規に出店しているショッピングセンターとは規模や立地は異なるものの、当時設置された平均的なショッピングセンターそのものである。
1990年代に入ると、当社は既に数多くの企業を傘下に持つ企業集団となり「イオングループ」を形成していた。そこで、イオングループ各社の店舗を集合したショッピングセンター設計が模索される様になり、そのグループ各社と調整をする専門業者として「イオン興産株式会社」（現：イオンモール株式会社）が、ショッピングセンター事業に参入する様になった。また、当社も、ジャスコ店舗の直営売場・専門店ともが拡大する流れの中で、専門店をジャスコ店舗から独立・拡大させ、直営売場のみとなったジャスコを核店舗に加えたショッピングセンター「ジャスコシティ」に発展させた。その後ジャスコの他に、マックスバリュ、イオンスーパーセンター、サティなどを核店舗としたショッピングセンターも開業する様になっている。
このように今日では、イオングループ各社が互いに類似した形態のショッピングセンターを設置する様になっているが、各社の歴史はそれぞれ異なり、また、ショッピングセンターを開発する業者がイオングループ内に複数ある由縁でもある。
イオングループは、総合スーパー事業の再編の一環として「ジャスコ」・「サティ」・「ポスフール」を「イオン」へ転換し統一させた。更にダイエーを完全子会社化し、「ダイエー」の店舗の多くを「イオン」に転換。その上で「イオン」・「ダイエー」を既存の「総合スーパー」とは異なる新業態へ転換させている。これによりグループ内の事業図が大きく変化した。

## 店舗ブランド

### 総合スーパー（GMS）

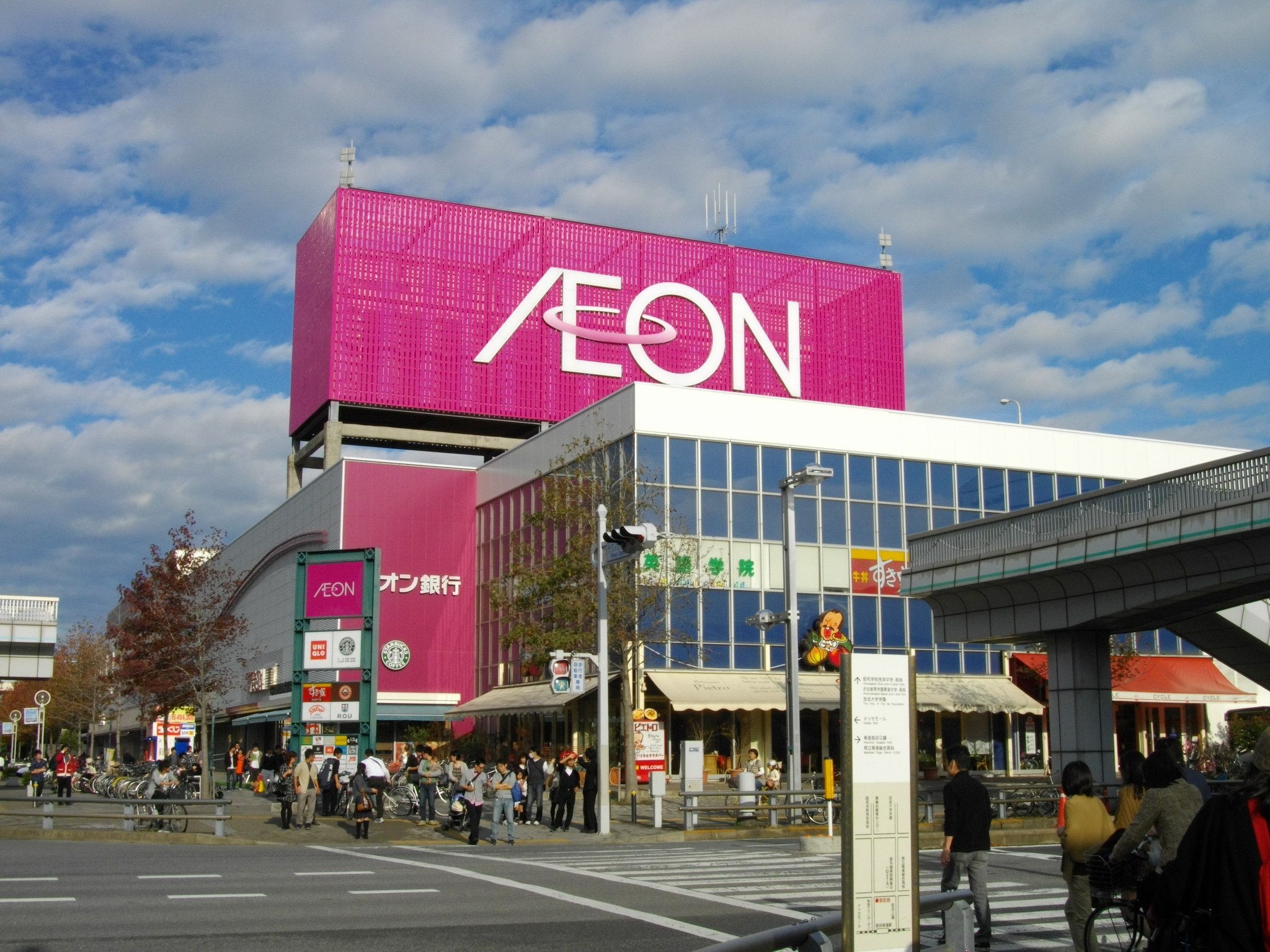
イオン海浜幕張店（千葉県千葉市美浜区・イオンリテール運営）

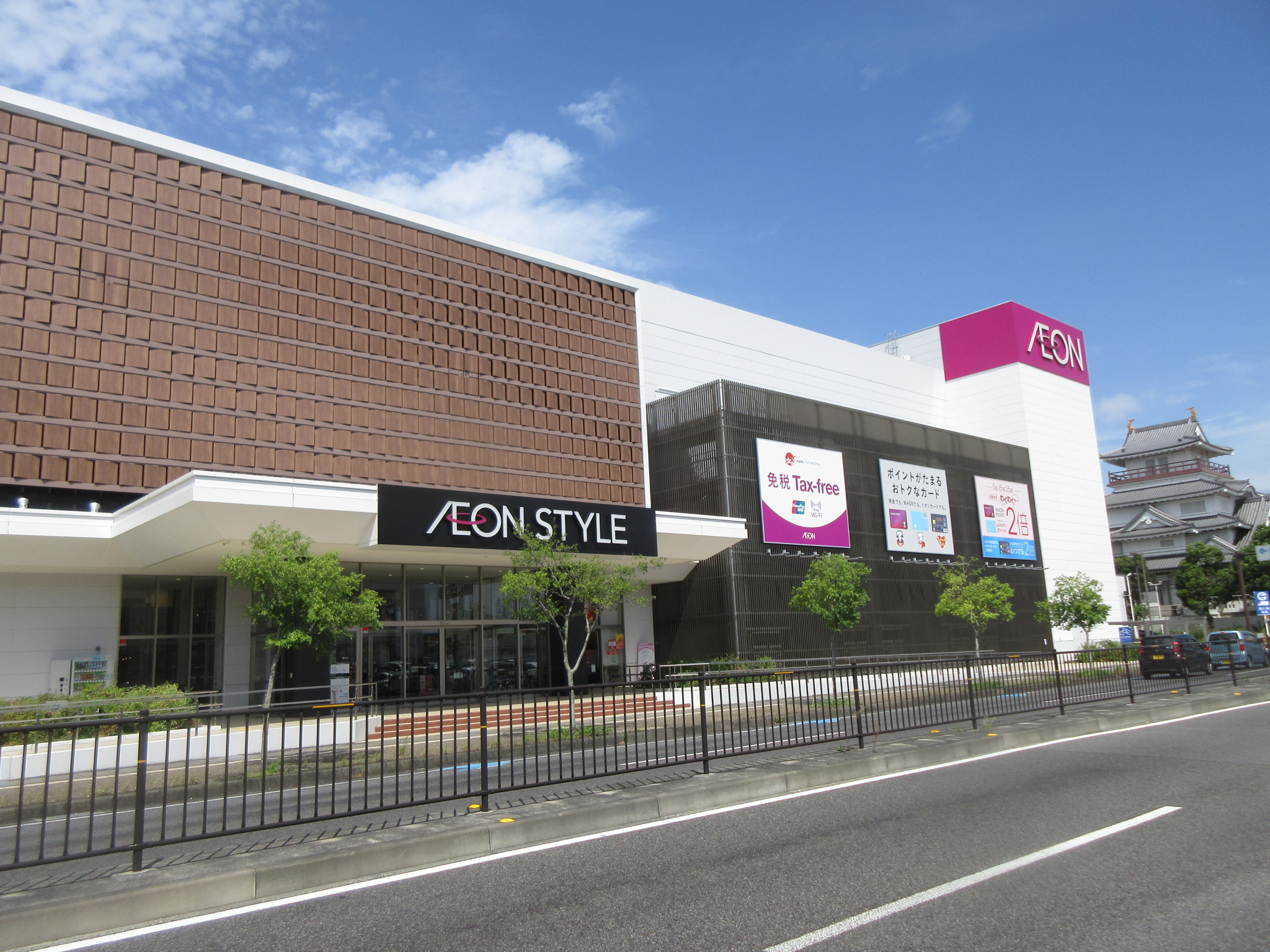
イオンスタイル豊田（愛知県豊田市・イオンリテール運営）

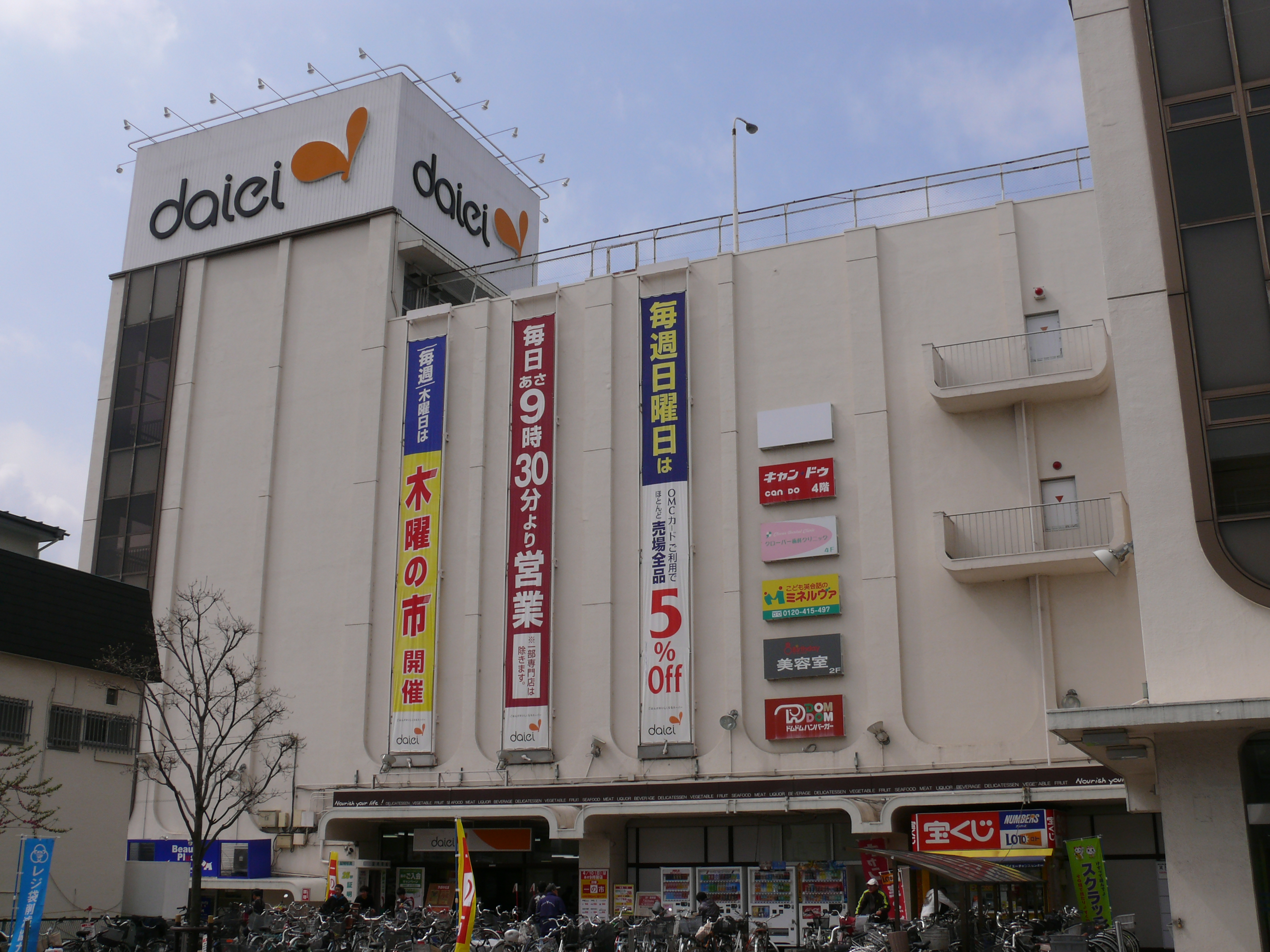
ダイエー上溝店（神奈川県相模原市中央区）

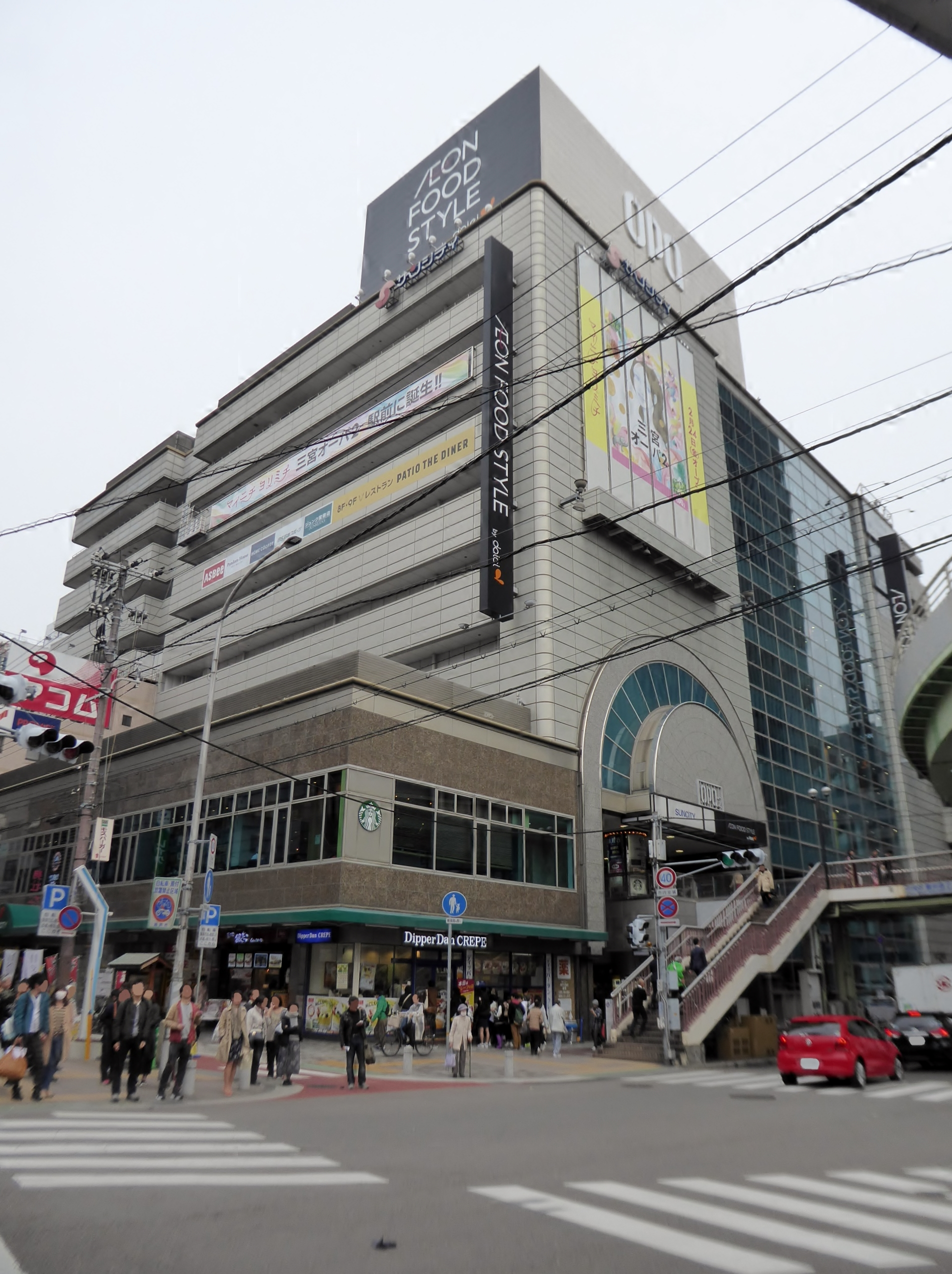
フードスタイルストア神戸三宮店（兵庫県神戸市中央区）

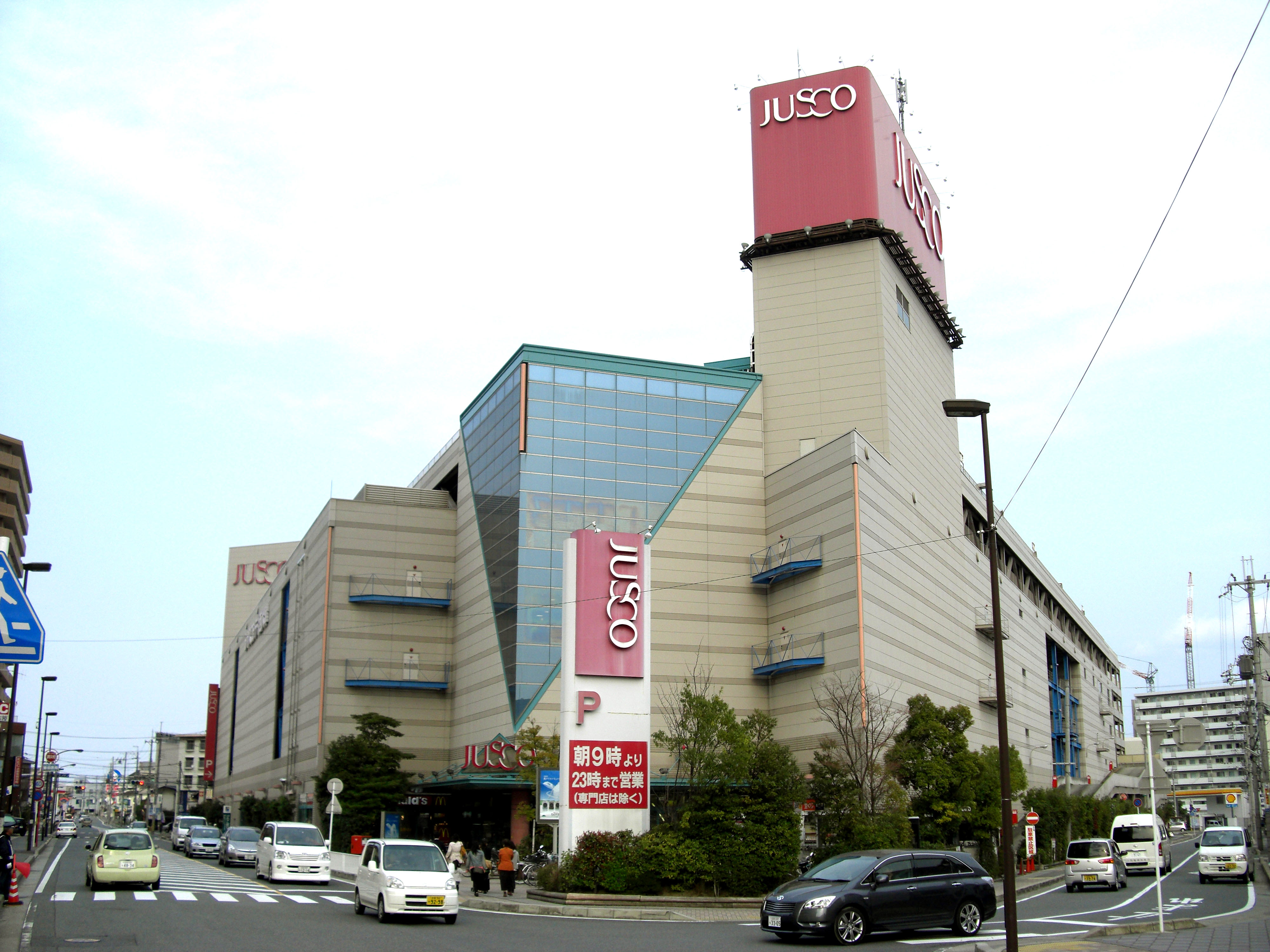
ジャスコ西大津店（滋賀県大津市・イオンリテール運営）

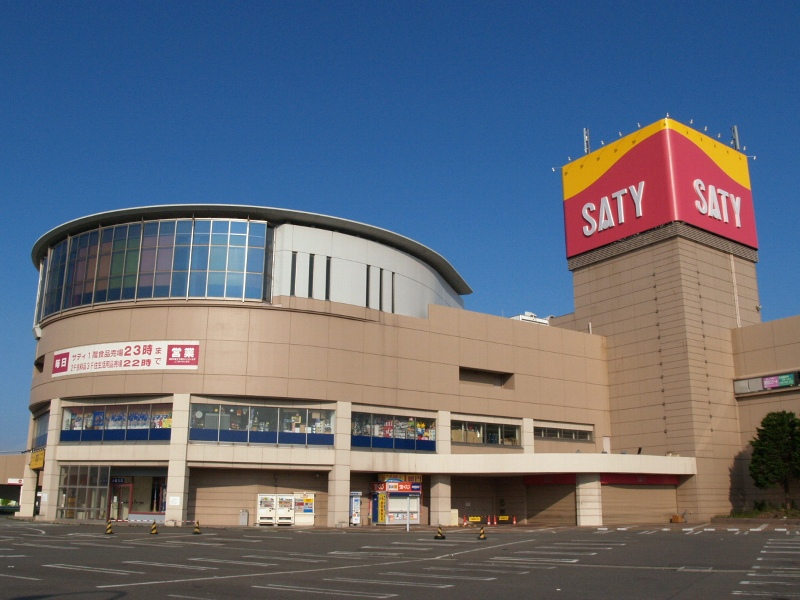
秋田サティ（秋田県秋田市・マイカル運営）

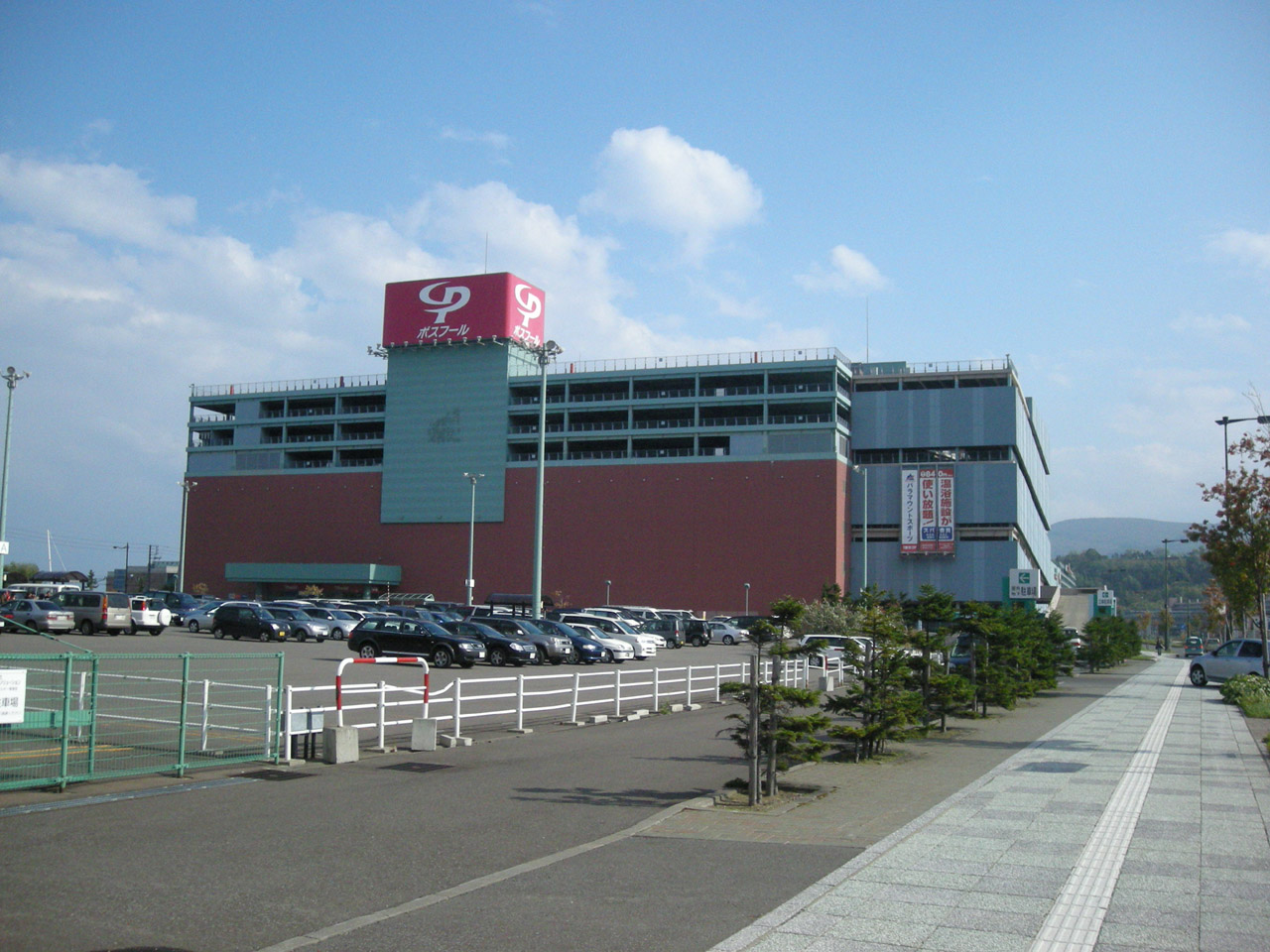
ポスフール小樽店（北海道小樽市）

イオン
運営会社：イオン北海道・イオン東北・イオンリテール・イオン九州・イオン琉球
総合スーパー業態の「イオン」名義の店舗は、2010年3月に当時のイオンマルシェが展開していた「カルフール」から屋号変更した店舗が始まりとなる。2011年2月以前はリニューアルオープンの伴う一部の店舗に限られていたが2011年3月にジャスコやサティ、ポスフールのほとんどの店舗が屋号変更したためそれ以降はイオングループの代表的な店舗ブランドとなった。
ダイエーの店舗網再編に際し、2015年9月に一部店舗を除く北海道と九州地区の「ダイエー」及び「カテプリ新さっぽろ」を地域ごとにイオン北海道とイオンストア九州へそれぞれ継承し、店舗ブランドを「イオン」に改めた（なお、九州地区の旧「ダイエー」店舗についてはこの経緯により、2020年8月まではイオンストア九州からの事業委託によりイオン九州が運営していた。同年9月にイオン九州がイオンストア九州を合併し直営化する）。愛知県の「ダイエー」についても同時にイオンリテールに継承され、同年10月1日に「イオン」へ改めた。2016年3月に本州の一部の「ダイエー」をイオンリテールへ継承。北本店（埼玉県北本市・2017年6月30日閉店）を皮切りに、同年3月30日の金剛店（大阪府大阪狭山市・現在のそよら金剛）、古川橋駅前店（大阪府門真市・現在のそよら古川橋駅前）、富雄店（奈良県奈良市・2019年10月31日閉店）、三田店（兵庫県三田市）の4店舗を以って、順次「イオン」へ屋号変更した。
2020年3月1日にイオンリテールが運営していた東北地区の店舗の運営をイオン東北へ移管された。
2024年10月1日に西友からイオン北海道へ承継された店舗の内、6店舗がシステム変更等を経て同年11月から12月にかけて順次「イオン」へ転換された。
イオンスタイル（イオンスタイルストア）
運営会社：イオン北海道・イオン東北・イオンリテール・イオン九州・イオン琉球
2014年より開始したファミリー向けに特化した店舗業態で、店舗によっては衣料品を取り扱わない等、特定の品目に特化している。当初は「イオンスタイルストア」で、店舗名は「イオン」のままだったが、イオンリテールが運営する店舗の一部は2015年4月にリニューアルオープンした「イオンスタイルレイクタウン」・「イオンスタイル鎌取」を皮切りに、店舗名を「イオンスタイル○○」に変更している。
「イオン」同様、2020年3月1日にイオンリテールが運営していた東北地区の店舗の運営がイオン東北へ移管された。
2024年7月13日に福井県に福井開発が開業したことで、「イオン」と合わせて全都道府県への出店を達成した。
イオンリテール以外にも、イオン東北には八戸城下・八戸沼館・江刺・矢巾・盛岡南・仙台卸町・名取・新利府・御所野・茨島・広面・山王・能代東・本荘・天童・いわき小名浜と営業する東北地区6県全てに出店しているほか、イオン北海道にはイオン旭川駅前店、イオン九州には熊本・笹丘・直方・宮崎（笹丘以外の店舗の正式名称は「イオン」のまま）、イオン琉球にはライカム・豊崎・てだこ浦西駅前・ひやごんと北海道、九州地区、沖縄県の各運営会社にも数店舗ずつある。
ダイエー
運営会社：ダイエー
詳細は後述。
現在、ダイエーブランドで展開しているGMSは殆どがイオンなどに名称を変更するか、SSM業態に転換しているが、一部の店舗は引き続きダイエーのブランドを使用してGMSを展開している。
イオンフードスタイル / AEON FOOD STYLE by daiei（フードスタイルストア）
運営会社：ダイエー
詳細は後述。
イオンフードスタイルと名称を変更してもなおGMS業態で展開する店舗が存在する（画像の神戸三宮店など）。
フジ（FUJI）
運営会社：フジ
詳細は後述。
フジの運営店舗のうち中規模の店舗が該当するが、スクラップアンドビルドによりSM業態に順次転換しており、フジブランドのGMS型店舗は減少している。

### ショッピングセンター

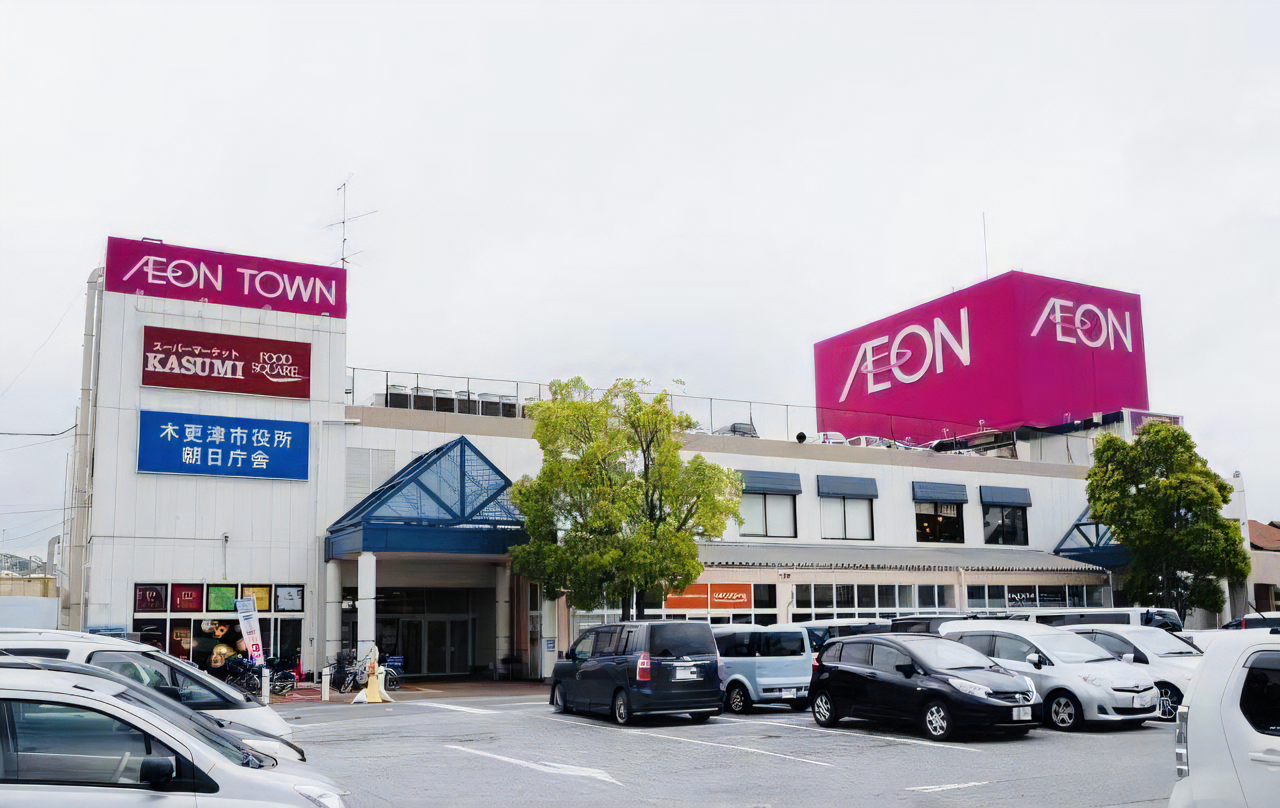
イオンタウン木更津朝日（千葉県木更津市・イオンタウン運営）
※木更津市役所 朝日庁舎を併設

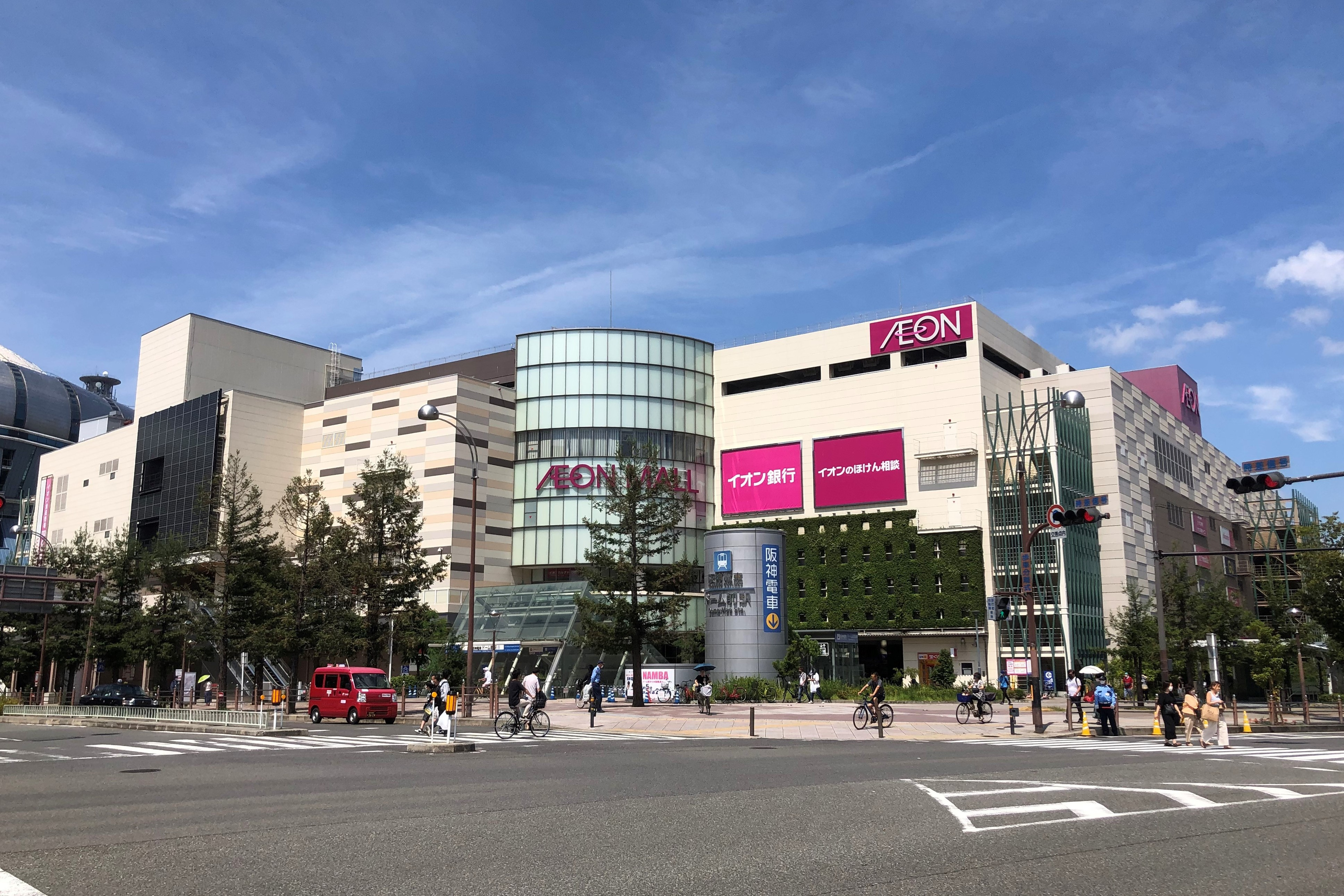
イオンモール大阪ドームシティ（大阪府大阪市西区・イオンモール運営）

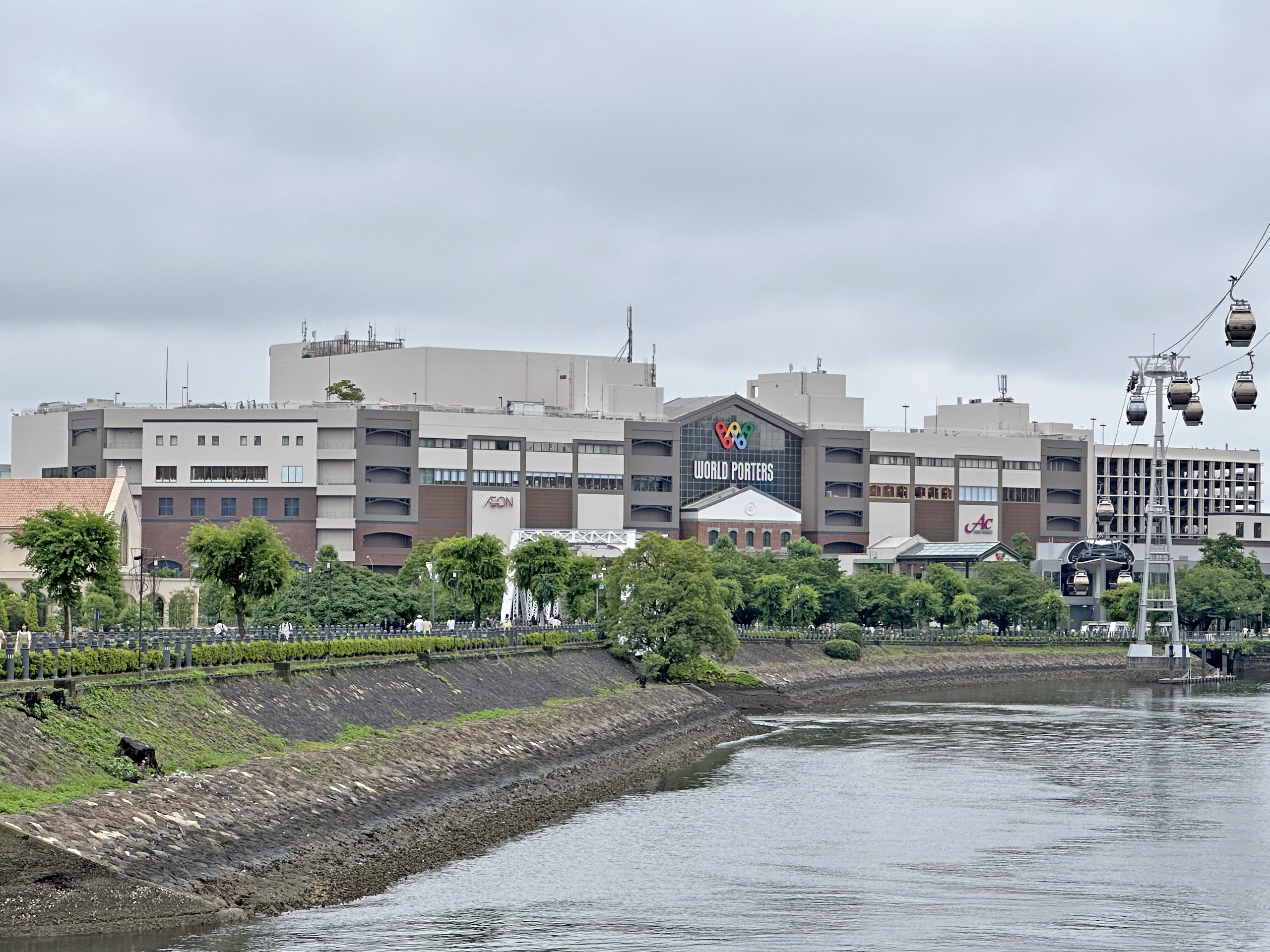
横浜ワールドポーターズ（神奈川県横浜市中区・イオンモール運営）

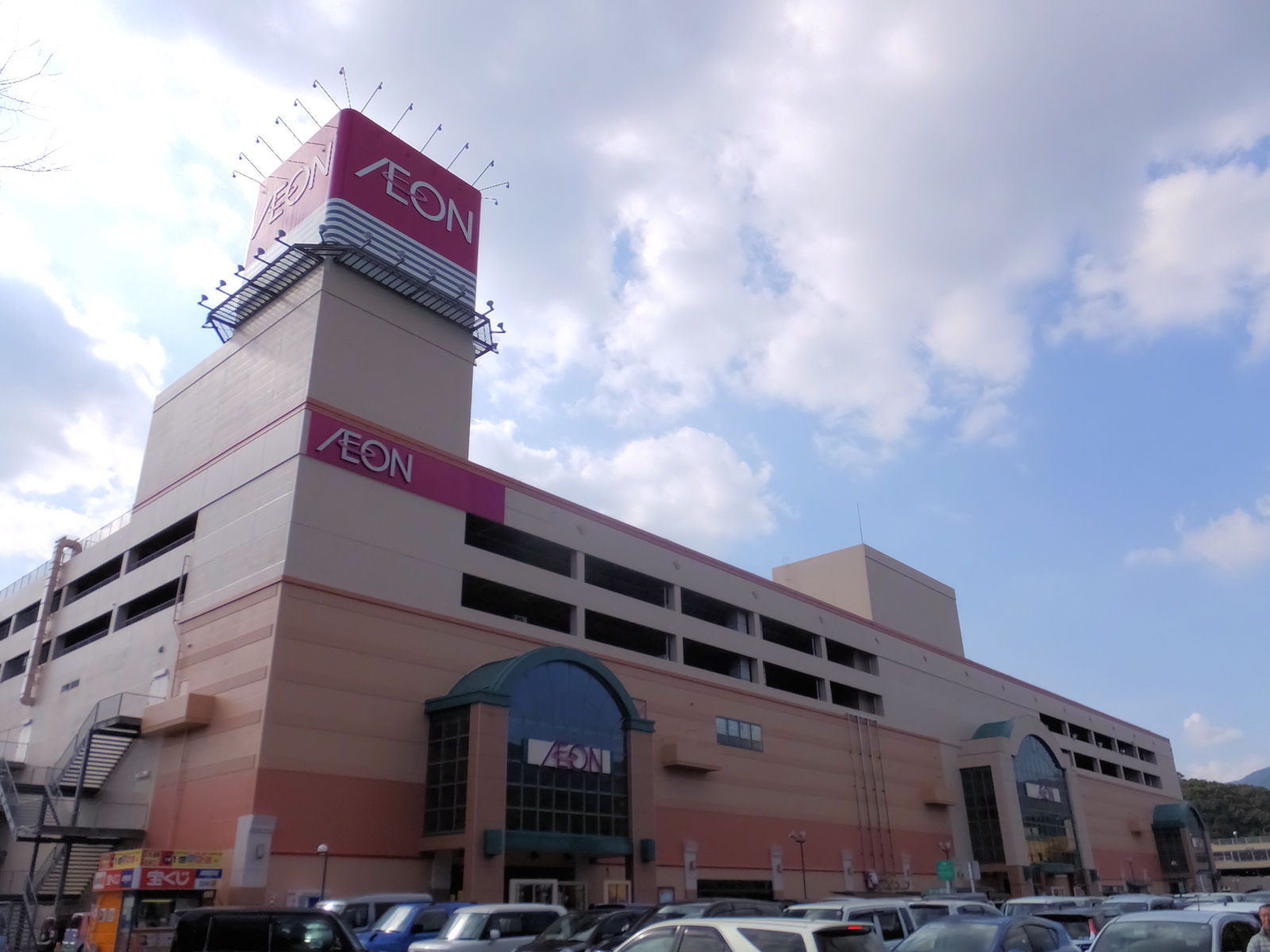
イオン大塔ショッピングセンター（長崎県佐世保市・イオン九州運営）

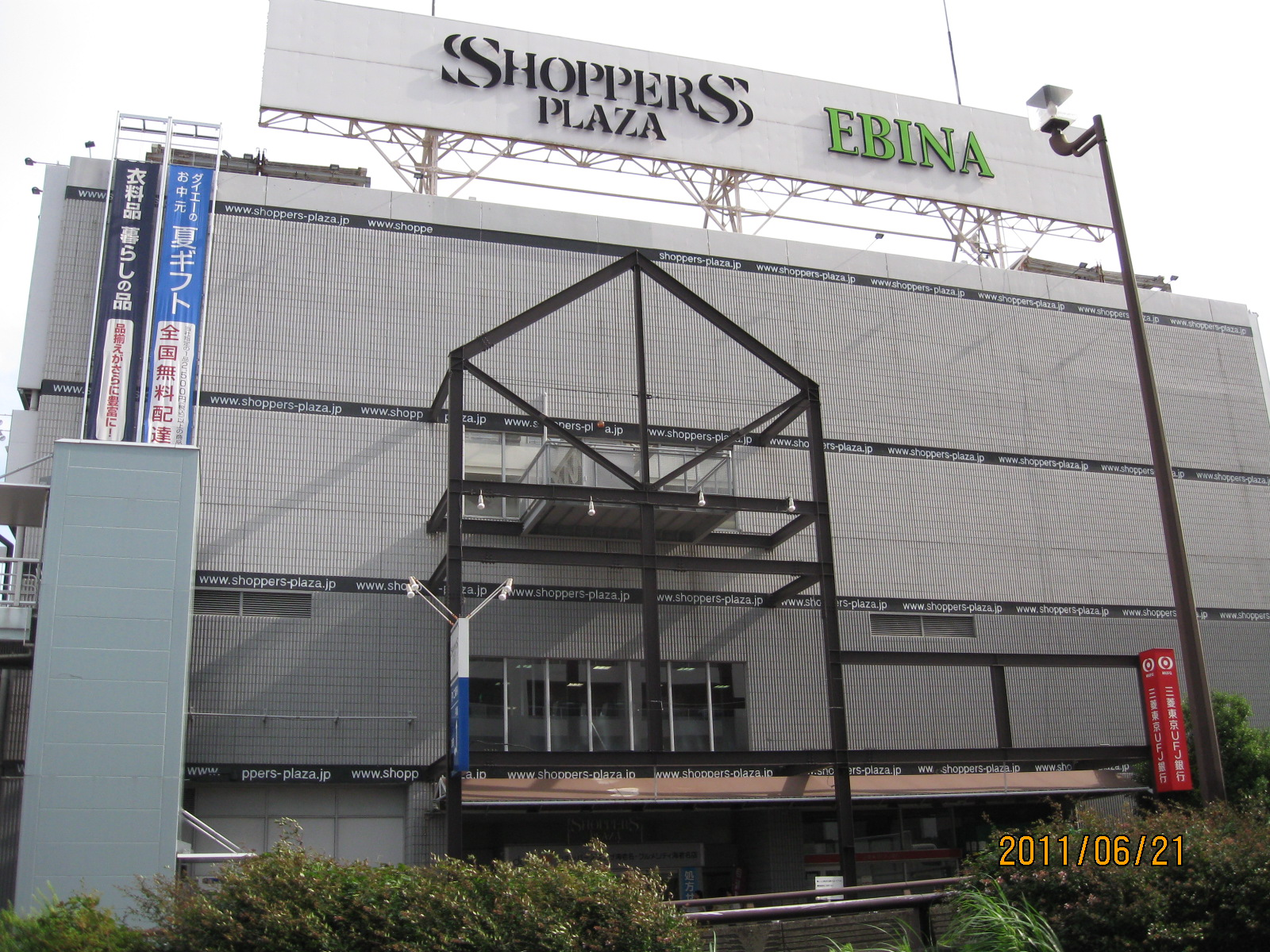
ショッパーズプラザ海老名（神奈川県海老名市）

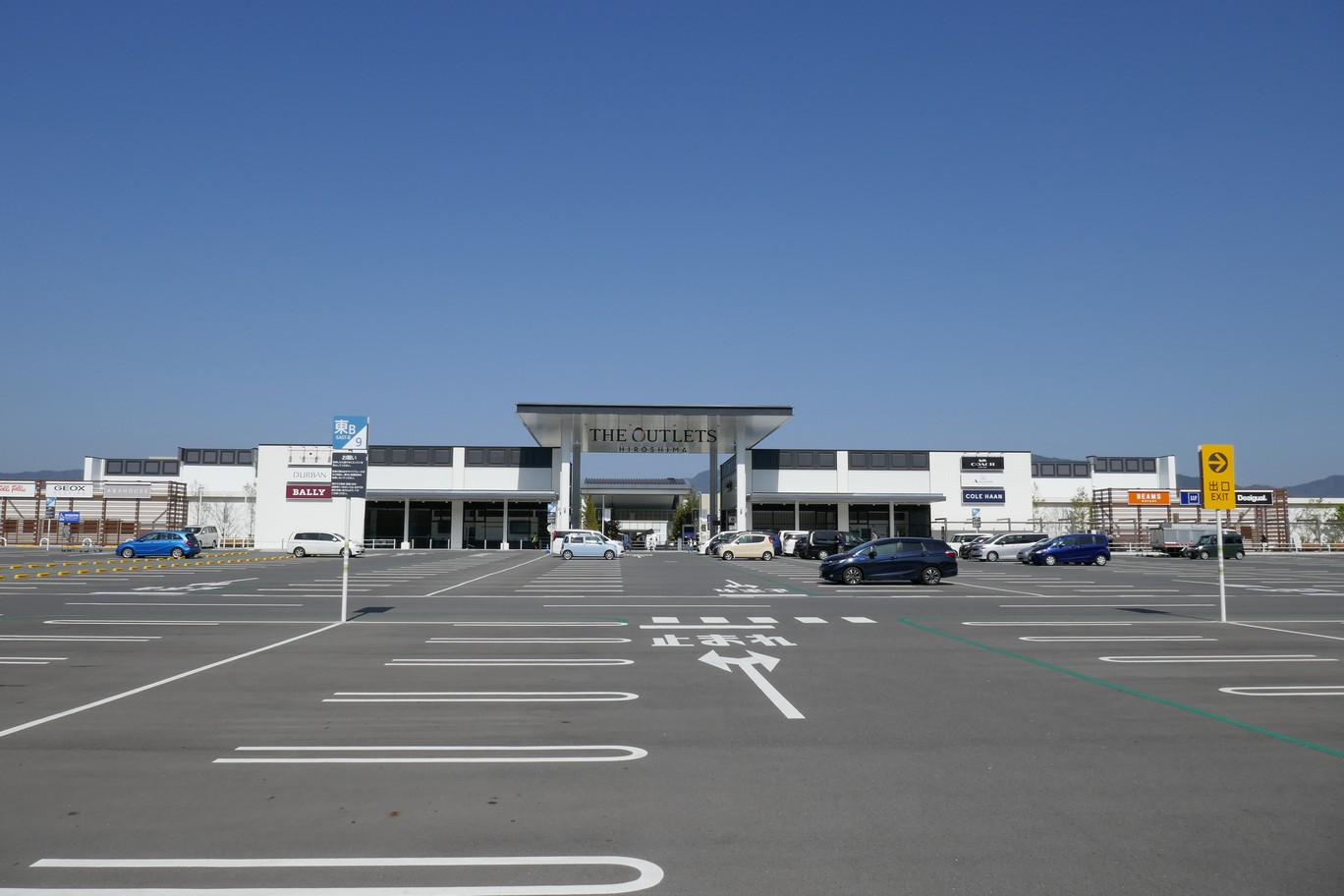
THE OUTLETS HIROSHIMA（広島県広島市佐伯区）

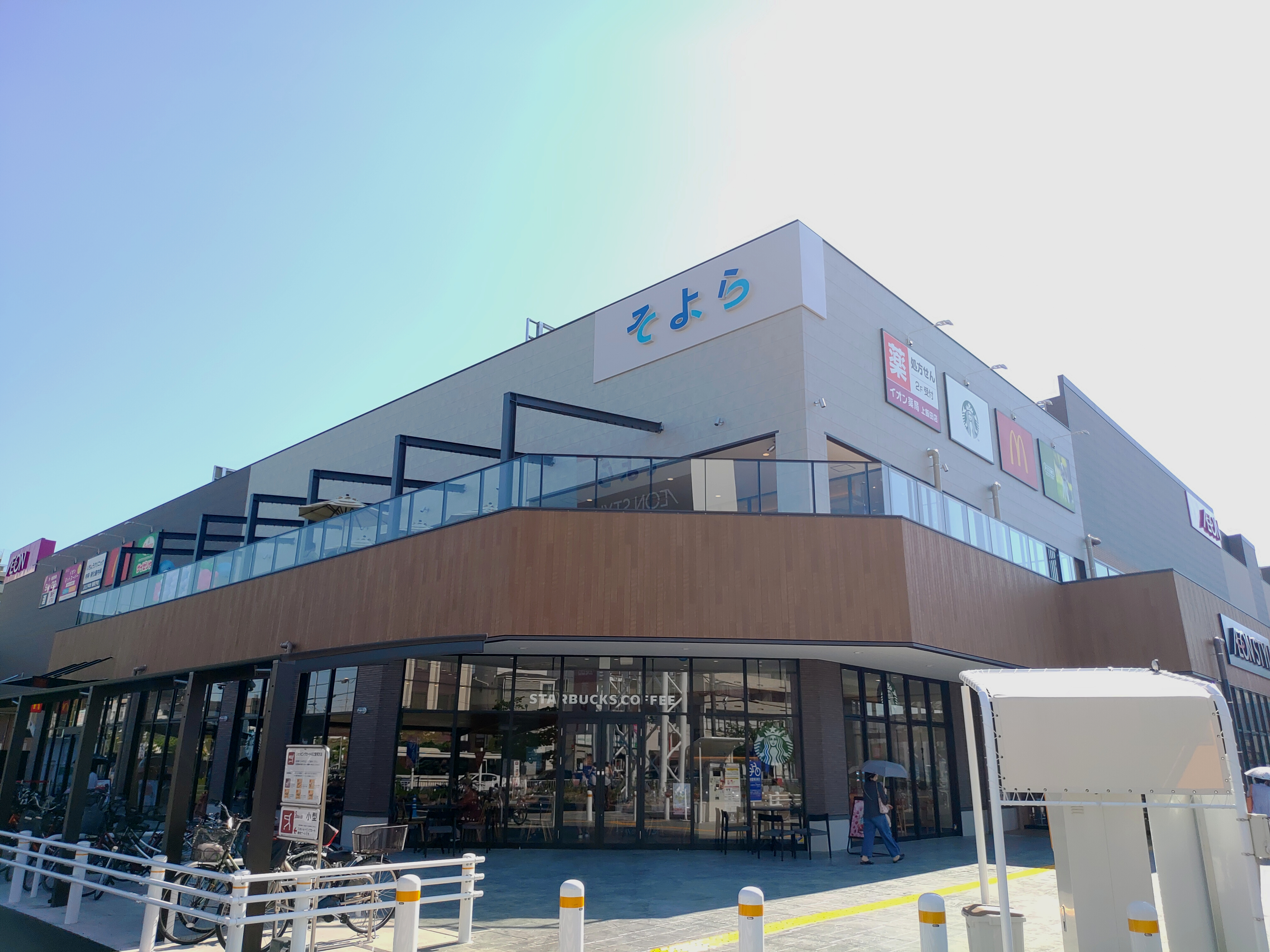
そよら上飯田（愛知県名古屋市北区）

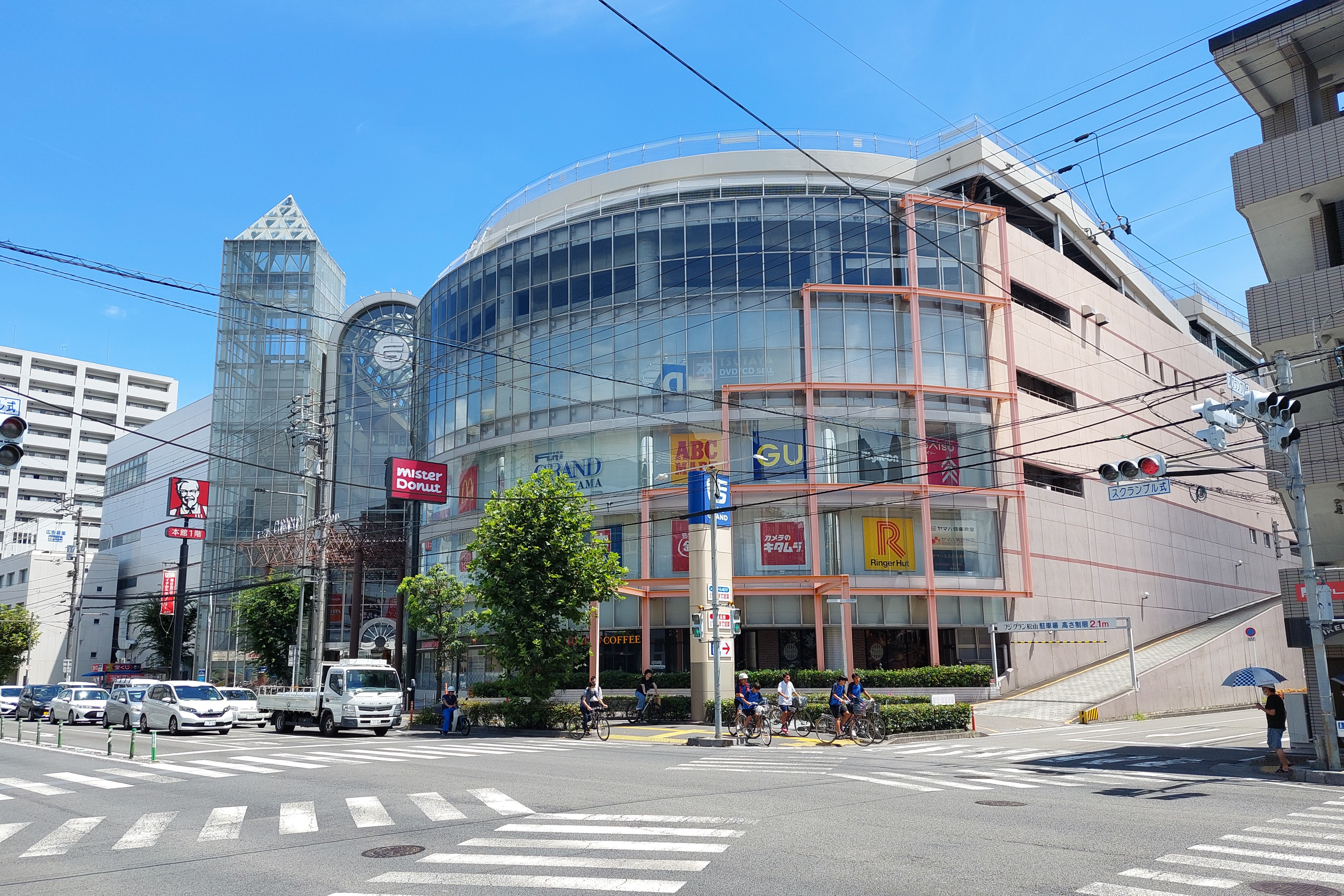
フジグラン松山（愛媛県松山市）

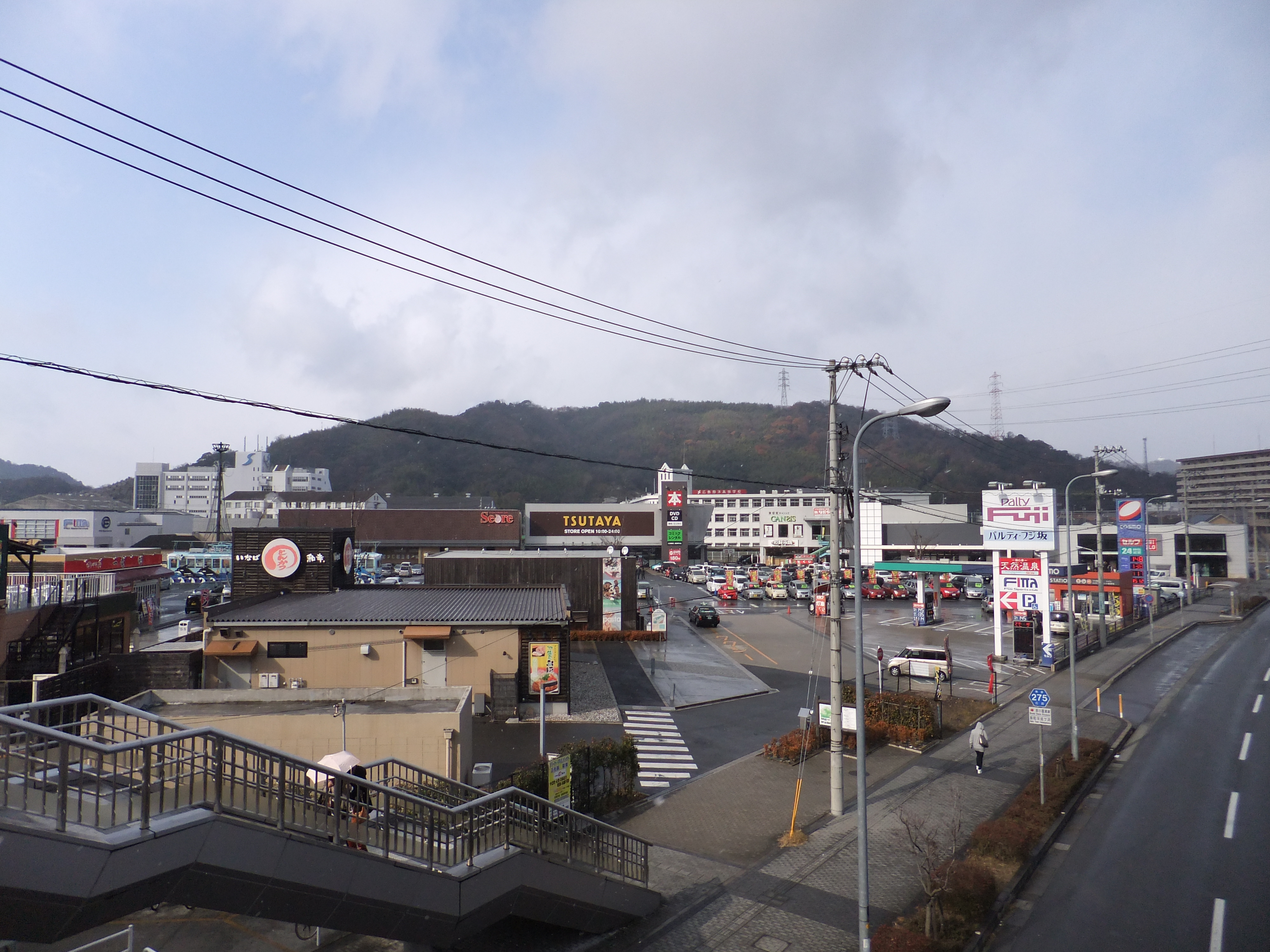
パルティ・フジ坂（広島県安芸郡坂町）

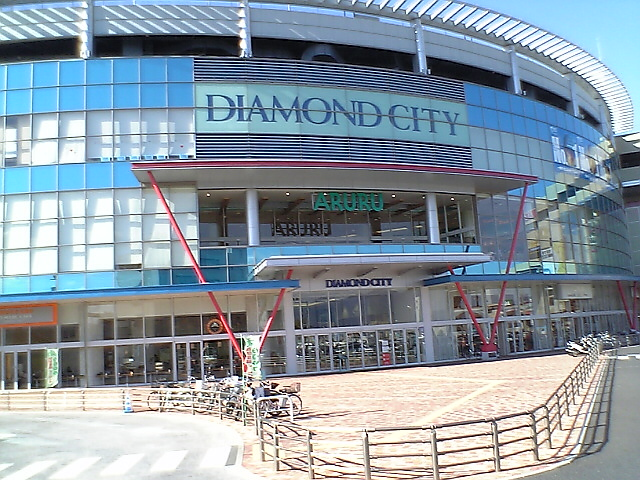
ダイヤモンドシティ・アルル（奈良県橿原市）

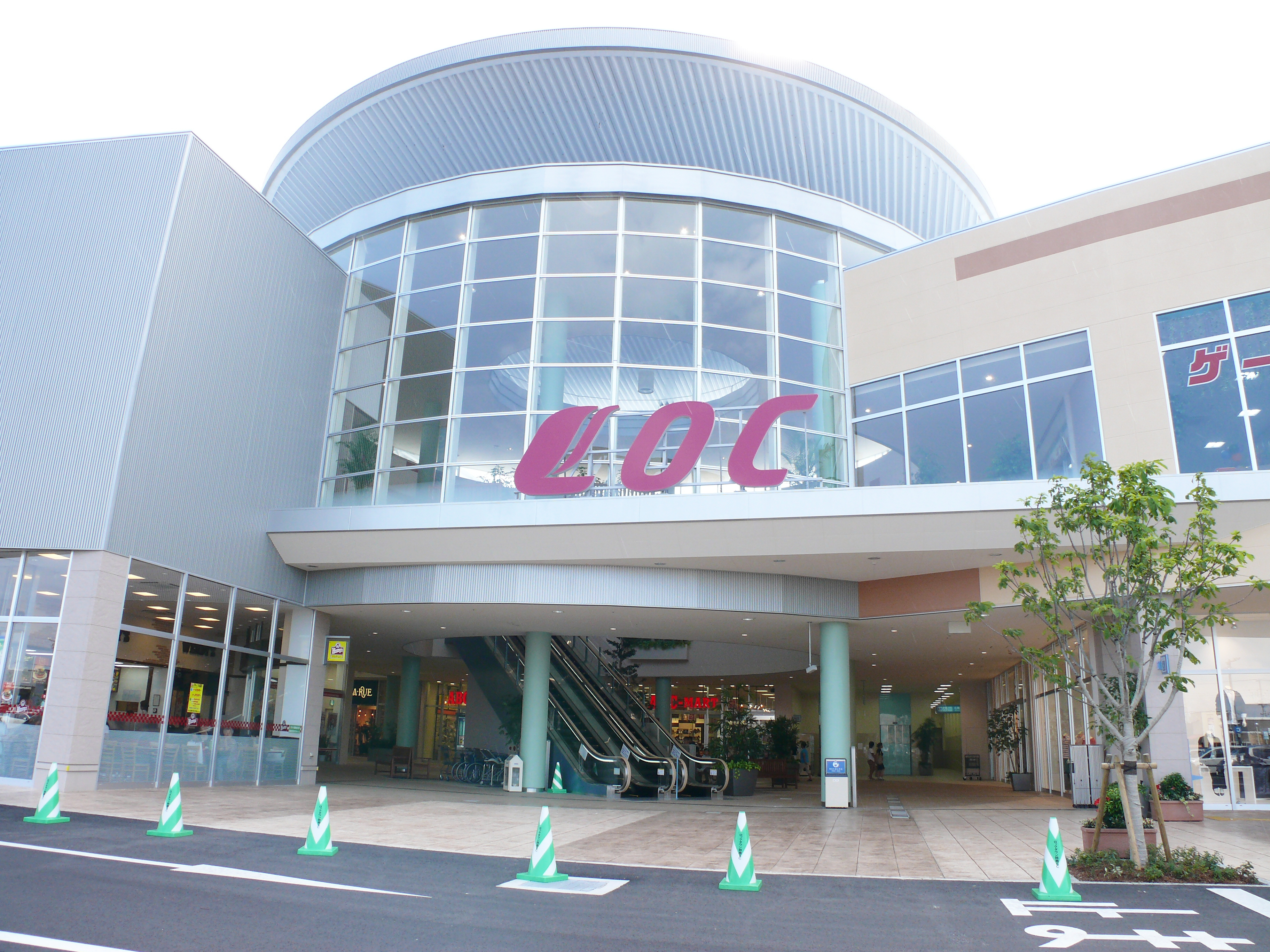
ロックタウン鈴鹿ショッピングセンター（三重県鈴鹿市）

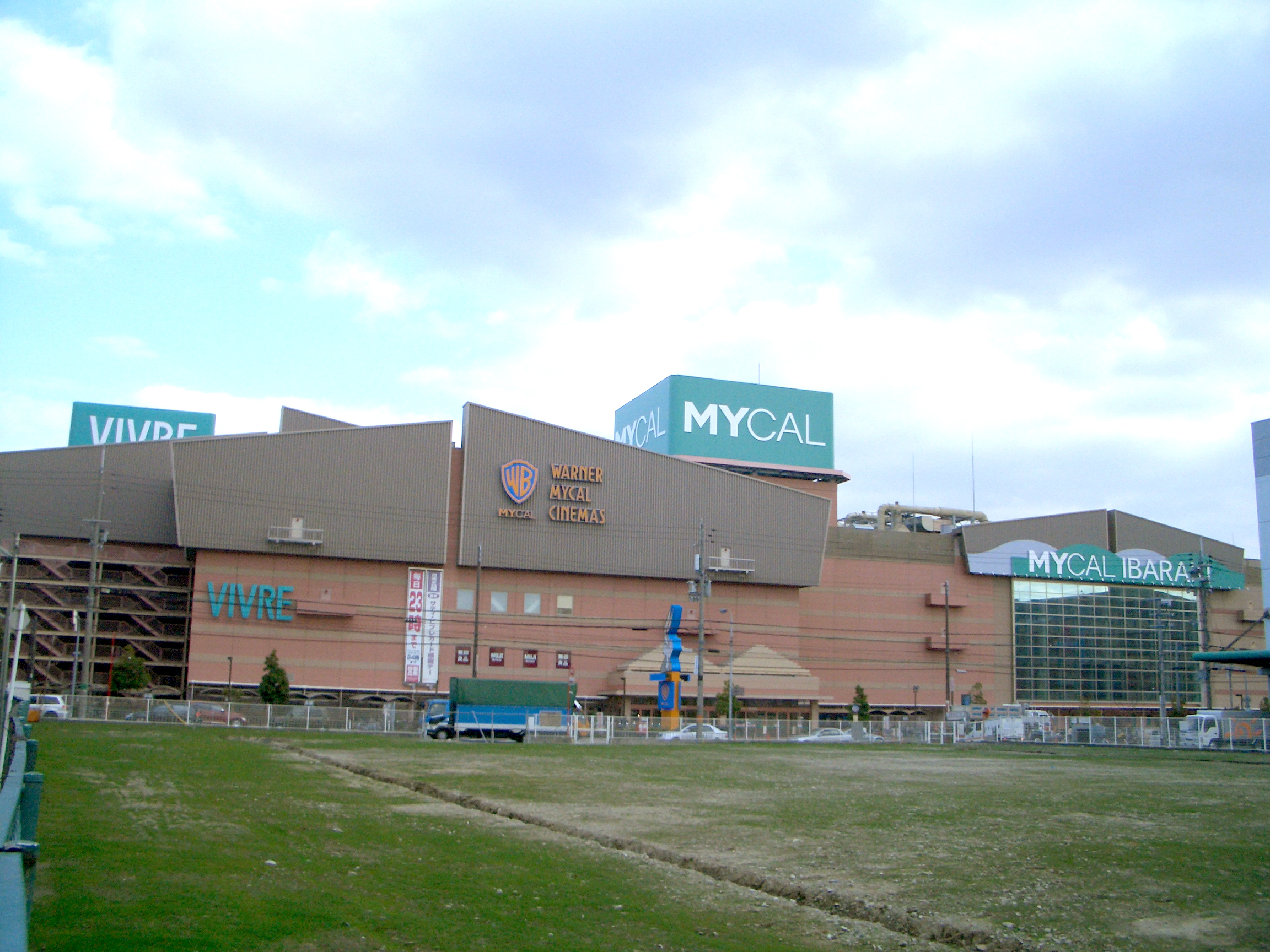
マイカル茨木（大阪府茨木市）

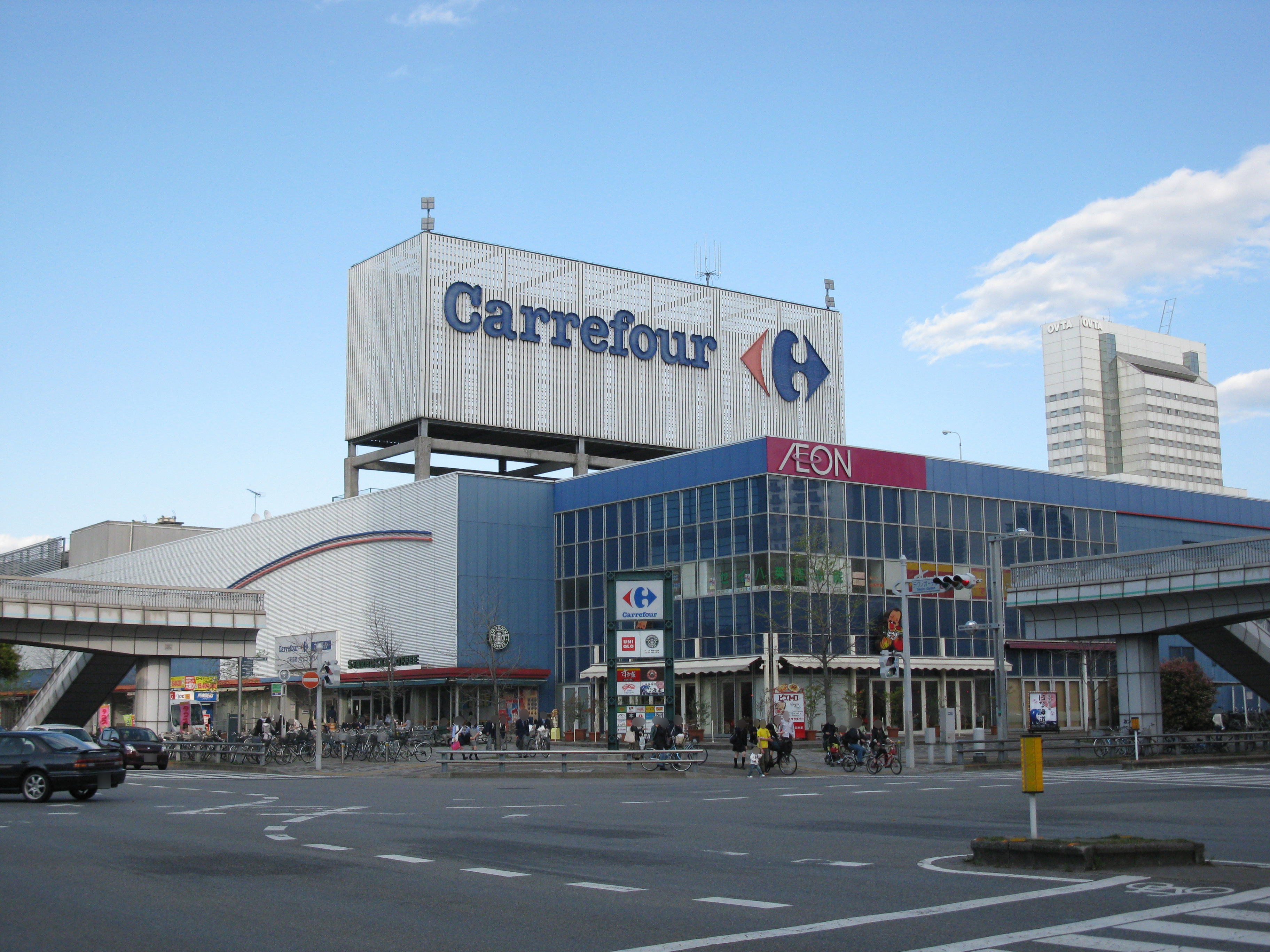
カルフール幕張（千葉県千葉市美浜区）

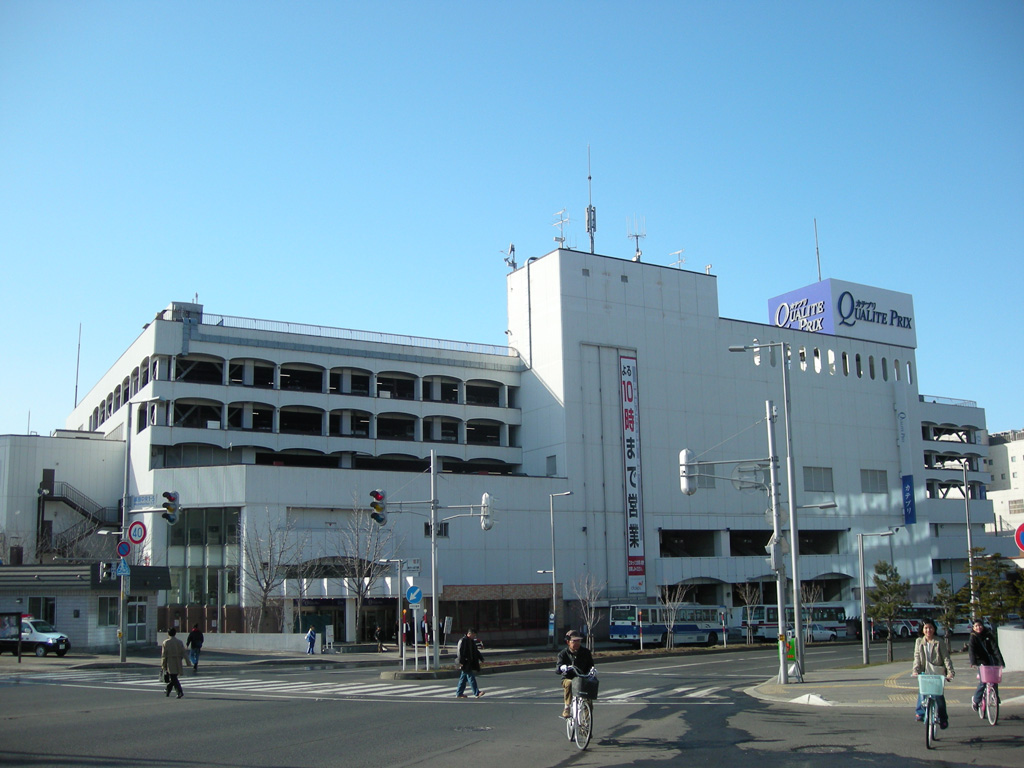
カテプリ（北海道札幌市厚別区）

イオンタウン
運営会社：イオンタウン・マックスバリュ運営会社（後述）
「マックスバリュ」・「カスミ」等の食品スーパーやディスカウントストア「ザ・ビッグ」を核店舗とするショッピングモール。核店舗については、「イオン」を核店舗とする場合や、近隣にイオンショッピングセンターやイオンモールがあるショッピングセンターについては、補完的機能を兼ねる目的でイオングループ以外の店舗を核店舗とする場合がある。写真のイオンタウン木更津朝日のように市役所の建替えに伴う仮庁舎として役所の機能を持たせるなど、店舗スタイルも多様化している。また、以前よりイオンリテールやマックスバリュ運営会社がマックスバリュなどを核店舗に展開するNSCの名称（イオンタウン○○ショッピングセンター）で用いていたが、2011年9月にロック開発がイオンタウン株式会社へ商号変更したことに伴い、ロック開発運営のNSCの名称を「イオンタウン」に改められた。さらに、2011年11月21日付でイオンリテールやイオンビッグが運営する近隣型ショッピングセンター39ヶ所を「イオンタウン」に名称変更し、ブランド名を統一。同時にイオンリテールおよびイオンビッグが運営していたNSC62ヶ所が吸収分割によりイオンタウン株式会社へ移管された。
なお、マックスバリュ運営会社のうち、イオン琉球については当初からイオンタウン株式会社と同じく「イオンタウン○○」の名称を用いている。
イオンモール
運営会社：イオンモール・イオン北海道・イオン九州
「イオン」を核店舗し、大型専門店等を融合させた複合型ショッピングモール。かつては「イオン○○ショッピングセンター」、「ダイヤモンドシティ・○○」だった（一部例外あり）。特徴として2000年以降、イオンモール岡崎など、GMS+百貨店といった複数の核店舗を持つ「2核1モール型」店舗が志向されたが、百貨店の衰退によって百貨店型核店舗の獲得が難しくなり、2007年以降、店舗形態の見直しが進んでいる。
2011年11月21日付でイオン北海道・イオンリテール・イオン九州が運営するRSC58ヶ所を「イオンモール」に名称変更し、ブランド名を統一。2013年11月1日にイオンリテールが運営していた「イオンモール」54ヶ所の運営を、2025年3月に横浜ワールドポーターズの管理・運営及び開発を担っていた横浜インポートマートがイオンモール株式会社への吸収合併かつ解散に伴う同施設の管理・運営及び開発をそれぞれイオンモール株式会社に移管した。
2015年4月には、「マイカル○○」から名称変更したイオン桑名ショッピングセンターとイオン茨木ショッピングセンターが改装のタイミングで順次、イオンモール桑名・イオンモール茨木に再度名称変更した。
イオンショッピングセンター
運営会社：イオン北海道・イオン東北・イオンリテール・イオンモール・イオン九州・イオン琉球他
コミュニティ型ショッピングセンター（CSC）から、大きいものはモール型のリージョナル型ショッピングセンター（RSC）に属するものもあったが、RSCは現在では「イオンモール」に、近隣型ショッピングセンター（NSC）は「イオンタウン」に改称された。イオンを核店舗にしているものが多い。
2011年3月に店舗ブランドを「イオン」に統合した際、旧ジャスコ及び旧サティの一部店舗及び、マイカル本牧（現・イオン本牧）を除く「マイカル○○」からの名称変更により「イオン○○ショッピングセンター」となったSCが増加した。
また、イオンリテールが運営していたSCのうち、大型規模のSC15ヶ所は2013年11月1日付でイオンモールへ、東北地区のSCは2020年3月1日付でイオン東北へ順次移管されている。
ショッパーズプラザ
運営会社：ダイエー
「ダイエー」を核店舗とし、大型専門店等を融合させた複合型ショッピングモール。元はダイエーの商業ブランドであり、日本全国のダイエーのショッピングセンターに同名が使用されていた。
2016年3月1日にダイエーが運営していたショッパーズプラザ新浦安とショッパーズプラザ横須賀の営業権をイオンリテールが継承したことにより、同社が運営する「ショッパーズプラザ」が誕生することとなった。なお、核店舗については、新浦安・横須賀共に同年3月17日に「イオン」へ屋号変更している。その後、ショッパーズプラザ新浦安は2017年5月19日の改装で核店舗名だったイオン新浦安店へ名称を統一し、ショッパーズプラザ横須賀は2019年3月に閉店したため、現在はダイエーが運営するショッパーズプラザ海老名のみとなっている。
THE OUTLETS（ジ・アウトレット）
運営会社：イオンモール
イオンモールが運営するアウトレットモール。「地域創生型商業施設」を謳い、アウトレットストアだけでなく地域の文化や魅力を発信できる施設を併設する。
2018年4月、広島市に1号店となる「THE OUTLETS HIROSHIMA」が開店。2022年4月には福岡県北九州市に2号店の「THE OUTLETS KITAKYUSHU」が開店（イオンモール八幡東とブリッジで連結して一体運営を行うため、核店舗を設けないモールとなる）。2023年4月には神奈川県平塚市に3号店の「THE OUTLETS SHONAN HIRATSUKA」が開店した。
そよら
運営会社：イオンリテール
イオンリテールが展開する都市型ショッピングセンター。2020年3月28日に「イオンスタイル海老江」を開業した際に実施した、一般公募により選定。1号店として、イオンスタイル海老江が入居するショッピングセンターを「イオンそよら海老江」と命名した。2021年6月16日に2店舗目としてイオン新金岡店跡地にオープンした「そよら新金岡」の発表と同時に、SC名称を"イオン"を冠さない「そよら」に改められた。
2025年5月時点で新規店舗は海老江（大阪府）・浜松西伊場（静岡県）・横浜高田（神奈川県）・福井開発（福井県）の4店舗のみで、旧店舗からの建て替えもしくは既存店舗からの改装による店舗が多い。
フジグラン（FUJI GRAND）
運営会社：フジ
フジが展開するコミュニティ型ショッピングセンター。直営テナントとして、食料品を扱う「食品館」と衣料品・住環境商品を扱う「衣料・くらしの品フロア」が入居する。
2024年3月時点で広島県・山口県・四国4県に合計29店舗を展開する。また、派生形態として、より大規模なショッピングセンターであるエミフルMASAKI（愛媛県伊予郡松前町）も存在する。
パルティ・フジ（Palty FUJI）
運営会社：フジ
フジが展開する近隣商圏を対象とした近隣型ショッピングセンター。かつてはフジの直営売場を設けていたが、2012年3月に直営売場を持つ店舗は「フジ」に転換され、直営売場を持たないショッピングセンターに用いるブランドとして集約された。2024年3月時点で広島県・愛媛県に5店舗を展開する。

### スーパーセンター

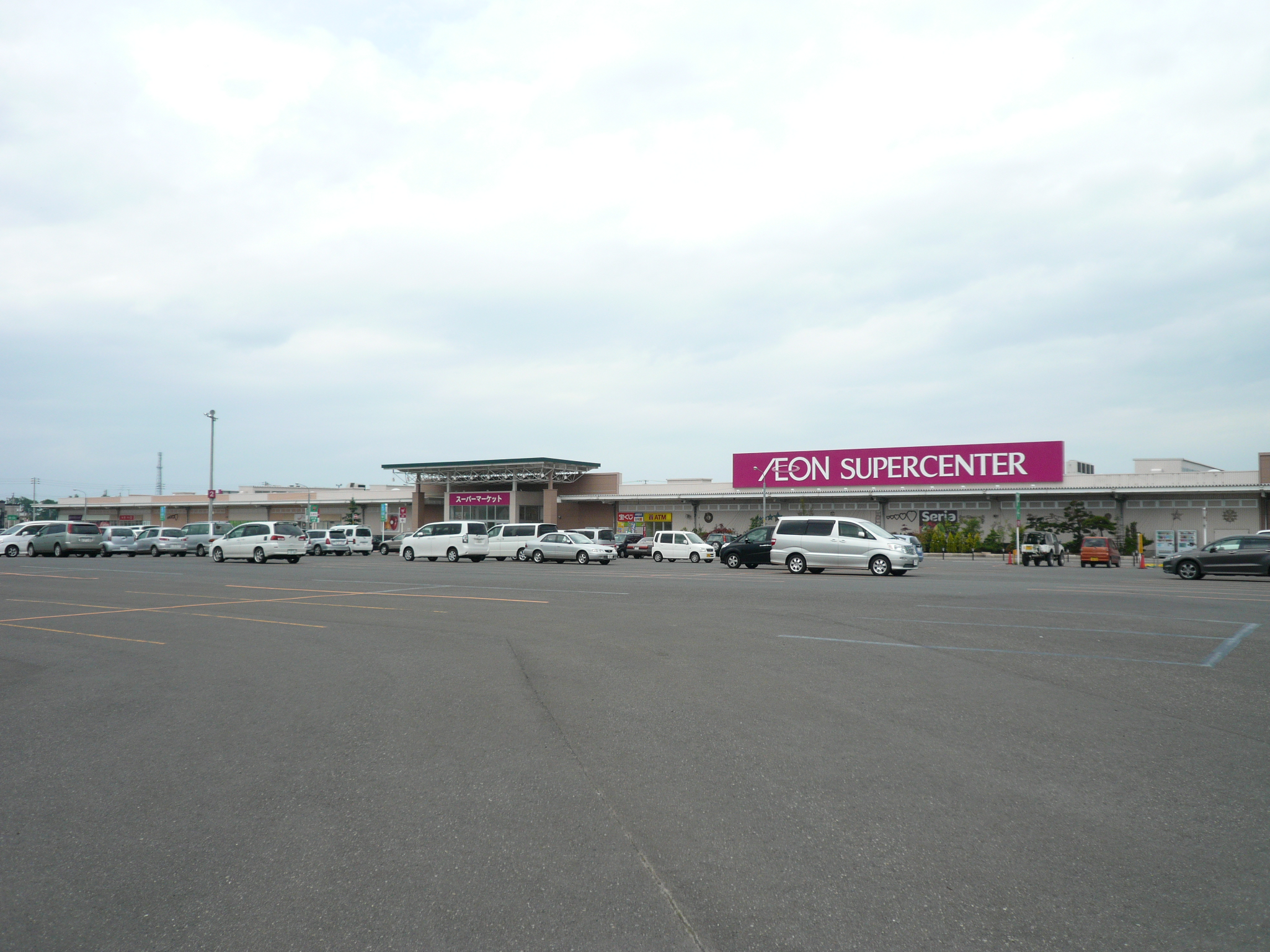
イオンスーパーセンター手稲山口店（北海道札幌市手稲区・イオン北海道運営）

イオンスーパーセンター
運営会社：イオン北海道・イオン東北
イオングループのスーパーセンター（SuC）業態。かつては「ジャスコスーパーセンター」・「マックスバリュスーパーセンター」・「スーパーセンターホームワイド」と複数の店舗ブランドが存在していたが、「イオンスーパーセンター」に統合された。東北地方ではイオン東北株式会社が運営している。なお、かつてはイオンリテールから運営を引き継いだイオンビッグやイオン九州も運営していたが、イオンビッグは運営していた全店舗を「ザ・ビッグエクストラ」へ、イオン九州は運営していた全店舗を「イオン」へそれぞれ業態転換された為、運営を終了している。

### ホームセンター

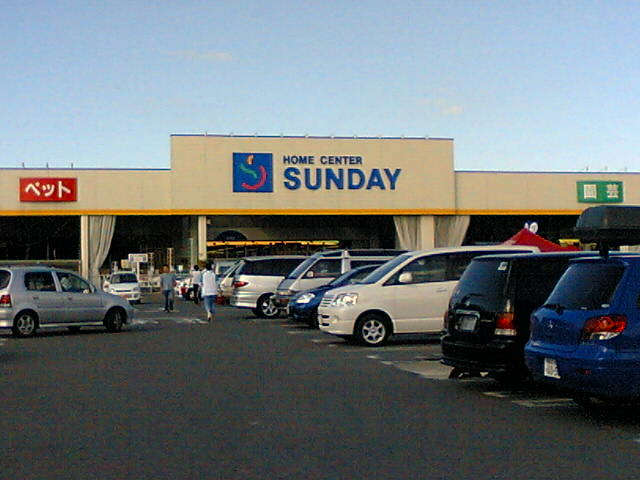
サンデー青森店（青森県青森市）

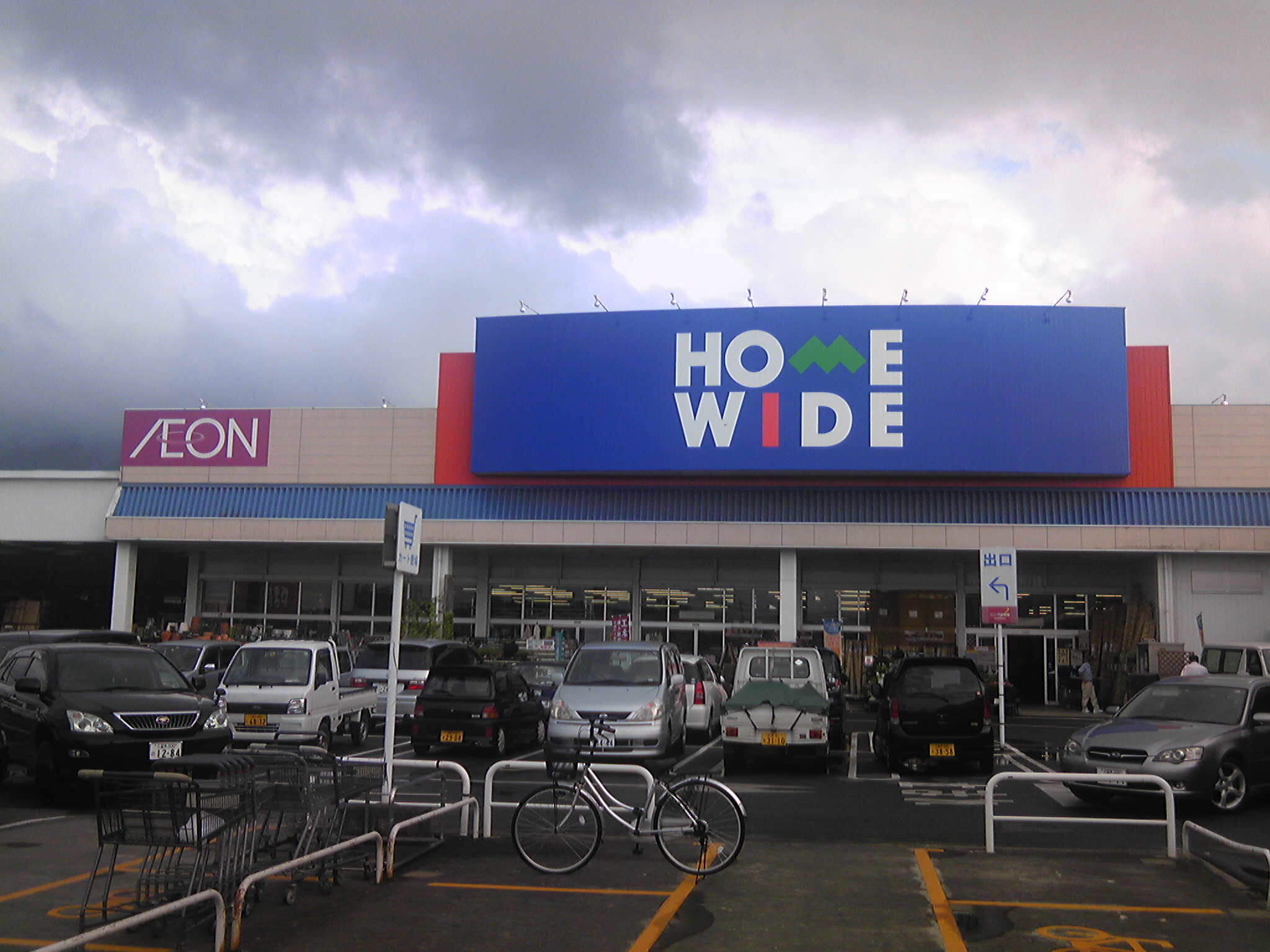
ホームワイド田主丸店（福岡県久留米市）

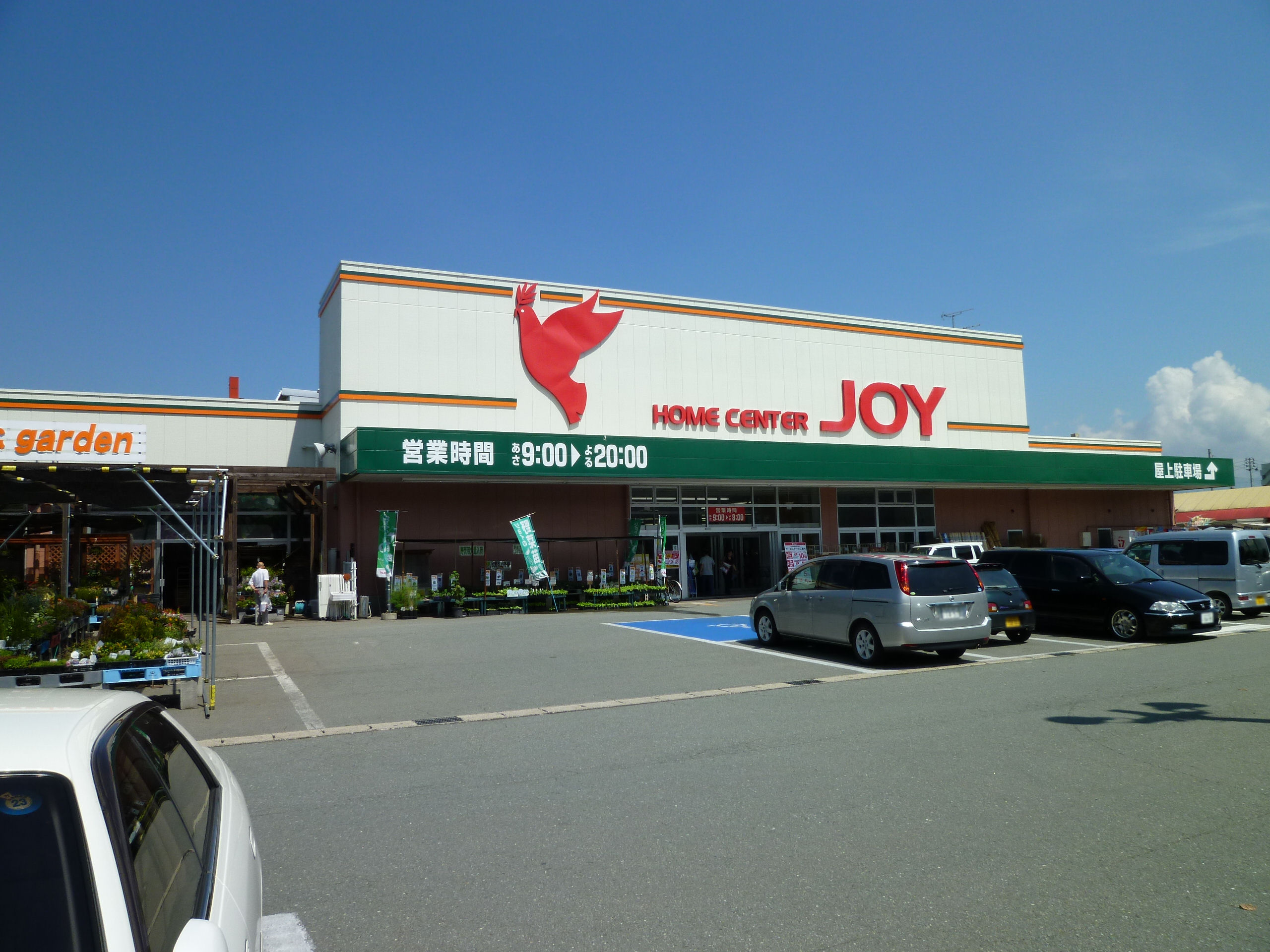
ジョイ山形北店（山形県山形市）

サンデー
運営会社：サンデー
東北地方に展開するホームセンター。北東北が基盤だが、2018年5月に「ジョイ」をブランド統合したことで山形県にも展開するようになった。
ホームワイド / ホームワイドプラス / ホームワイドプロ
運営会社：イオン九州
九州地方（鹿児島県・沖縄県を除く）と山口県に展開するホームセンター。大分県が発祥で1995年12月、ジャスコの資本参加によりイオングループ入り、2003年、九州ジャスコと合併してイオン九州となる。幾つかの派生店舗があり、資材館を併設した「ホームワイドプラス」、建設業関連に携わる職人向けに専門性の高い商品を品揃えし、在庫量を増やしたプロショップ業態「ホームワイドプロ」が存在する（「ホームワイド」以外の業態は大分県が中心で、「ホームワイドプラス」は宮崎県、「ホームワイドプロ」は福岡県にもそれぞれ展開している）。

### スーパーマーケット

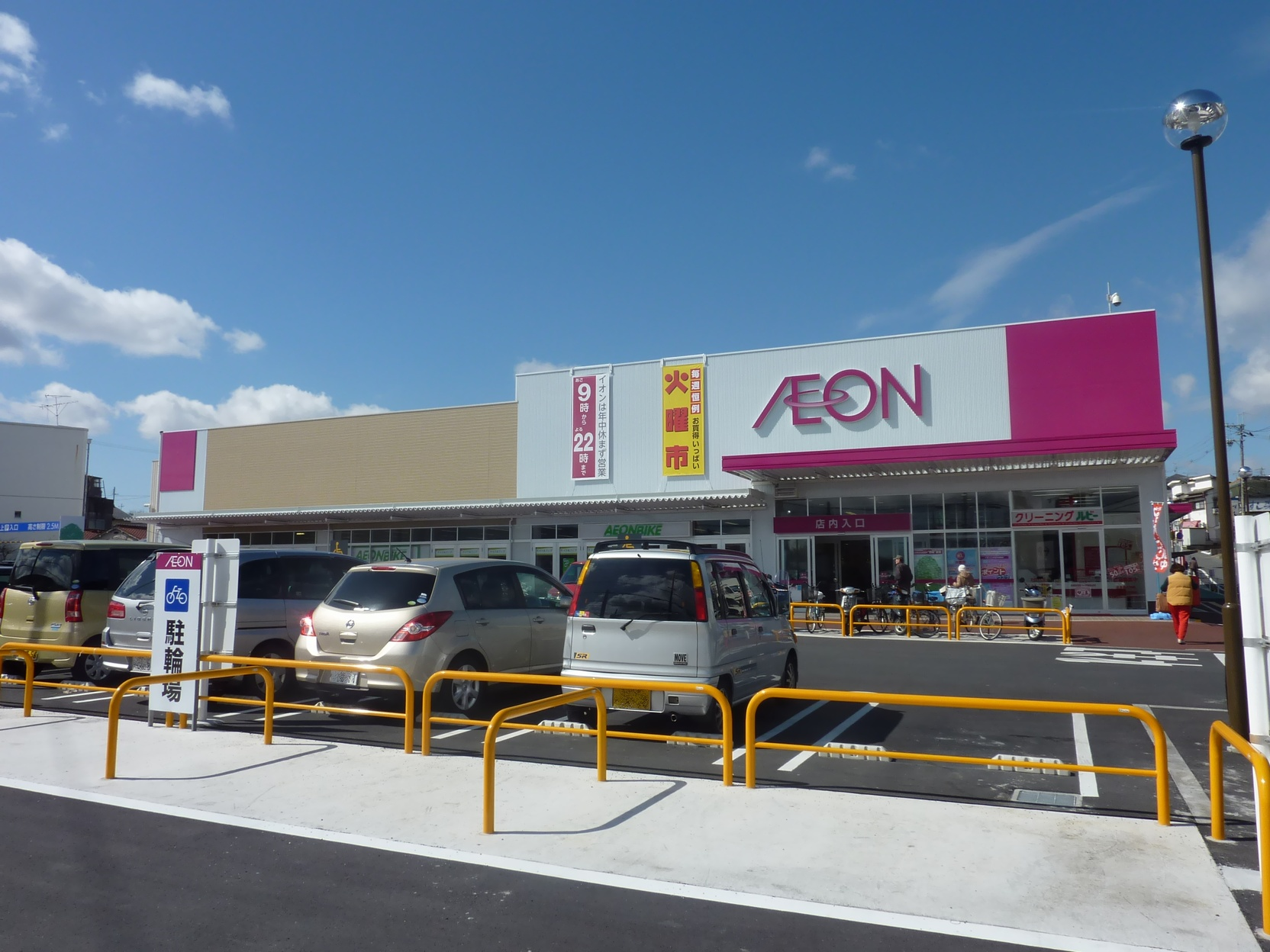
イオンいかるが店（奈良県生駒郡斑鳩町・イオンリテール運営）

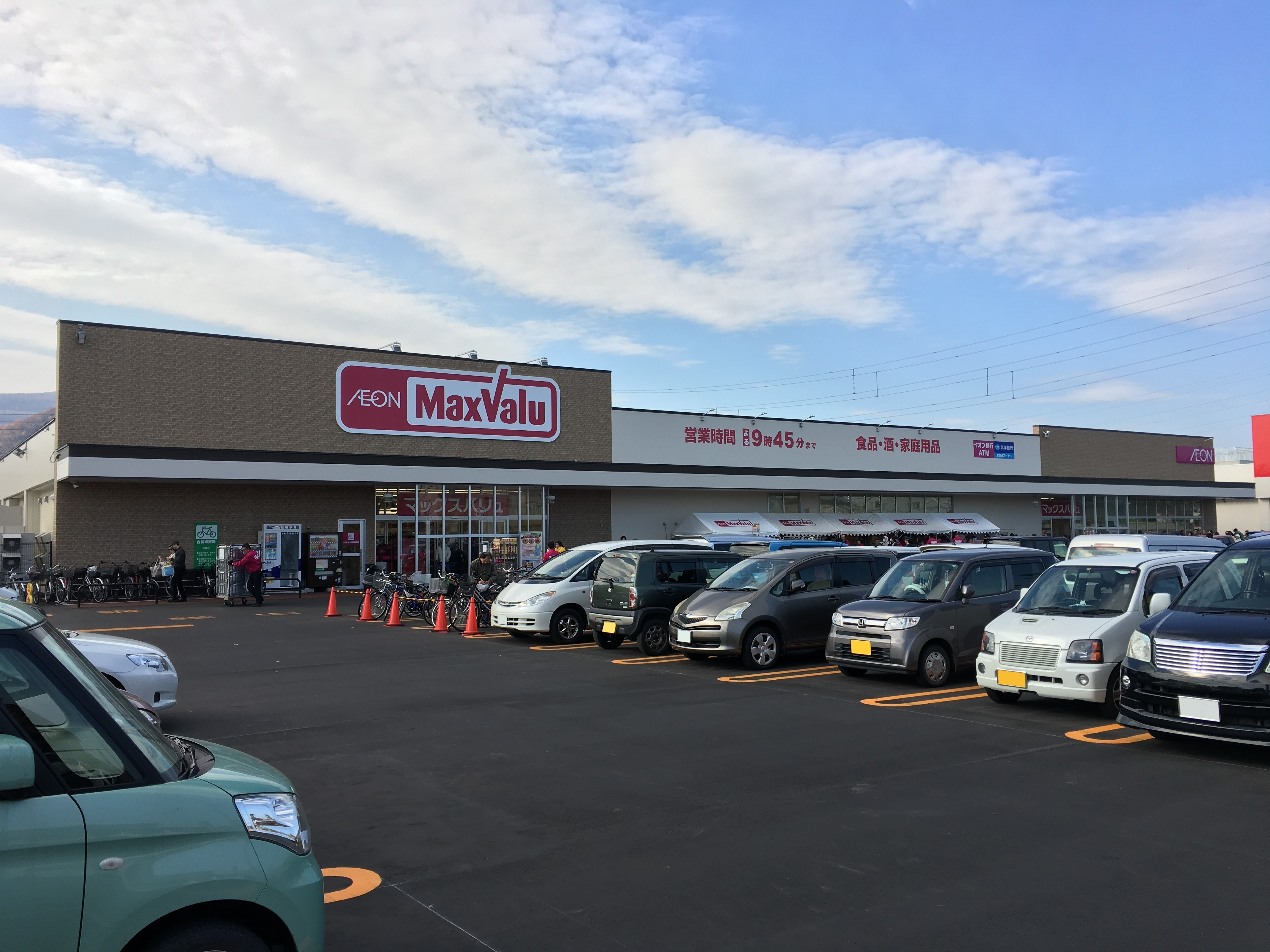
マックスバリュ新発寒店（北海道札幌市手稲区・イオン北海道運営）

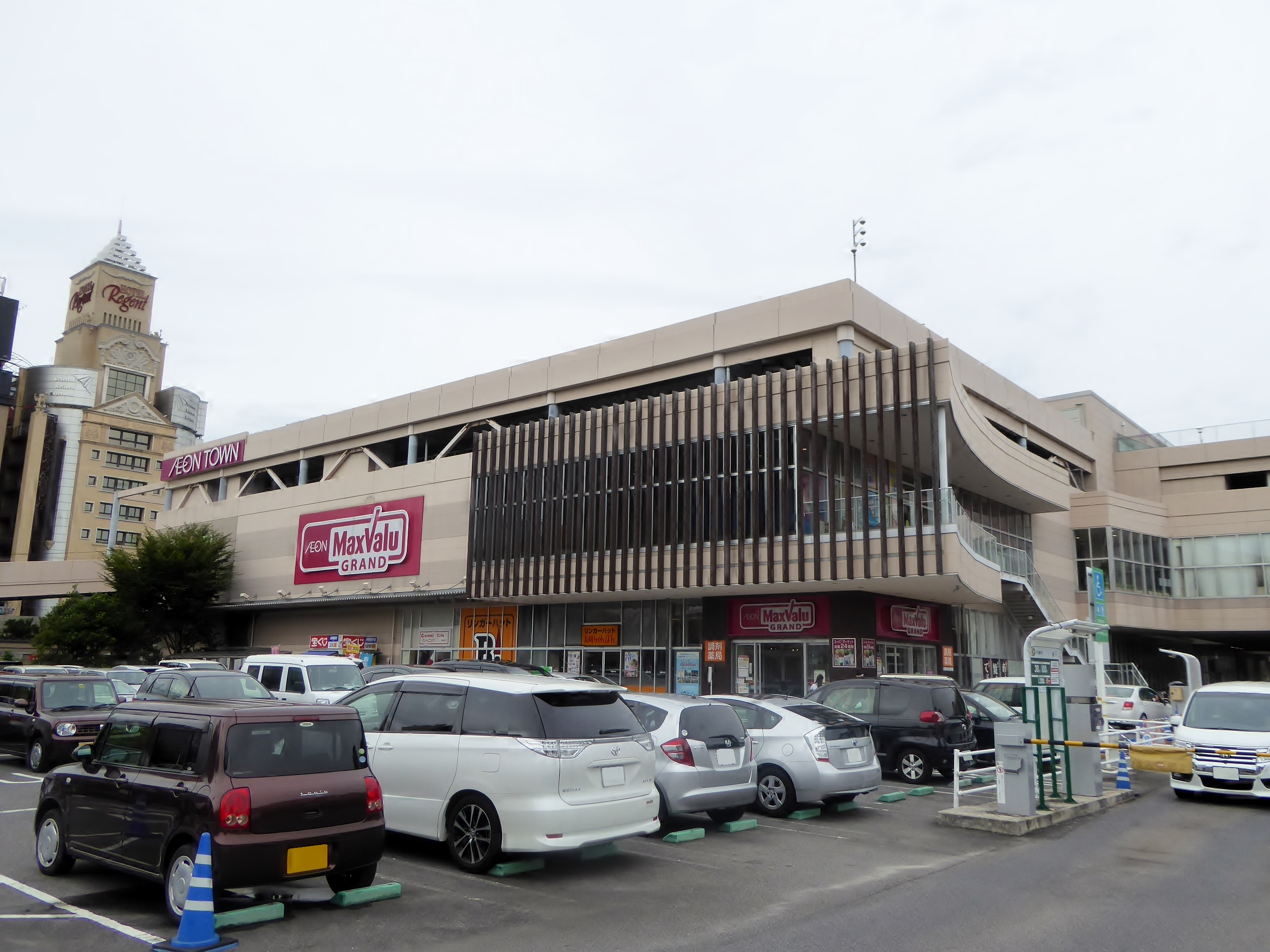
マックスバリュグランド千草若宮大通店（愛知県名古屋市千種区）

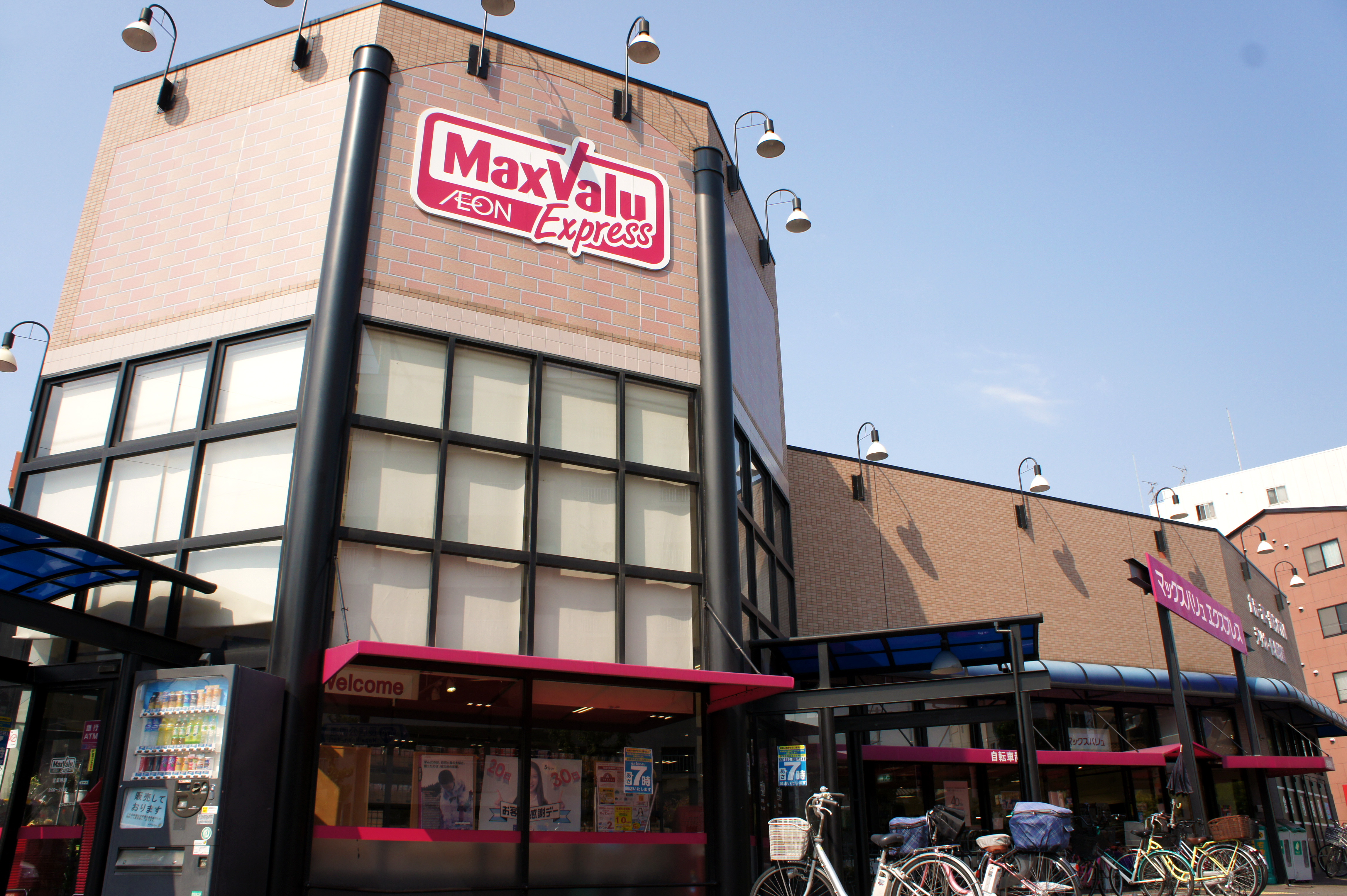
マックスバリュエクスプレス千躰店（大阪府大阪市住吉区・光洋運営）

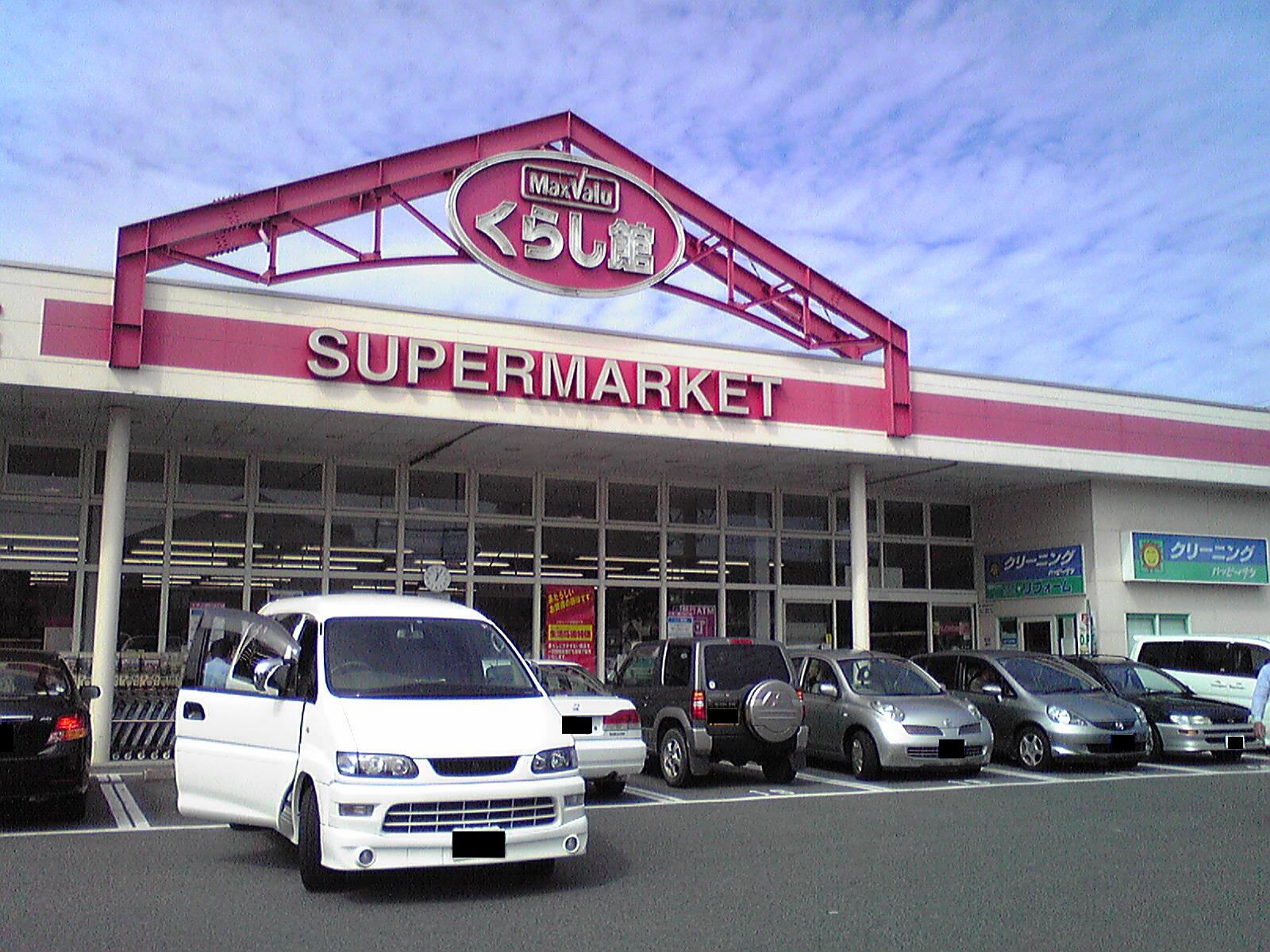
マックスバリュくらし館筑紫駅前店（福岡県筑紫野市）※現・マックスバリュエクスプレス店舗

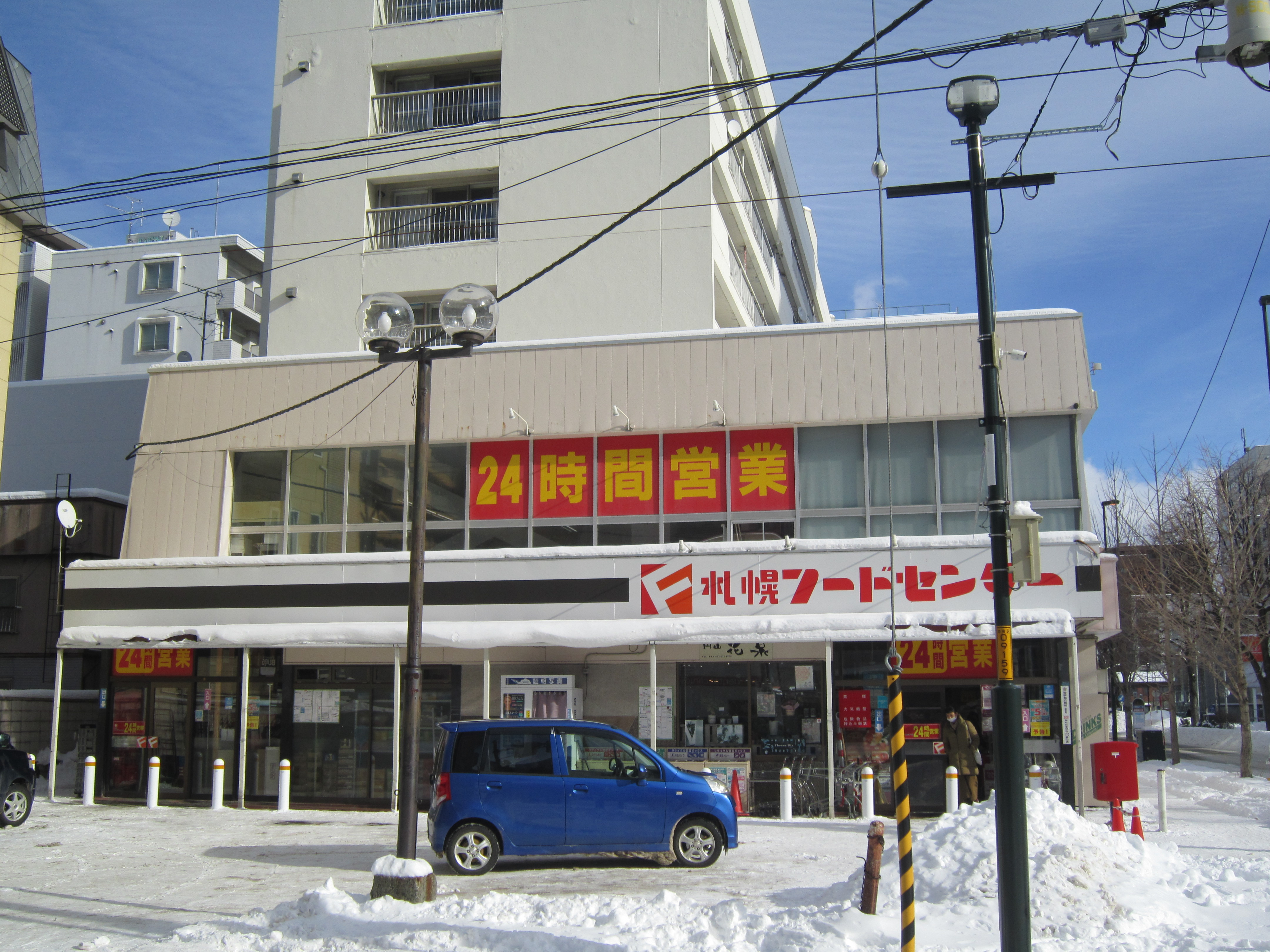
札幌フードセンター円山店（北海道札幌市中央区）

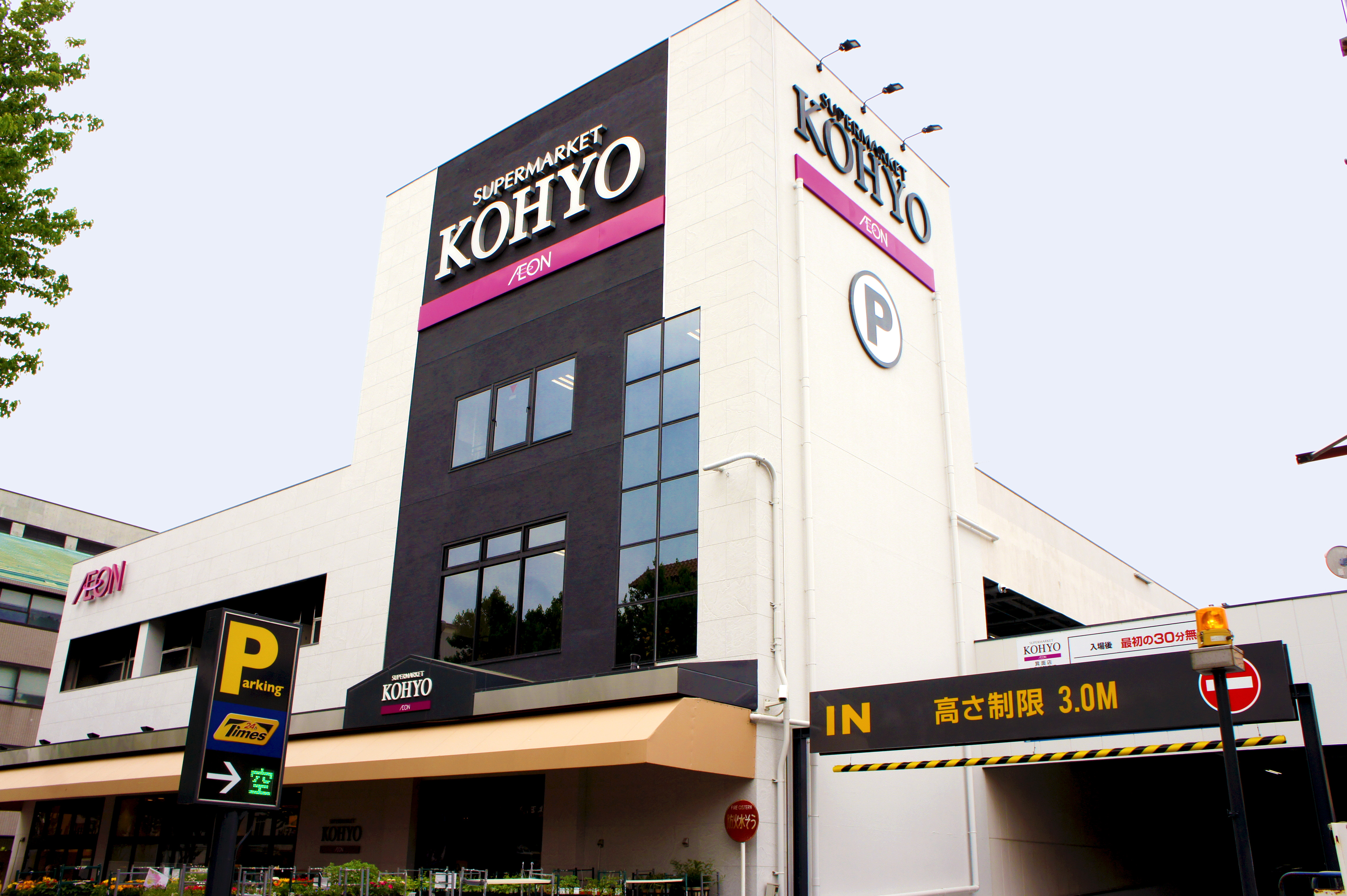
KOHYO箕面店（大阪府箕面市）

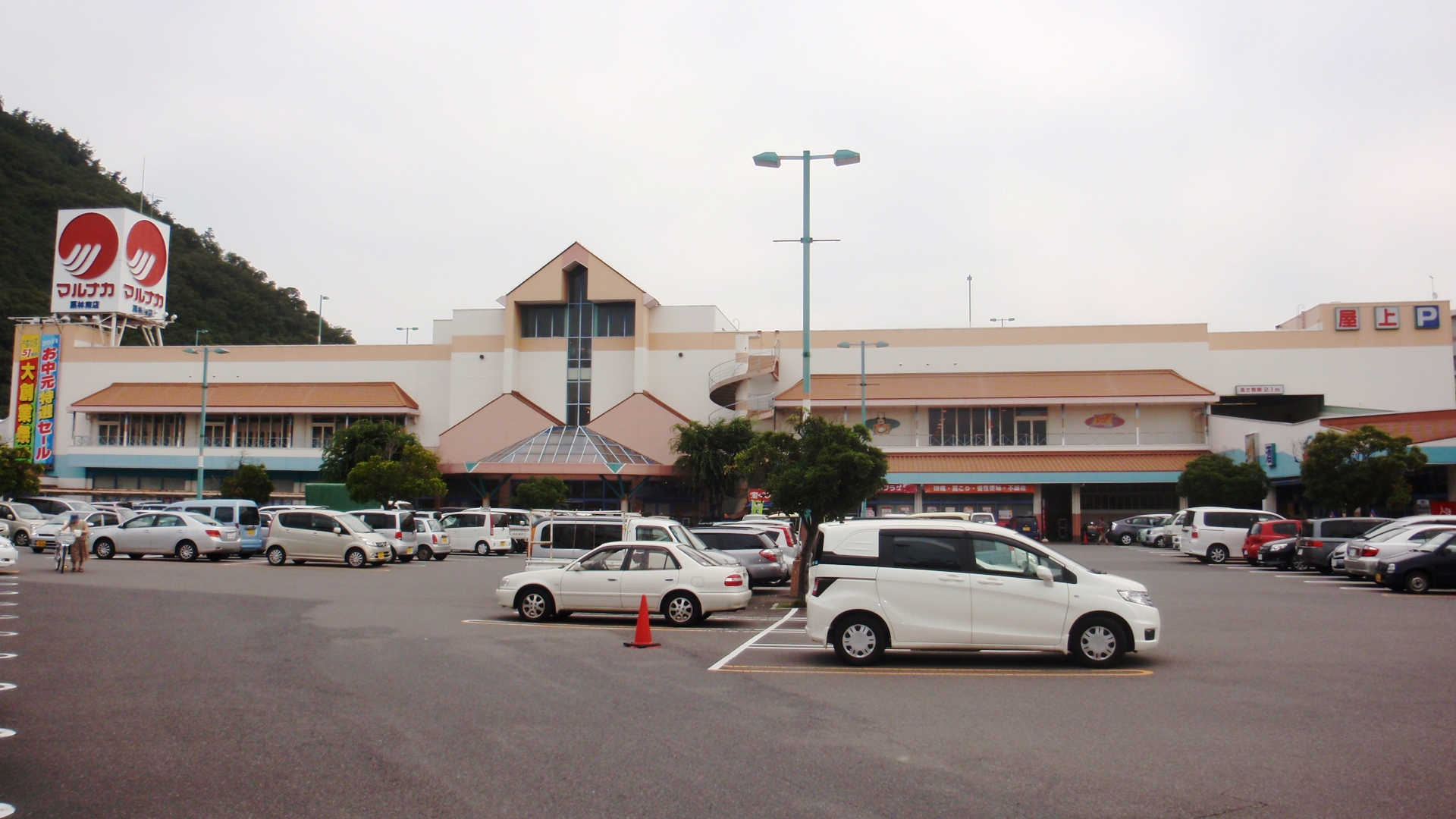
マルナカ栗林南店（香川県高松市・フジ運営）

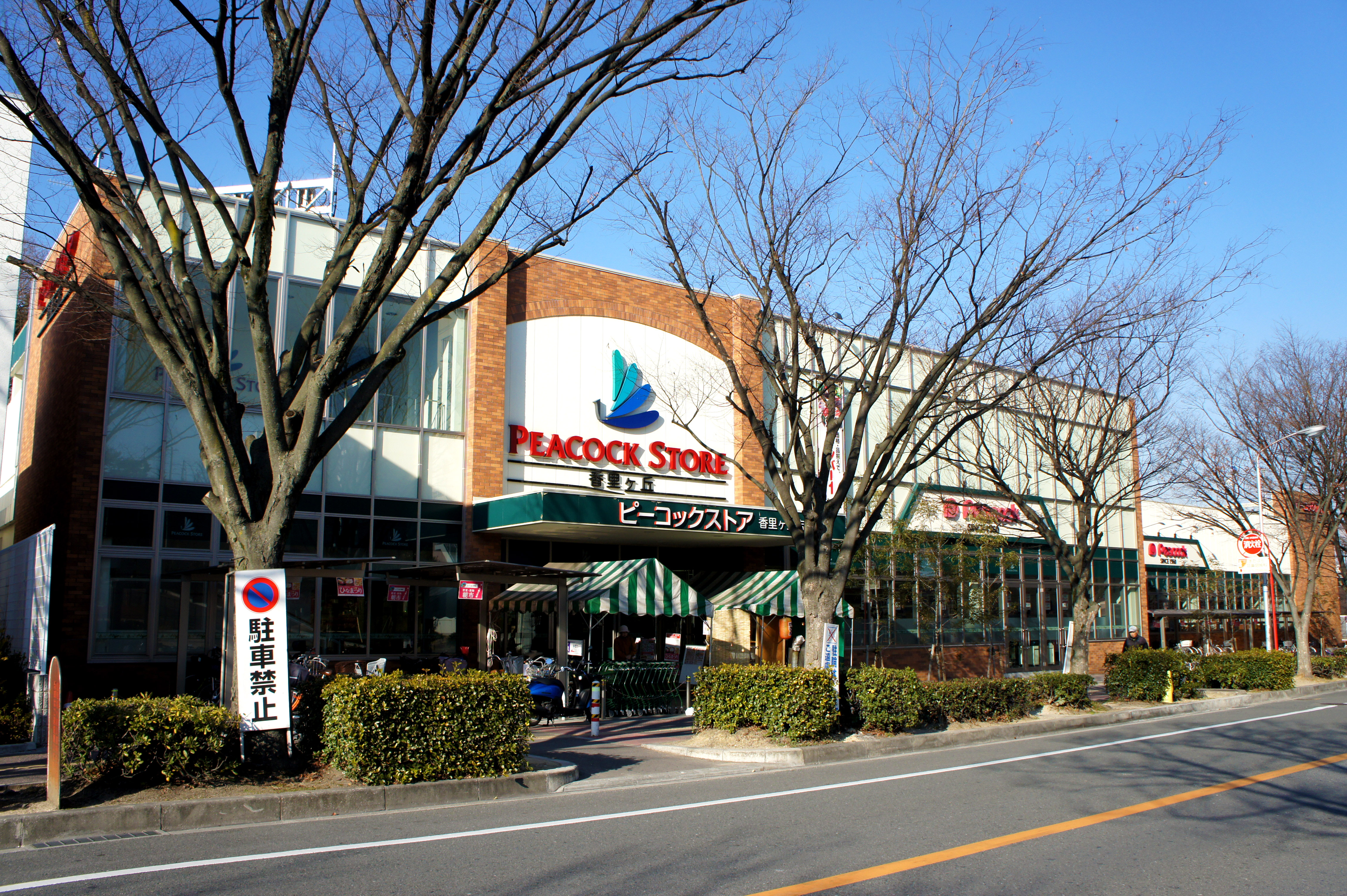
ピーコックストア香里ヶ丘店（大阪府枚方市、光洋運営）※現・KOHYO店舗

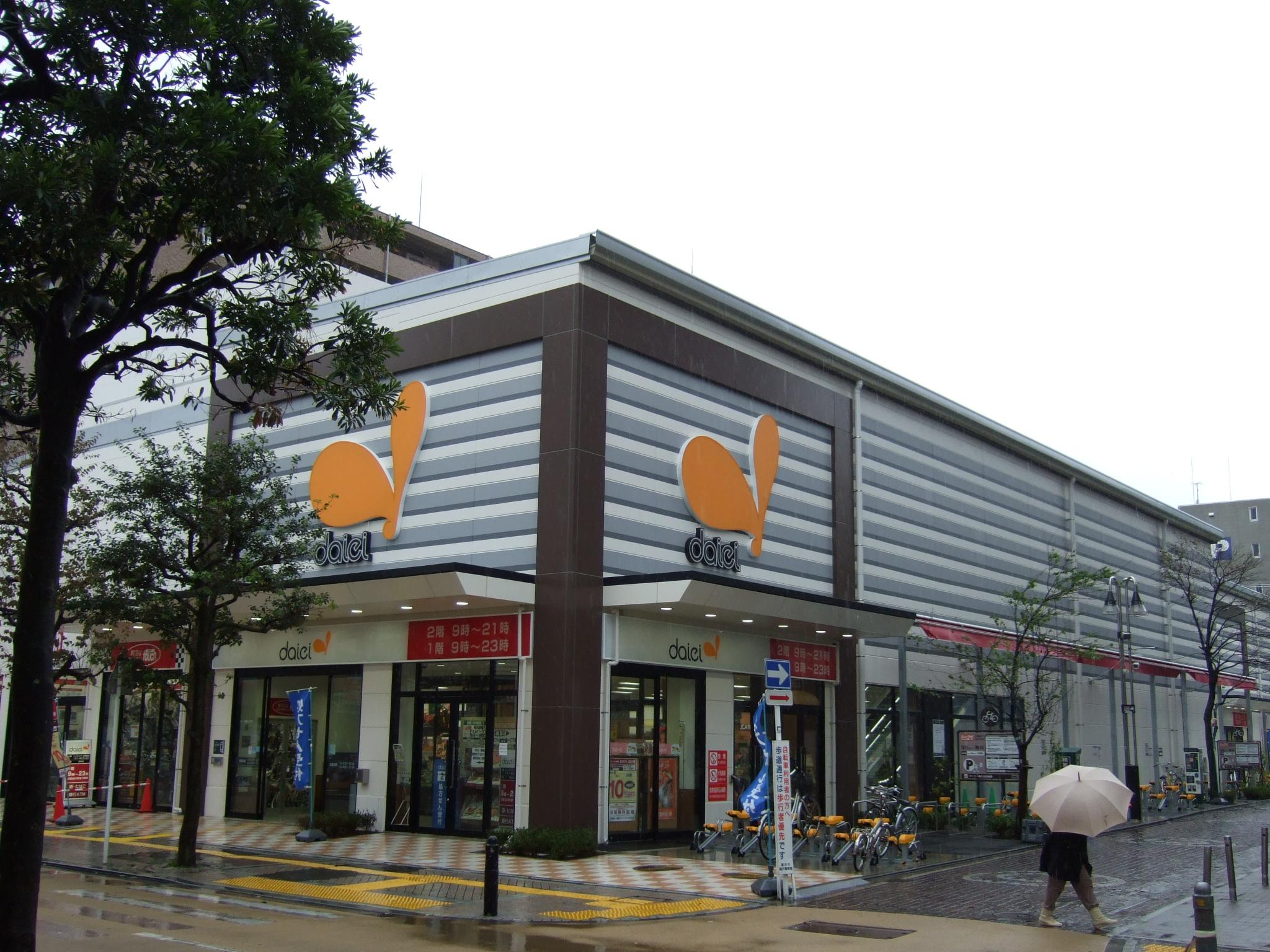
ダイエー藤沢店（神奈川県藤沢市）

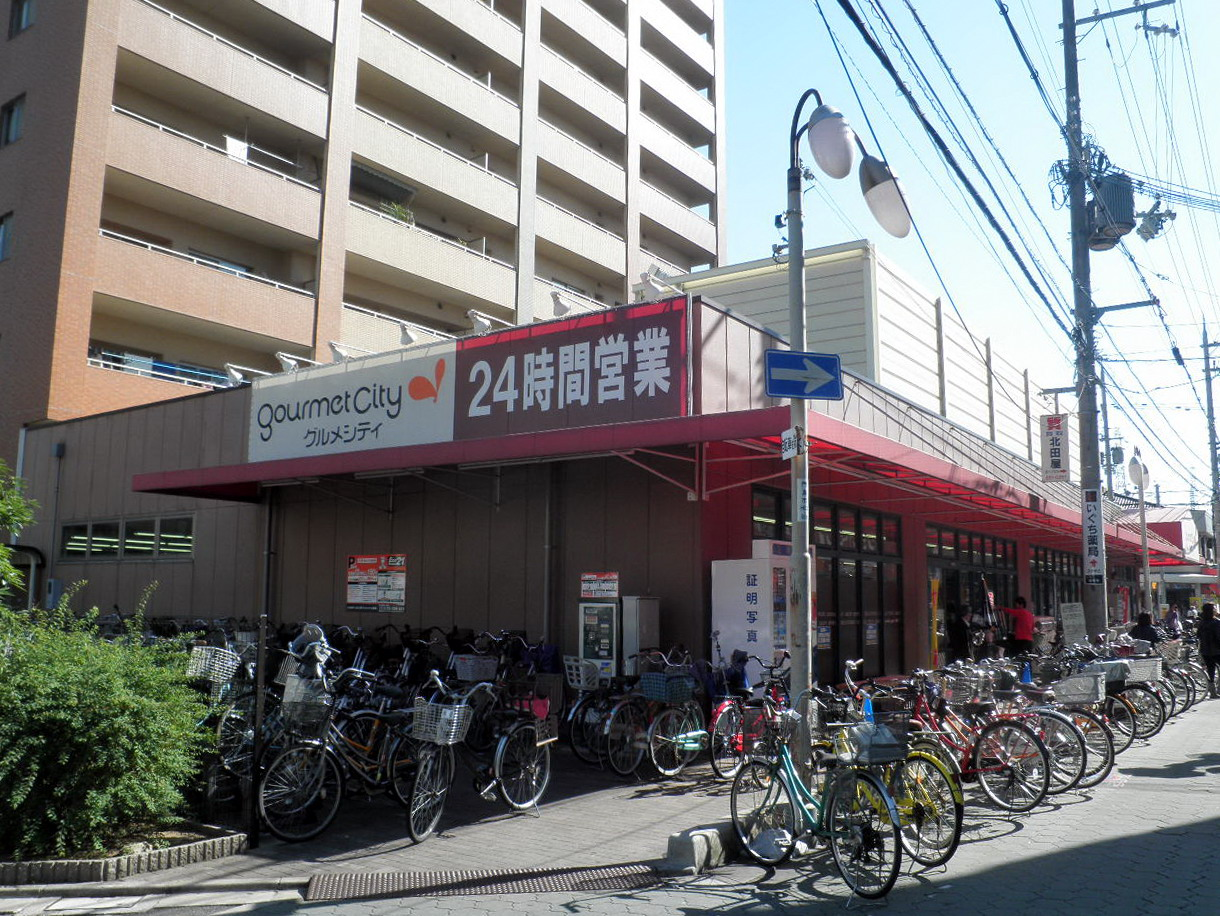
グルメシティ大和田店（大阪府門真市）

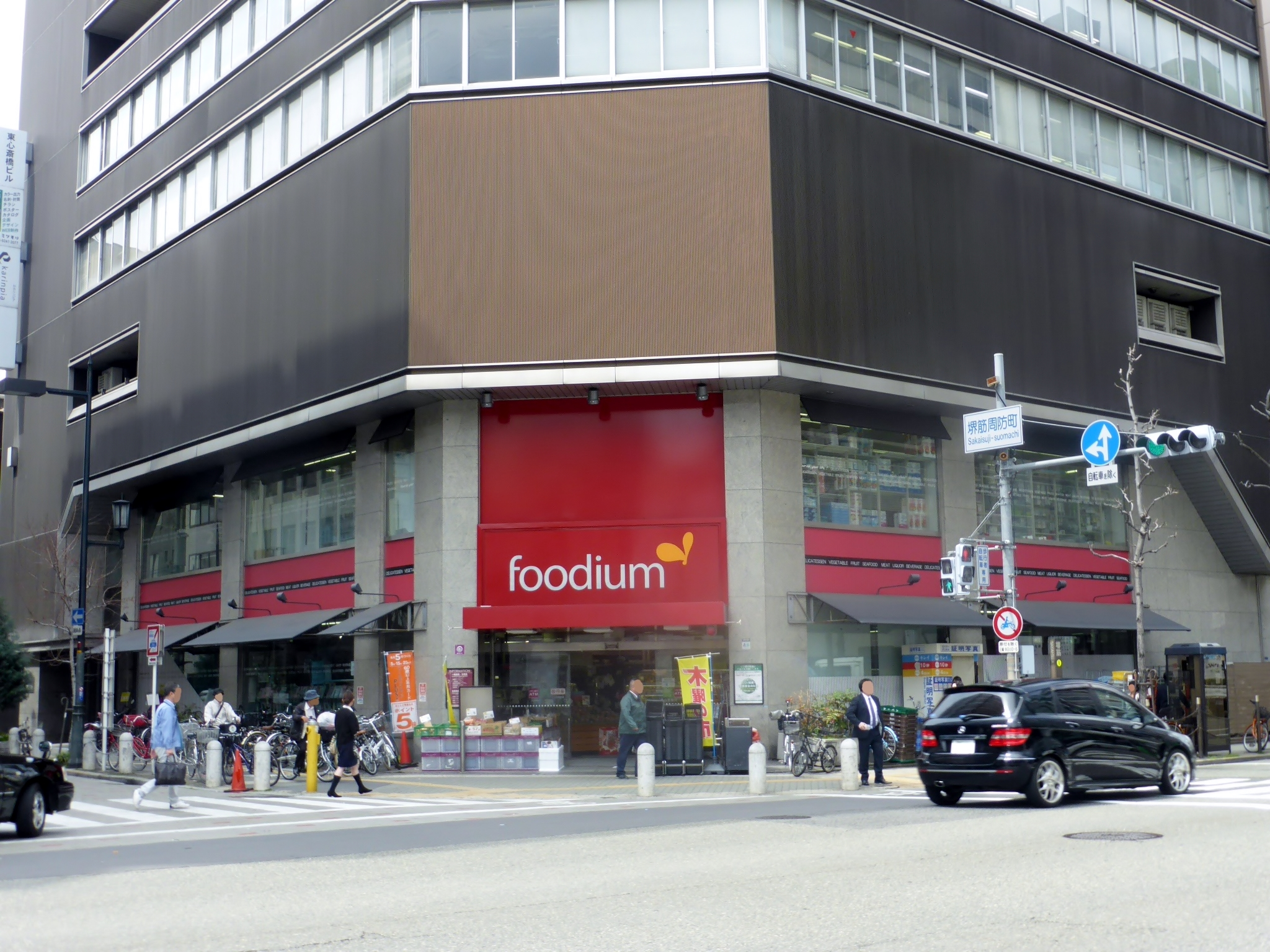
foodium東心斎橋（大阪府大阪市中央区）※現・イオンフードスタイル店舗

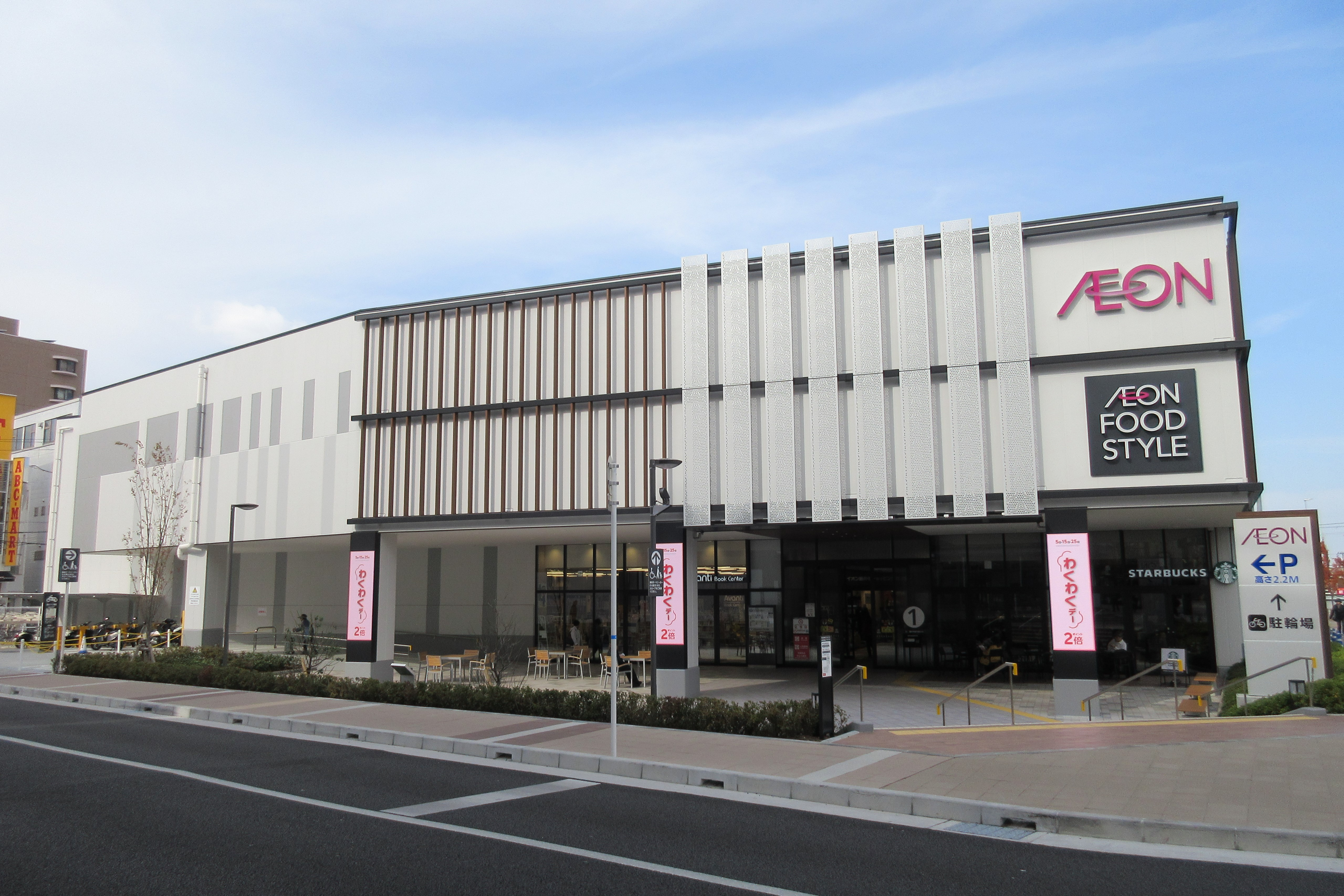
イオンフードスタイル藤井寺店（大阪府藤井寺市）

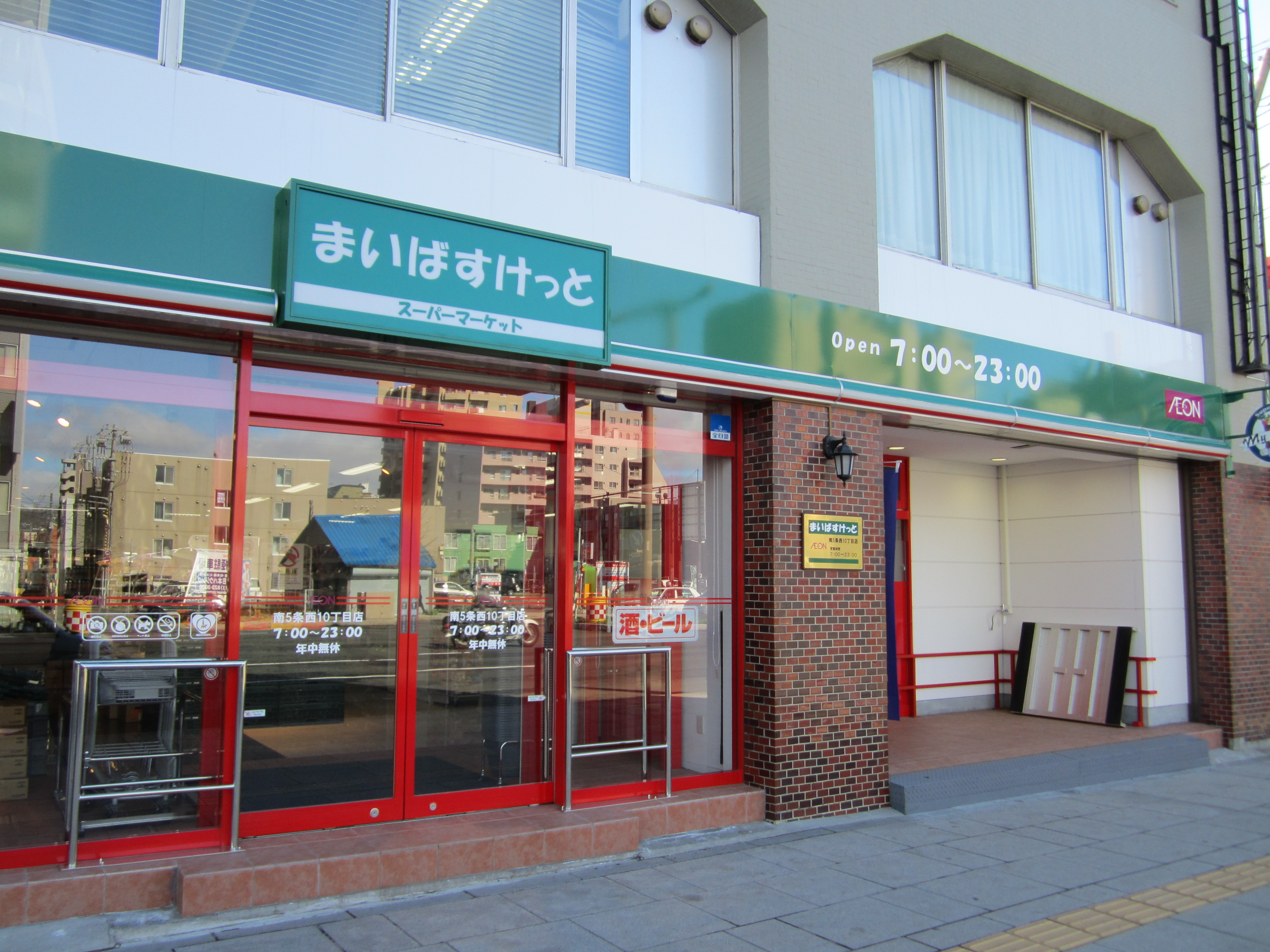
まいばすけっと南5条西10丁目店（北海道札幌市中央区・イオン北海道運営）

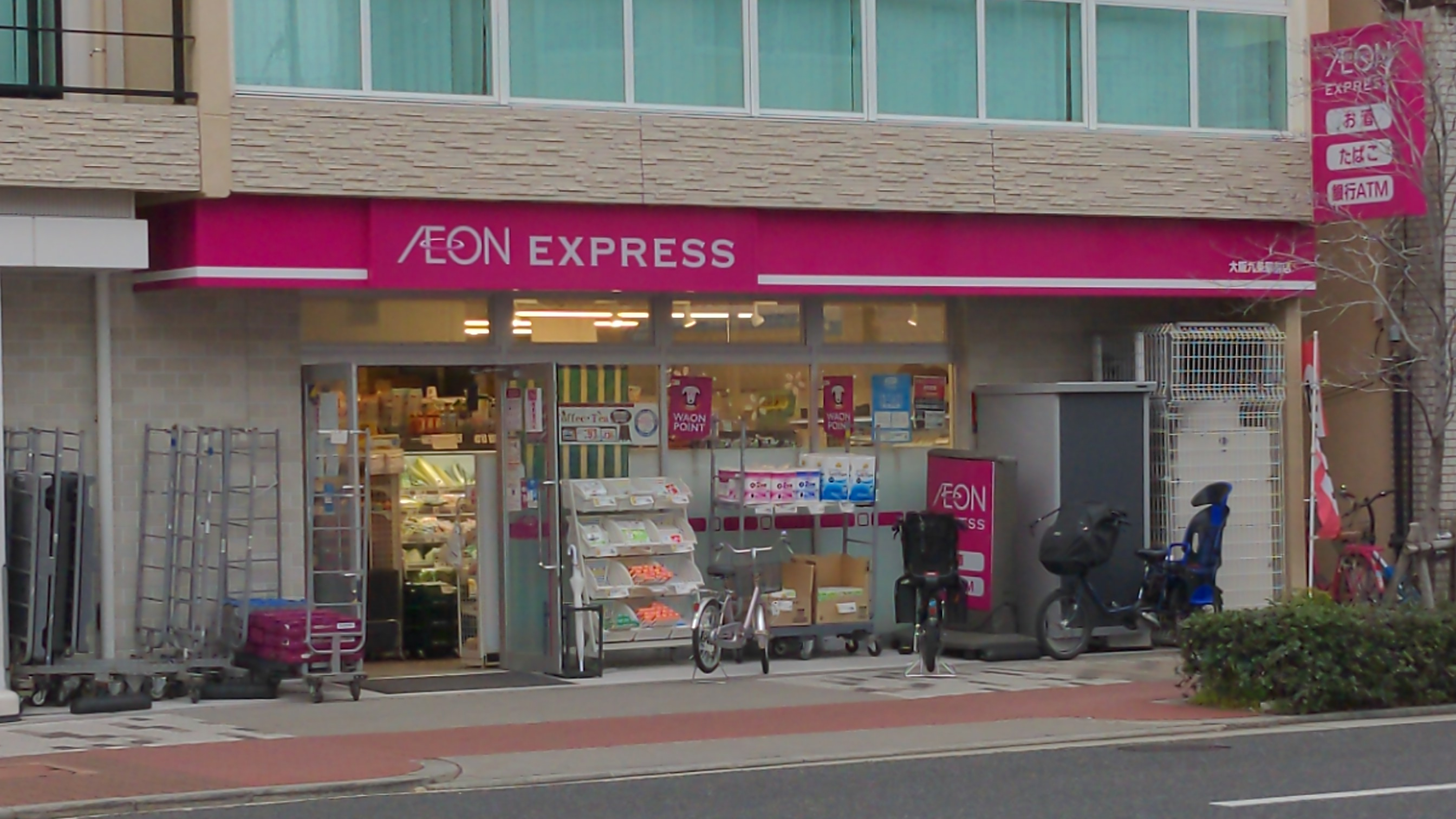
イオンエクスプレス大阪九条駅前店（大阪府大阪市西区・イオンリテール運営）※現・CoDeli店舗

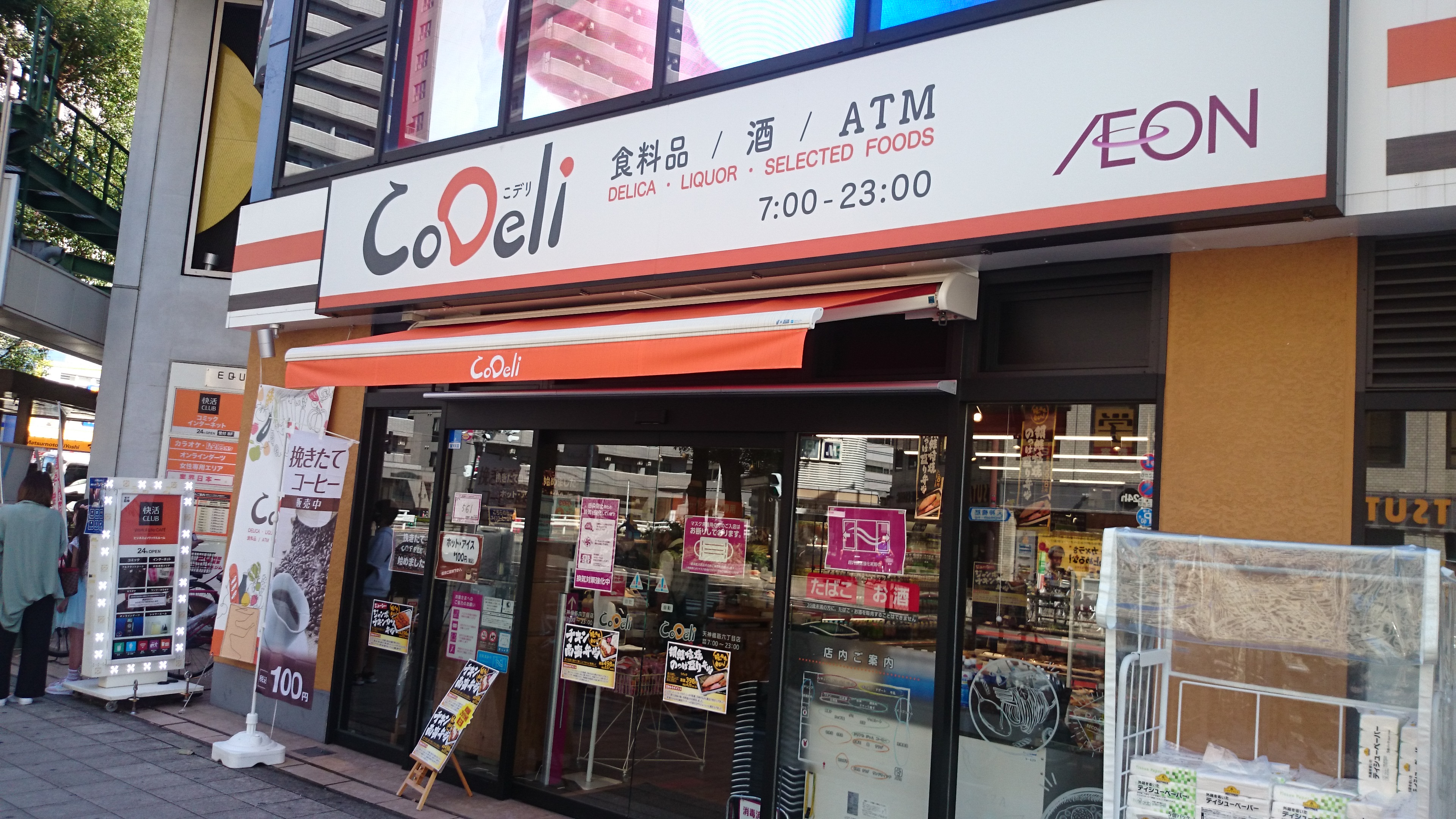
CoDeli天神橋筋六丁目店（大阪府大阪市北区）

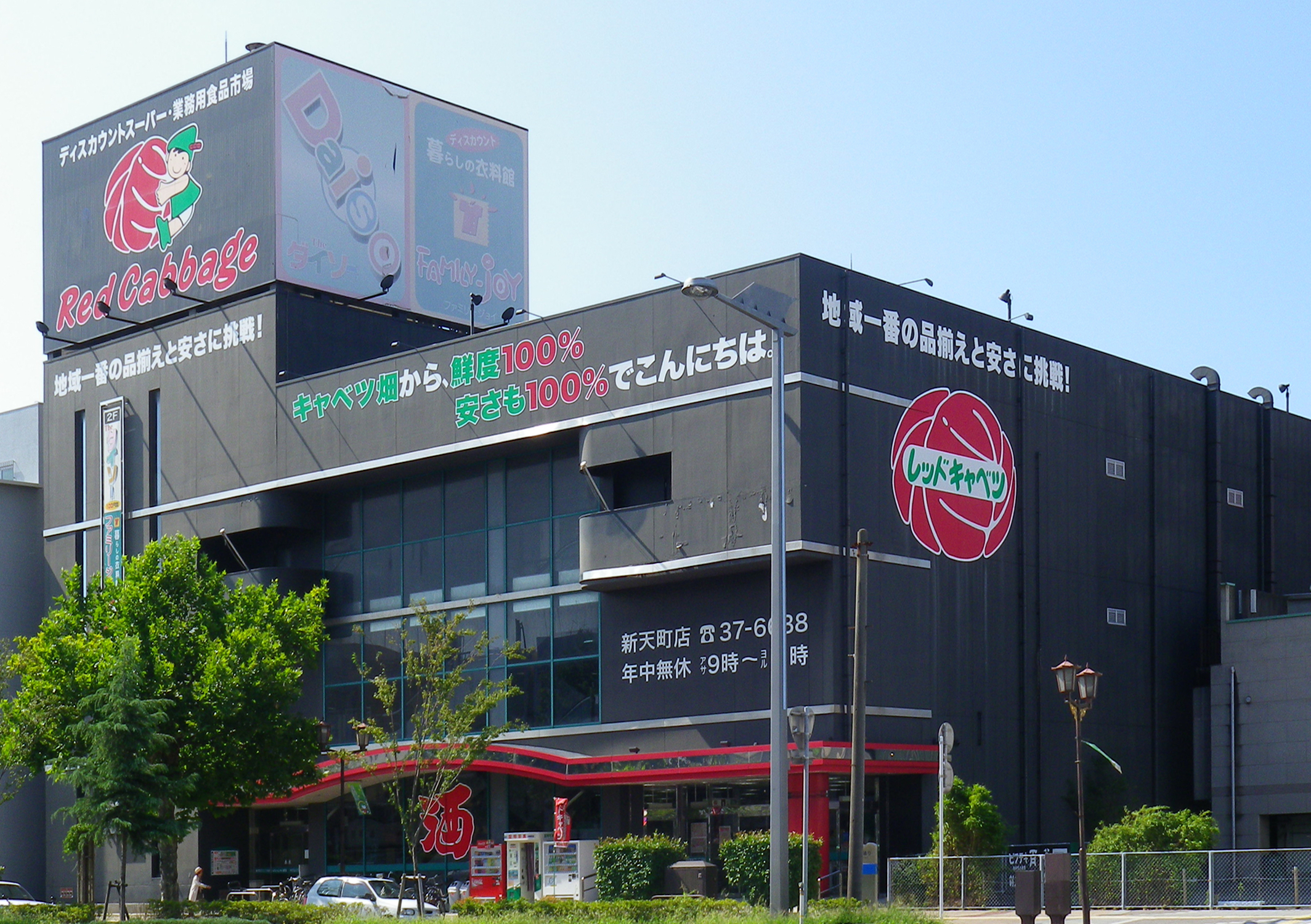
レッドキャベツ新天町店（山口県宇部市）※閉店済

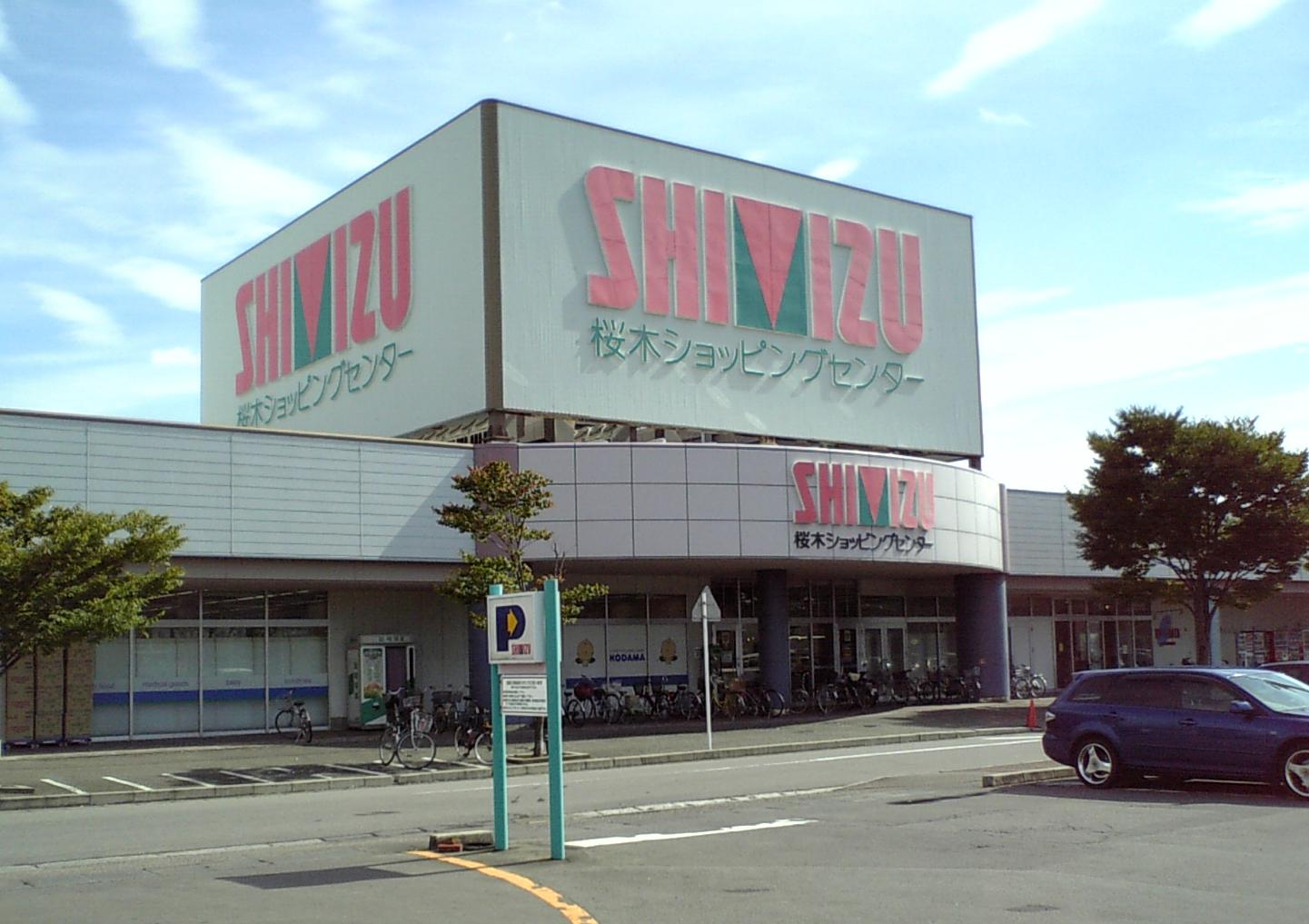
清水フードセンター桜木店（新潟県新潟市中央区）※閉店済

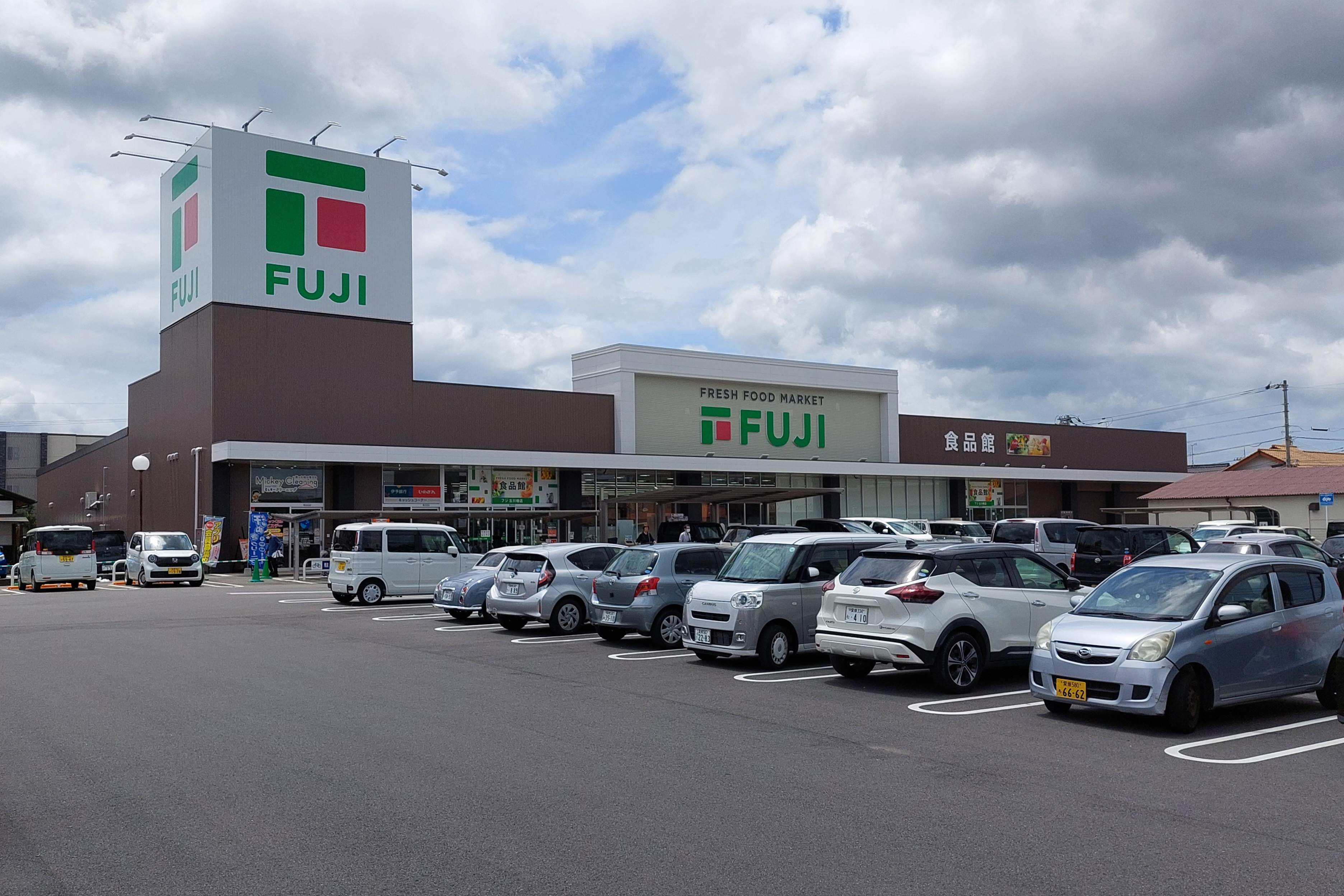
フジ古川椿店（愛媛県松山市）

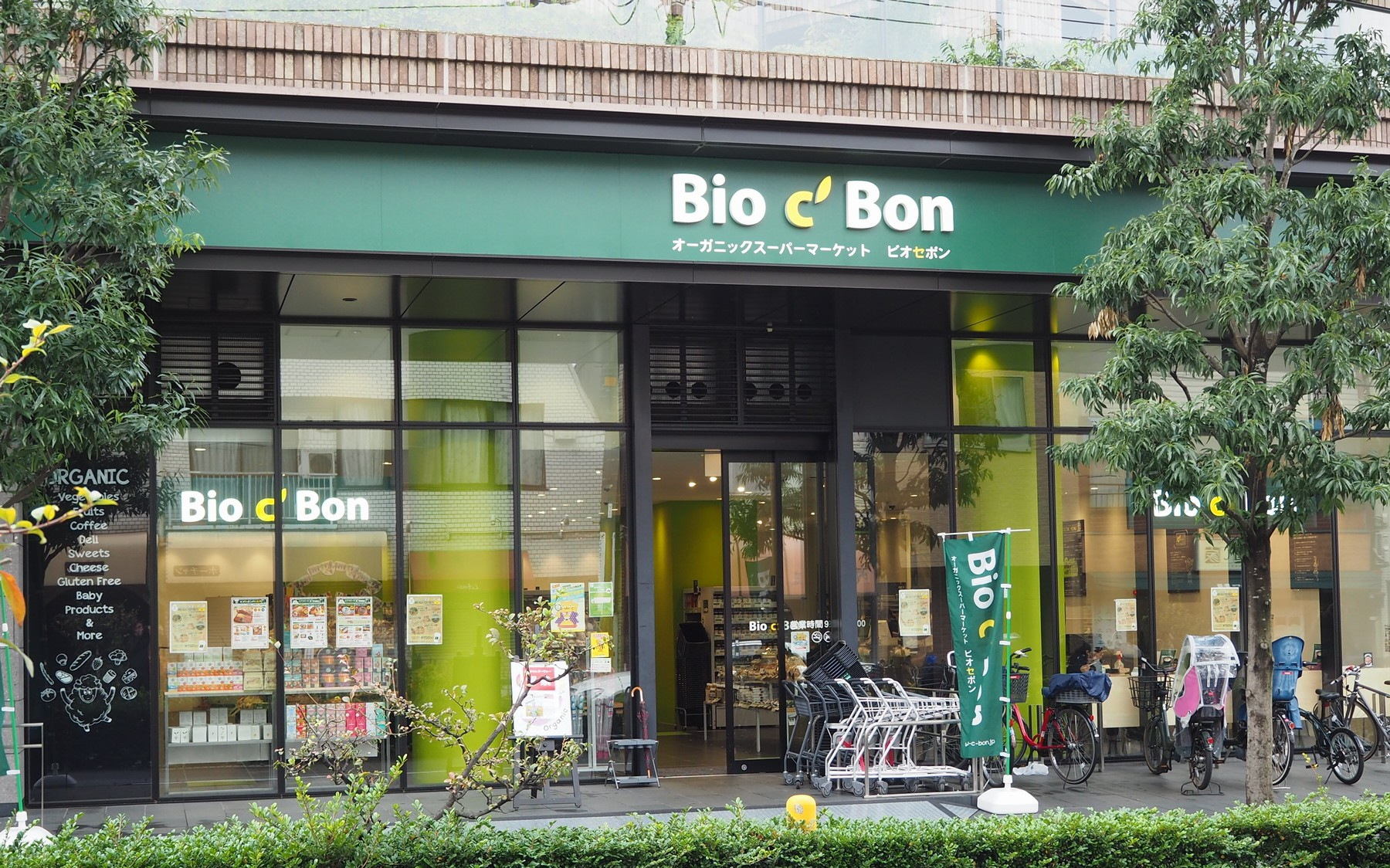
ビオセボン池尻店（東京都世田谷区）

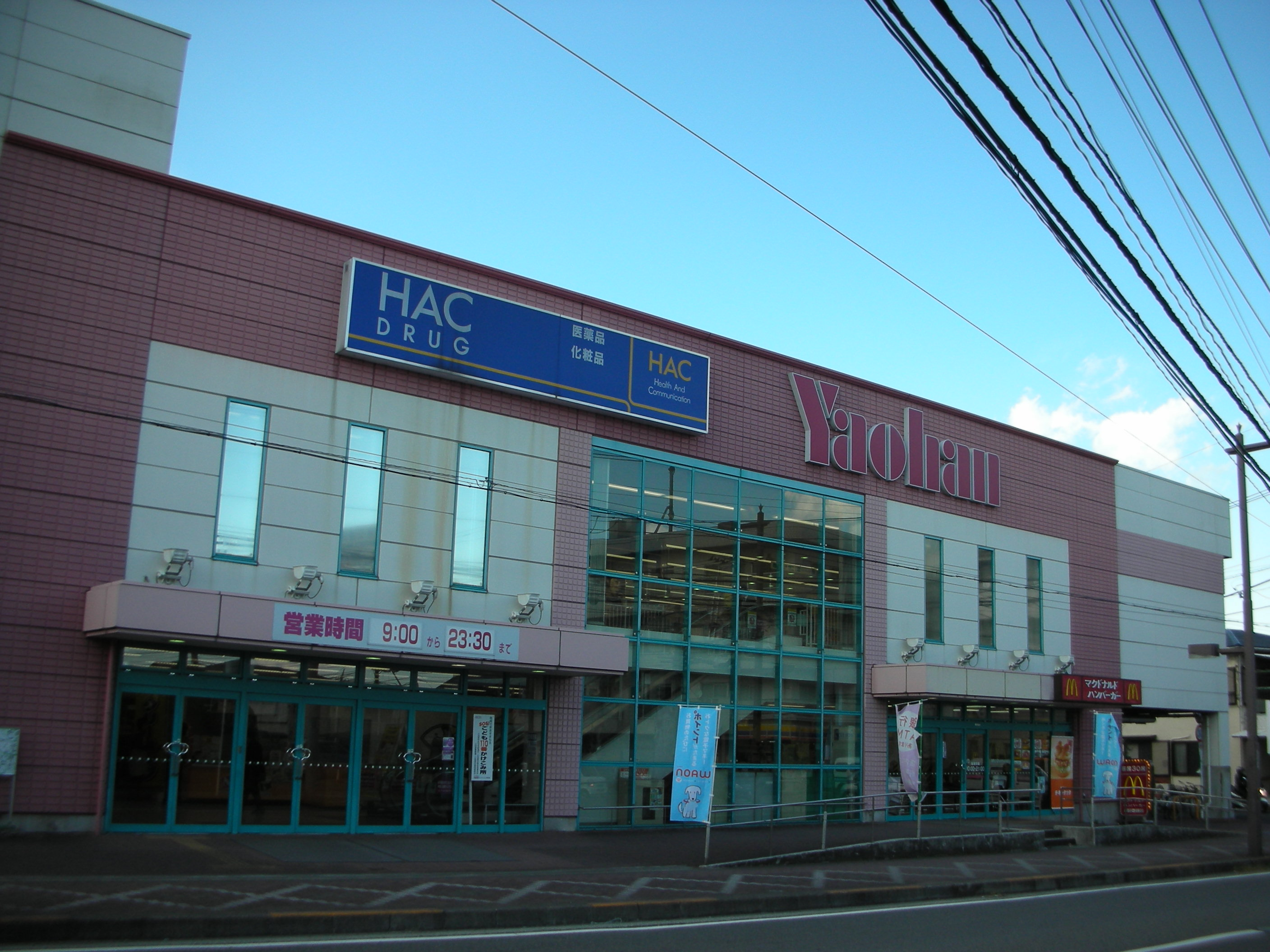
ヤオハン荻窪店（神奈川県小田原市）

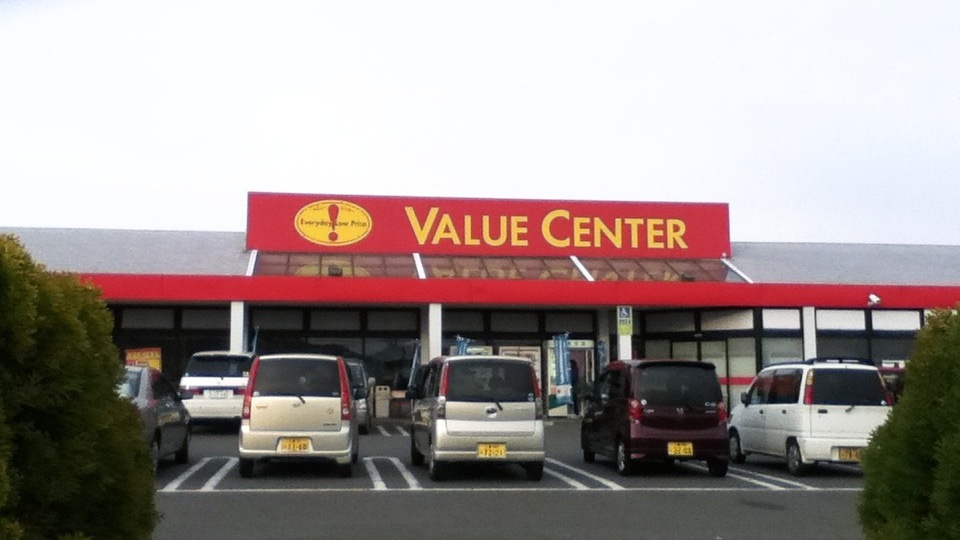
バリューセンター阿倉川店（三重県四日市市）

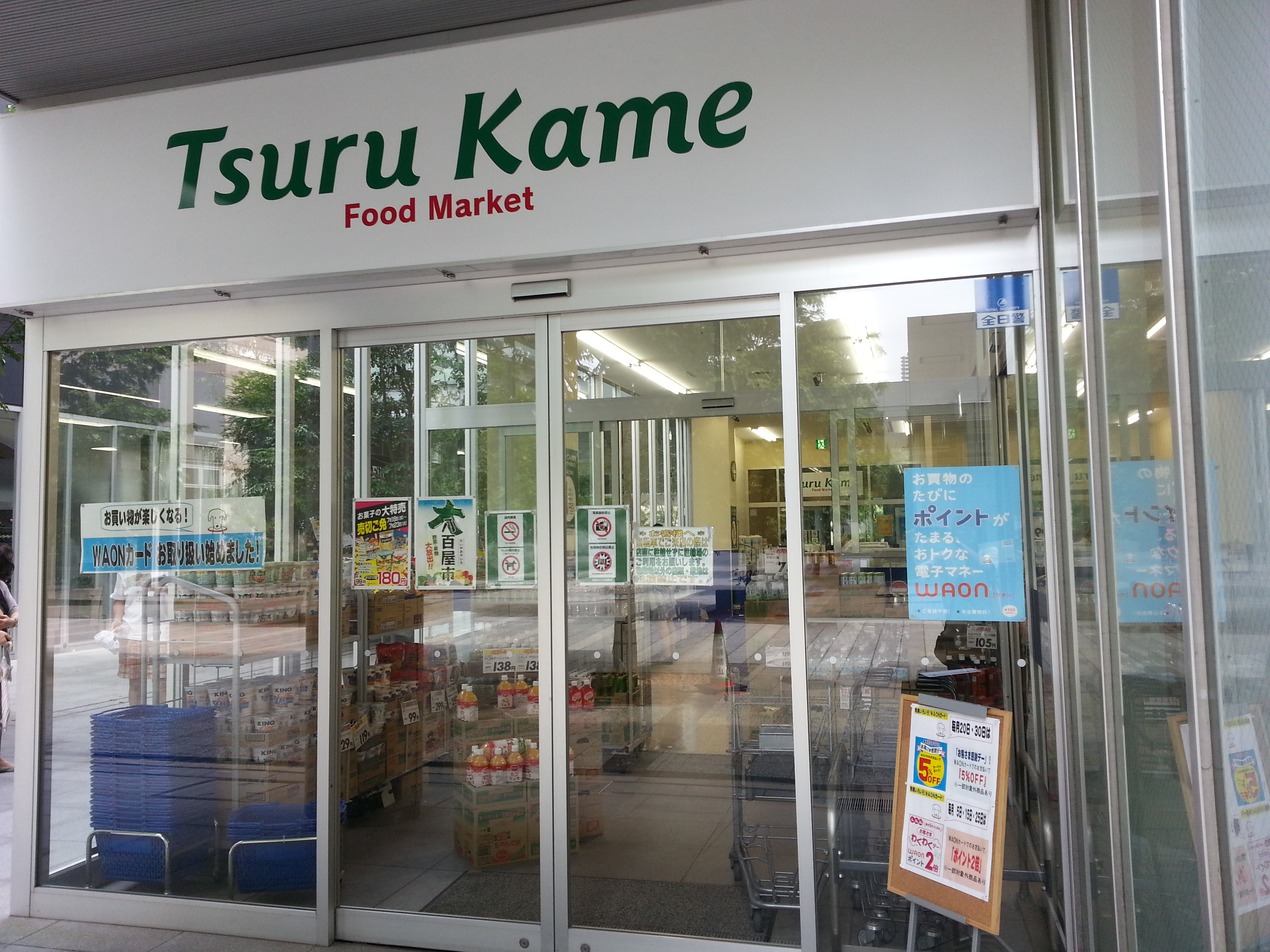
TSURUKAMEみなとみらい店（神奈川県横浜市西区・イオンエブリ運営）

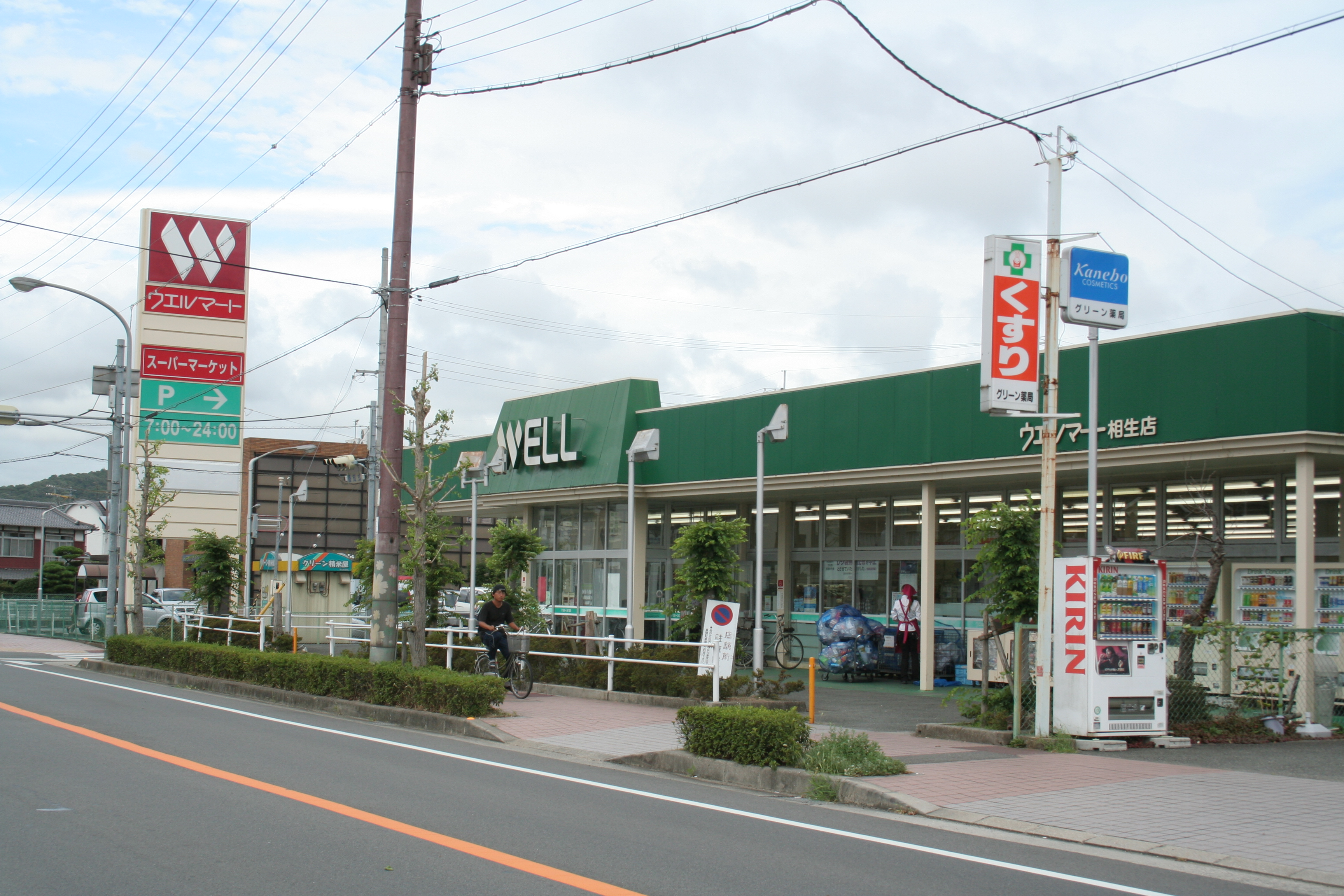
ウエルマート相生店（兵庫県相生市・マックスバリュ西日本運営）

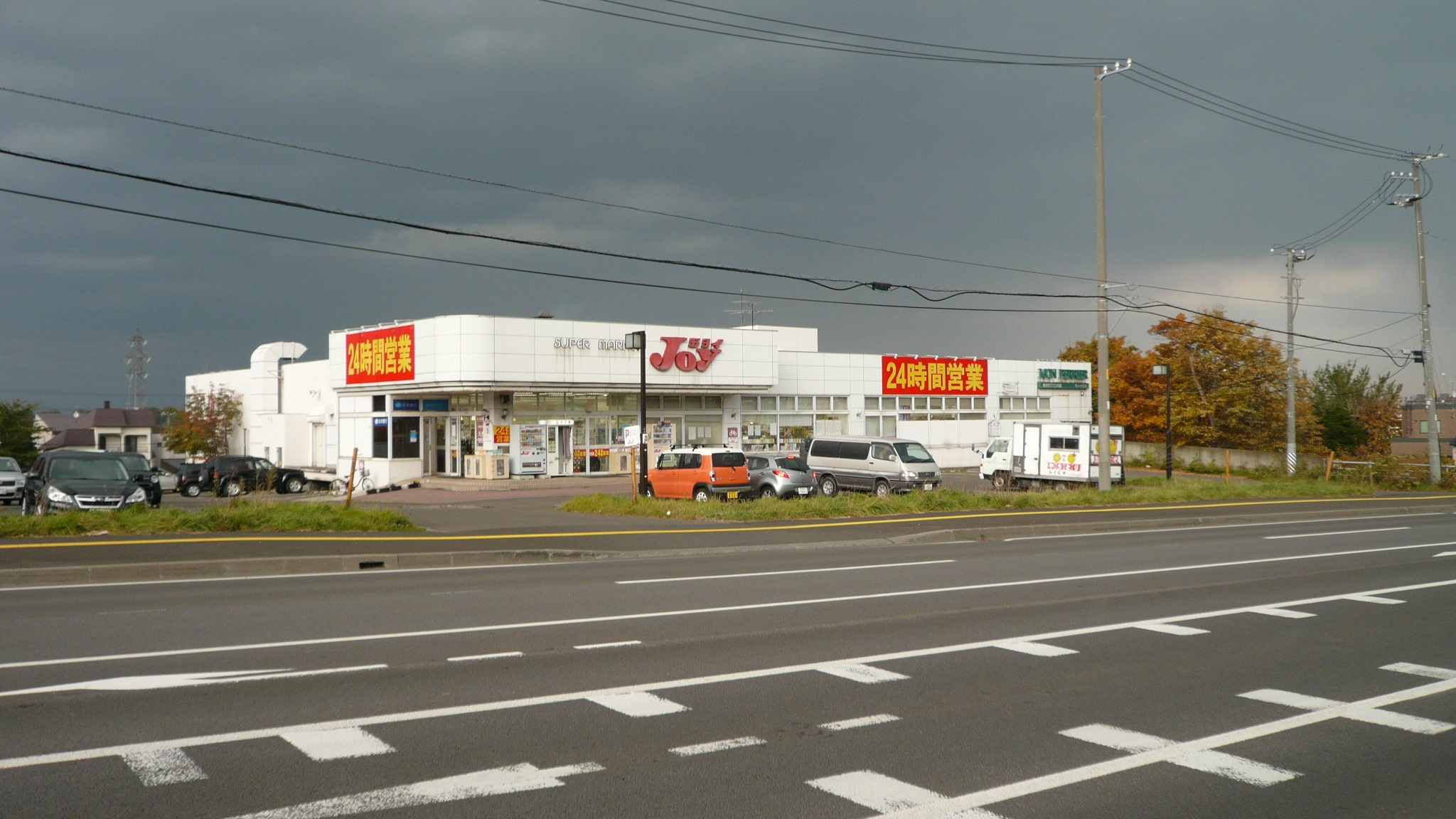
ジョイ稲穂店（北海道札幌市手稲区）

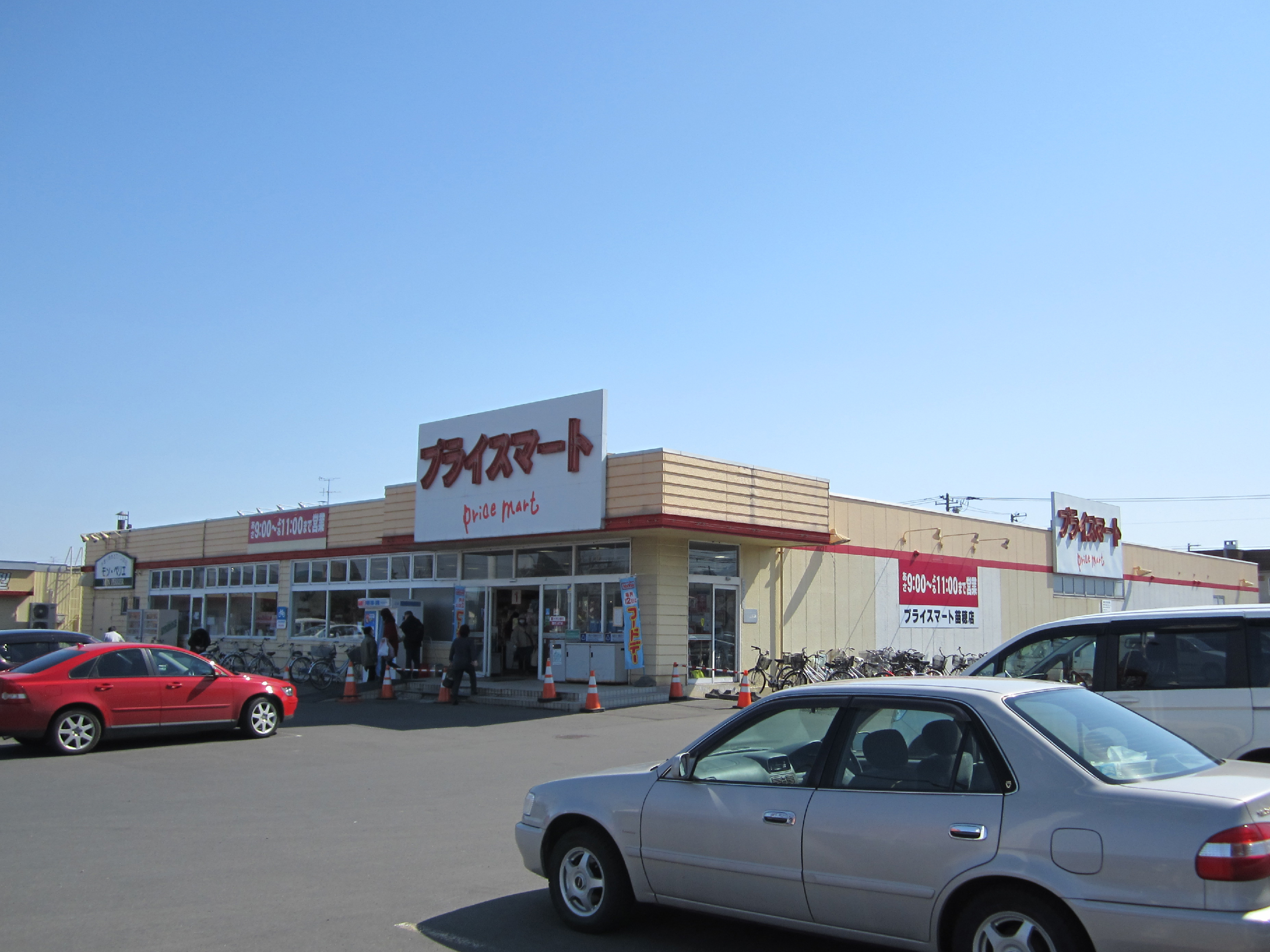
プライスマート苗穂店（北海道札幌市東区）

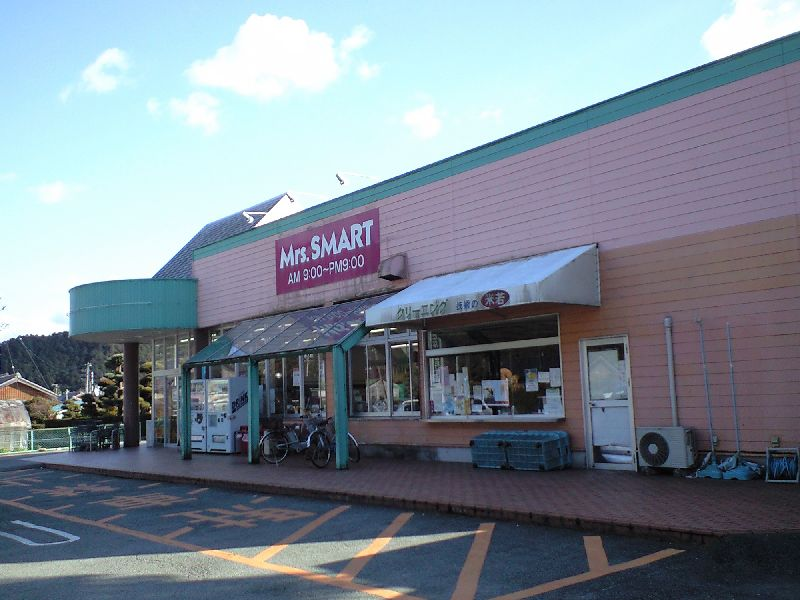
ミセススマート粥見店（三重県松阪市）

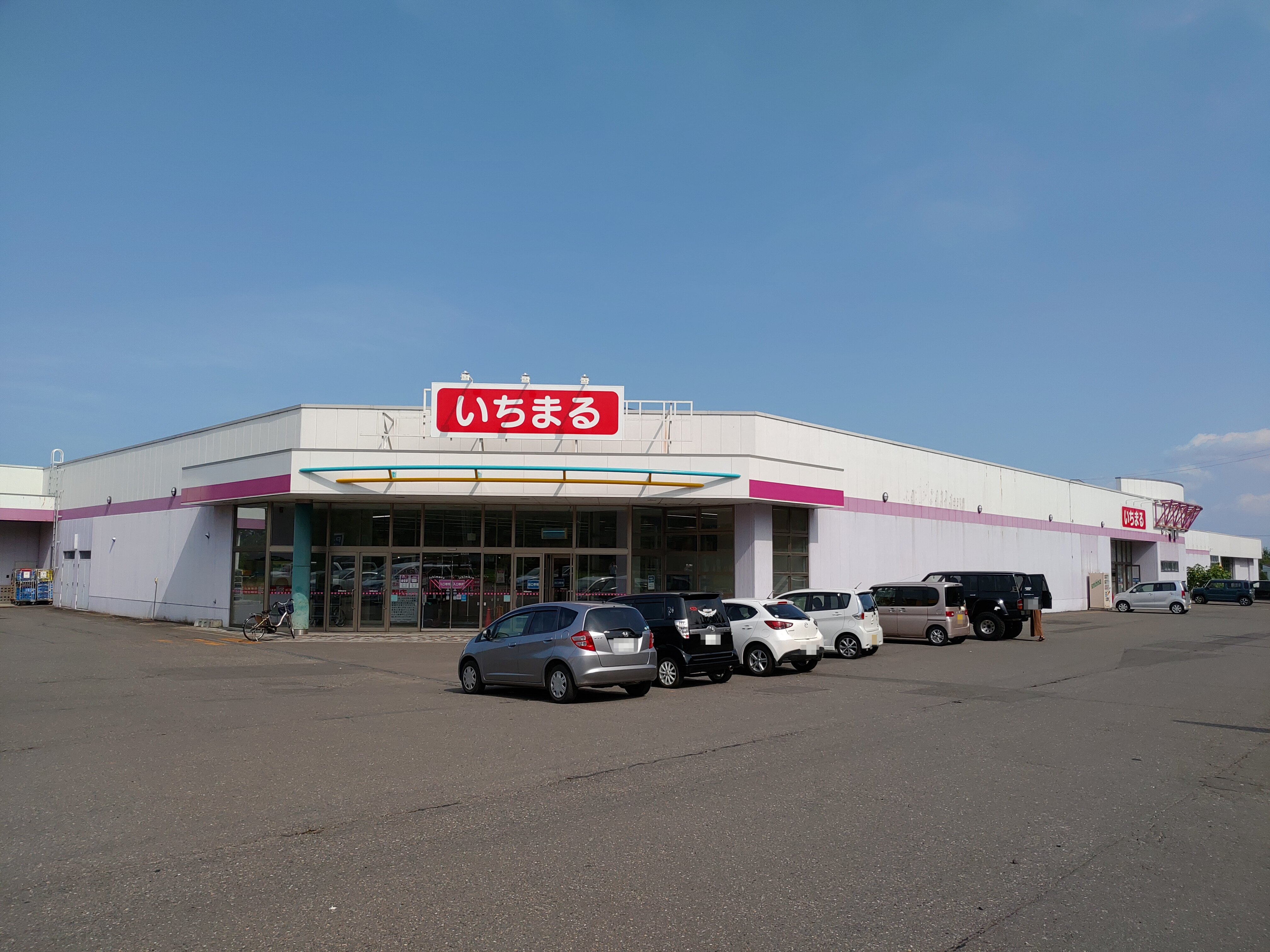
プラザ。いちまる清水店（北海道上川郡清水町）

イオン
運営会社：イオン北海道・イオン東北・イオンリテール
スーパーマーケットとしての「イオン」は食料品や日用品を取り扱った地域密着型の店舗。鳥取県・島根県に各1店舗、路面店が出店されている。2011年3月にはイオンリテールでは唯一のマックスバリュ店舗だった中条店がイオンにブランド変更された。
その後、2015年12月に宮城県、2016年3月に福島県、同年7月に山梨県、2017年9月に埼玉県にスーパーマーケット業態の「イオン」が順次オープン。これら4店舗は商業施設内の出店である。2016年3月1日にマックスバリュ東北が営業していた新潟県の「マックスバリュ」をイオンリテールが継承し、村上肴町店（新潟県村上市）を皮切りに順次「イオン」へブランド変更してオープンし、同年3月30日の亀田店（新潟県新潟市江南区）のオープンにより「マックスバリュ」から「イオン」へのブランド変更を完了した。2023年11月にはイオン北海道もスーパーマーケット業態の「イオン」の展開を開始している。
一方で、2017年8月に2店舗を閉店してダイエーへ移管され、フードスタイル業態（後述）の「ダイエー」としてオープンしている。
2020年3月に東北地区の店舗の運営がイオン東北へ移管された。
マックスバリュ
運営会社：イオン北海道・イオン東北・マックスバリュ関東・マックスバリュ北陸・マックスバリュ東海・光洋・フジ・イオン九州・イオン琉球
単一の店舗ブランドでは日本最大の店舗数を持つスーパーマーケット。新規の店舗や「ウエルマート」からの転換店舗はもちろん、子会社化や合併により引き継いだ旧店舗ブランドからの転換、倒産した同業他社から譲り受けた店舗など経歴は様々。現在、地域により9つの運営会社があるが、運営エリアが重複し同じ都道府県内に運営会社が異なる「マックスバリュ」が出店している地域がある。2015年9月にはダイエーの店舗網再編に際し、北海道と九州地区の「ダイエー」の一部店舗及び「グルメシティ」を地域ごとにマックスバリュ北海道及びマックスバリュ九州に継承し、一部の店舗を除いて「マックスバリュ」に屋号変更した。
なお、マックスバリュ長野は2014年10月に、マックスバリュ南東北は2015年7月にそれぞれ全店舗の「ザ・ビッグ」への統一を完了、山陽マルナカは2017年4月に全店舗を「山陽マルナカ」へ屋号変更したことにより、「マックスバリュ」での店舗運営を終了している。
2020年3月に北海道の店舗が合併に伴ってイオン北海道の運営に、東北地区の店舗が商号変更に伴ってイオン東北の運営に、同年9月に沖縄県を除く九州地区の店舗が合併に伴ってイオン九州の運営に、2024年3月に兵庫県の一部店舗と中国地区・四国地区の店舗が合併に伴いフジの運営になる。
2021年7月にマックスバリュ北陸が「ホームセンターみつわ」内のインショップ形態での新規オープンにより福井県への進出を果たした。
2024年10月1日に西友からイオン北海道へ承継された店舗のうち、宮の沢店が「マックスバリュ」へ転換され、同年10月26日にオープンした。
マックスバリュグランド
運営会社：マックスバリュ東海
通常の「マックスバリュ」に比べて品揃えを充実させた店舗である。2019年9月の合併に伴ってマックスバリュ東海の店舗ブランドとなった。
マックスバリュエクスプレス
運営会社：イオン北海道・イオン東北・マックスバリュ関東・マックスバリュ北陸・マックスバリュ東海・光洋・フジ・イオン九州
2009年3月24日に1号店をオープンした、"シンプル&フレッシュ よいものを、手軽に"をコンセプトに展開するコンパクトサイズの「マックスバリュ」である。
元々はイオンリテールが関東地区にて展開していたが、のちに他のマックスバリュ運営会社でも展開するようになり、2022年9月現在ではマックスバリュ運営会社のうちイオン琉球を除く全社で展開されている。
2020年3月に北海道の店舗が合併に伴ってイオン北海道の運営に、東北地区の店舗が商号変更に伴ってイオン東北の運営に、同年9月に沖縄県を除く九州地区の店舗が合併に伴ってイオン九州の運営に、2024年3月に兵庫県の一部店舗と中国地区・四国地区の店舗が合併に伴いフジの運営になる。
マックスバリュくらし館 / マックスバリュハロー
運営会社：イオン九州
旧：壽屋（現：カリーノファシリティーズ）からの営業譲渡や旧ハローから引き継いだ中・小型のスーパーマーケット。
継承後、改装のタイミングで「マックスバリュ」や「マックスバリュエクスプレス」への屋号変更が進んでおり、店舗数は減少傾向で、マックスバリュハローは佐賀県の1店舗のみである。2020年9月の合併に伴い、イオン九州の店舗ブランドとなった。なお、譲受当初は「アーガス」も引き継いでいたが、改装に伴う「マックスバリュ」への屋号変更や閉店により店舗数が減少し、最後まで営業していた糒店が2015年10月15日をもって閉店したため、屋号が消滅した。
札幌フードセンター
運営会社：イオン北海道
前身の（株）札幌フードセンター時代から運営されている店舗で札幌市に展開。改装時に「マックスバリュ」「ザ・ビッグ」などへ屋号変更されている為店舗数は縮小傾向にある。2015年10月にイオングループのメンバーブランドとなった「清水フードセンター（後述）」とは関連性はない。なお、札幌市外では「フードセンター」の屋号で展開されていたが、最後まで営業していた小樽店が2019年1月末で閉店したため、「札幌フードセンター」の屋号を残すのみである。2020年3月の合併に伴い、イオン北海道の店舗ブランドとなった。
KOHYO（コーヨー） / KOHYO鮮度館
運営会社：光洋
京阪神地区に展開するスーパーマーケット。2007年にイオンが光洋の株式の大多数を取得、イオングループ入りした。その後、光洋は2020年にイオングループ内での再編によりダイエーの完全子会社となった。
マルナカ
運営会社：フジ
2011年11月にイオンによる完全子会社化。グループ入りした。中国・四国地方及び兵庫県で展開。
2019年3月1日に奈良県と大阪府の全店舗及び兵庫県の一部店舗（14店舗）が山陽マルナカからダイエーに移管されたものの、これらの店舗は2021年12月1日付で「ダイエー」へ屋号変更された。
マルナカ・山陽マルナカ運営の店舗は2021年3月1日の合併に伴い、マックスバリュ西日本の運営となっていたが、2024年3月1日からはマックスバリュ西日本を合併したフジの運営となる。
ピーコックストア
運営会社：イオンマーケット
関東地方で展開するスーパーマーケット。2007年に大丸と松坂屋による経営統合でJ.フロント リテイリングが発足した際に、旧大丸系の大丸ピーコックが旧松坂屋系の類型各社を吸収合併しピーコックストアに商号を変更。2013年にJフロントがイオンに株式を譲渡しイオングループ入りした際に社名を「イオンマーケット」に改称した。
2014年4月1日に愛知県内の現存店舗がマックスバリュ中部へ譲渡され、「マックスバリュ」に屋号変更された。
2016年3月1日に近畿地方の店舗（一部の店舗を除く）が光洋へ移管された。移管の時点では「ピーコックストア」などの屋号も引き継いで展開していたものの、「KOHYO」や「マックスバリュ」への屋号変更が進み、2024年2月23日にピーコックストア明舞店がKOHYOに転換されたことにより光洋運営のピーコックストアは消滅した。
グループ入りの時点では「エクセピーコック」や「Pマート」の屋号の店舗も展開していたが、「エクセピーコック」は閉店、「Pマート」は光洋へ移管後「マックスバリュ」への屋号変更や閉店により屋号が消滅した。
ダイエー
運営会社：ダイエー
1957年に神戸市にて「大栄薬品工業」を設立。同9月、大阪市の千林商店街で今日のドラッグストアに相当する「主婦の店・大栄（ダイエー）薬局店」として第1号店開店。1959年に法人名を「主婦の店」に変更（愛称の「主婦の店・ダイエー」は変えず）した頃から食品を軸としたスーパーマーケットに業態をシフトするとともに、総合スーパーやショッピングセンターを日本で初めて導入したことでも知られる。当初は関西を中心基盤としており、プライベートブランドをわが国で初めて開発。その後全国展開を図ると共に、ディスカウントストアやコンビニエンスストアなどの異業種に進出するも、経営体質が悪化し、2005年に産業再生機構の支援を受ける。その後は丸紅が中心となって経営再建を進め、イオンも業務提携という形で資本参加をし、PB「トップバリュ」の共同買付・開発などを行う。
2011年より総合スーパー業態から順次撤退することとなり、藤沢店の建て替え再オープンを皮切りに総合スーパーからSSM業態への転換を開始し、翌年には赤羽店の建て替え再オープン時に従来の総合スーパー業態を引き継ぐSSM+MD業態（大型店を併設したSSM業態）への転換を開始している。2013年に丸紅の保有株を株式公開買い付けによりイオンが購入し、筆頭株主となったことで子会社化され、イオングループの正式なメンバーブランドに入った。2015年に株式交換によりイオンの完全子会社となった。
同年6月より一部の店舗が「フードスタイルストア」業態へリニューアルしている（詳細は後述）。
同年9月には店舗網の再編を行い、北海道、愛知県、九州地区の店舗を地域や業態ごとにイオングループ内の他企業へ移管し、「イオン」や「マックスバリュ」に屋号変更（愛知県内の店舗は同年10月に屋号変更）。これにより、ダイエー直営の展開地域は宮城県・南関東・山梨県及び近畿地方の一部の10都府県となった。2016年3月には本州の店舗の一部の運営もイオンリテールに継承され、南関東と京阪神での展開に集約された。
2021年12月1日にダイエーが運営する「マルナカ」全店舗が「ダイエー」へ屋号変更された（これにより、奈良県での展開が再開された）。
グルメシティ
運営会社：ダイエー
1998年から新規開業や「ダイエー」の小型店舗の転換により開始した小型スーパーマーケット。食料品と日用品に特化しているが、店舗により衣料品やOTC医薬品を扱っていることがある。2006年に店舗名統一を機に、ダイエー以外の「グルメシティ」運営会社をグルメシティ北海道（旧北海道スーパーマーケットダイエー）・グルメシティ関東（旧セイフー）・グルメシティ近畿（旧サカエ）、グルメシティ九州（旧九州スーパーマーケットダイエー）に改め、5社体制で運営していたが、グルメシティ北海道とグルメシティ九州は2009年9月に、グルメシティ関東とグルメシティ近畿も2015年3月にそれぞれダイエーへ吸収合併し、運営会社を統一した。また、2013年にダイエーがイオンの連結子会社化したことを受け、「ダイエー」と共にイオングループの正式なメンバーブランドとなった。
なお近畿地方には、「ダイエーグルメシティ」の屋号で展開する店舗があるほか、かつては「グルメシティヒカリ屋」の屋号も存在していた。
2015年9月には店舗網の再編を行い、北海道と九州地区の店舗を地域ごとにマックスバリュ北海道（現・イオン北海道）やマックスバリュ九州（現・イオン九州）へ移管し、「マックスバリュ」や「ザ・ビッグ」に屋号変更。これにより、展開地域が南関東と近畿地方の2地方に集約された。
foodium（フーディアム）
運営会社：ダイエー
2005年に旧セイフー三軒茶屋店からの業態転換による試験店舗を経て、2008年の多摩センターの開業により本格展開を開始した都市型の食品スーパーマーケット業態。食品スーパーとコンビニエンスストアの機能を兼ね備え、惣菜や揚げ物などの中食の品ぞろえを強化している。元々はグルメシティ関東が運営を開始し、その後、ダイエーやグルメシティ近畿でも運営を開始したが、「グルメシティ」同様、2015年3月にグルメシティ関東とグルメシティ近畿を吸収合併したことに伴い、運営会社をダイエーに一本化した。
その後、閉店や「ダイエー」「イオンフードスタイル」への転換が行われたことにより（前述の試験店舗の時から営業していたfoodium三軒茶屋も2016年11月にダイエーに転換）、2023年3月現在では東京都・神奈川県の3店舗のみ営業している。
イオンフードスタイル / AEON FOOD STYLE by daiei（フードスタイルストア）
運営会社：ダイエー
2015年6月20日にリニューアルオープンしたダイエー赤羽店より使用されている店舗形態。店舗ブランドは「ダイエー」を使用しているものの、店舗入口に「AEON FOOD STYLE」のロゴが掲げられている。今までの食品、洋服、日用品などを総合的に扱う総合スーパーから、食品、食器、飲食店、健康食品など、「食」をコンセプトにした食品関連商品に特化をした店舗になる。
2016年11月19日にオープンしたダイエー三軒茶屋店とダイエー東三国店からはフードスタイルストア店舗の看板が一新され、「AEON FOOD STYLE by daiei」ロゴの店舗看板が掲げられた。
2018年4月21日にオープンした東向日店から、店舗ブランドが「イオンフードスタイル」となり、「ダイエー」や「グルメシティ」の一部店舗も改装に伴いブランド変更されている。
まいばすけっと
運営会社：イオン北海道・まいばすけっと
2005年12月に展開を開始した生鮮食料品も扱う小型店。2021年10月現在、関東地方の東京23区（すべての区）・武蔵野市・横浜市・川崎市・川口市・市川市と、北海道の札幌市で展開。北海道の店舗はイオン北海道が運営する。
イオンエクスプレス
運営会社：イオン東北・イオンリテール
都市型小型スーパーマーケット。売り場面積が約200平方メートルから250平方メートル程度とコンビニと同程度か一回り大きいサイズの店舗である。主に総菜や弁当などを扱う。
2020年3月の運営移管に伴い、宮城県の店舗はイオン東北の運営となった。
こデリ（CoDeli）
運営会社：ダイエー
2020年11月20日に展開を開始した生鮮食料品も扱う都市型小型スーパーマーケット。2021年現在、大阪市内で店舗を展開。
レッドキャベツ
運営会社：イオン九州
福岡県に本社を置き、九州北部に店舗を展開するスーパーマーケット（レッドキャベツでは「ディスカウントスーパーマーケット」と称する）。2014年9月にイオンが第三者割当増資を引き受け、87%の株式を取得して連結子会社とした。かつては創業の地である山口県にも展開されていたが2019年2月27日までに全店舗が閉店し、同県から撤退した。
2019年9月1日に長崎県のみらい長崎ココウォーク店が、2020年3月21日に13店舗が順次マックスバリュ九州へ継承され、同社の店舗ブランドとして存続しているが、同年6月に一部を除く福岡県の店舗が「マックスバリュエクスプレス」へ、同年7月に長崎県の対馬いづはら店が「マックスバリュ」へ順次ブランド変更され、店舗数は減少している。
同年9月の合併に伴い、イオン九州の店舗ブランドとなった。その後は「マックスバリュエクスプレス」などへの転換が進み、2024年時点ではみらい長崎ココウォーク店の1店舗を残すだけとなっている。
清水フードセンター
運営会社：イオンリテール
新潟県新潟市に展開するスーパーマーケット。2015年10月に清水商事がイオンリテールと出資引受契約を締結し、グループ入り。2023年3月の吸収合併に伴い、イオンリテールが運営を引き継いだ。
フジ （FUJI）
運営会社：フジ
中国地方・四国地方に展開するスーパーマーケット。広島県広島市に拠点を置いていた繊維卸売業の十和（現・アスティ、法人格はヨンドシーホールディングス〈4℃HD〉）の商売部門として設立され、愛媛県で事業を開始した。2018年10月にイオン株式会社と資本・業務提携を締結。2022年3月にイオン株式会社の連結子会社となり、正式にイオングループ入りする。同時にマックスバリュ西日本を子会社化し、事業子会社としてフジ・リテイリングを設立、フジは持株会社に移行した。2024年3月にフジがマックスバリュ西日本とフジ・リテイリングを吸収合併した事により、再びフジによる運営となる。
写真の古川椿店は子会社のサニーTSUBAKIから運営を承継し、建て替えを経て開業した店舗となる。
エフ・マルシェ
運営会社：フジ
フジが展開する、地域の農畜水産品の直売を行う小型業態。2024年3月現在、愛媛県松山市に2店舗のみを展開する。
ビオセボン（Bio c' bon）
運営会社：ビオセボン・ジャポン
フランス発祥の、オーガニック商品を中心に取り扱うスーパーマーケット。2016年6月、フランス現地法人のMarne & Finance Europeと折半出資したビオセボン・ジャパンを設立。2016年12月9日、麻布十番に1号店を開店。
なお、イオンは2018年にフランスのビオセボン本社に19.9%の出資を行ったが、2020年9月にビオセボン本社が経営破綻したことにより出資は失われた（その後、ビオセボン本社はカルフールが買収した）。

### ファッションビル

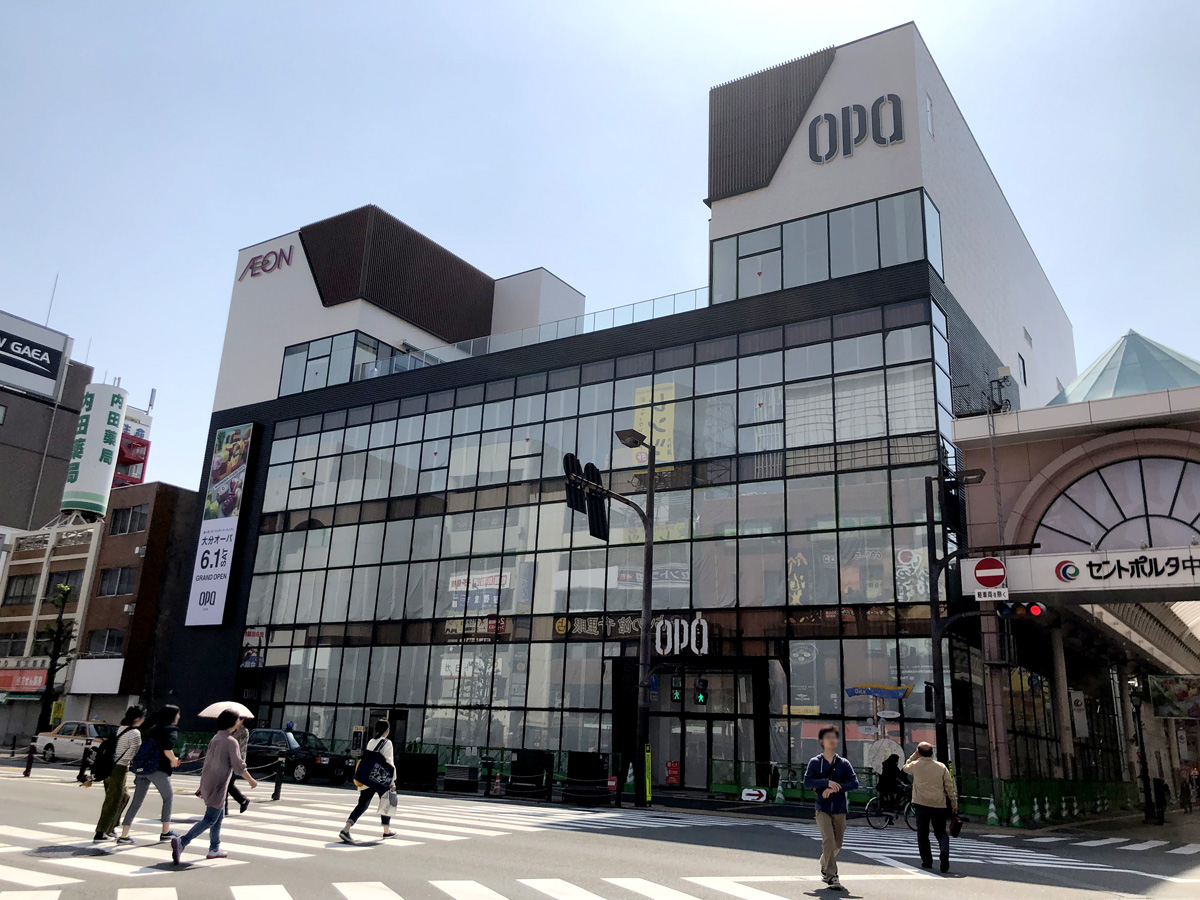
大分オーパ（大分県大分市）

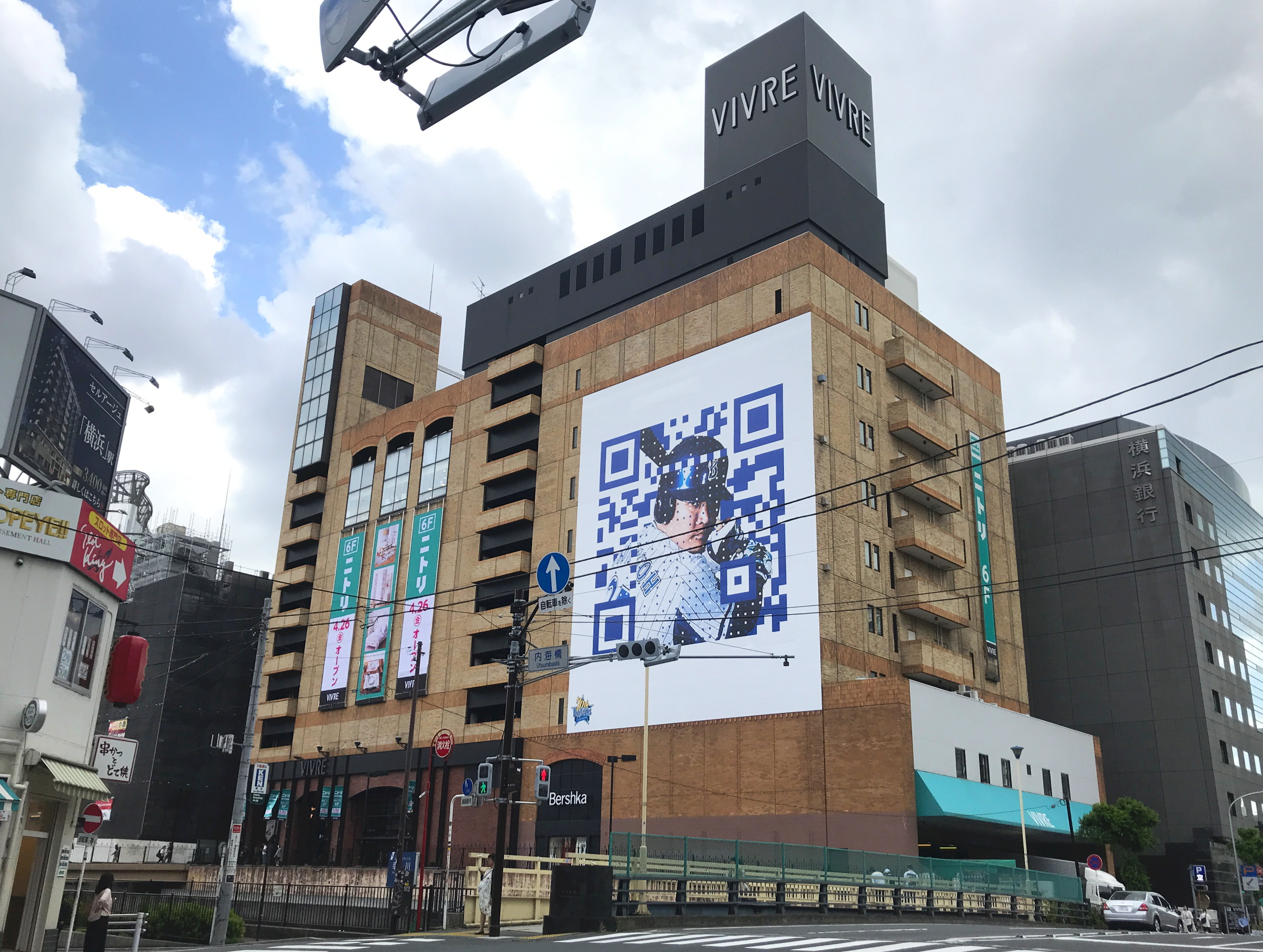
横浜ビブレ（神奈川県横浜市西区）

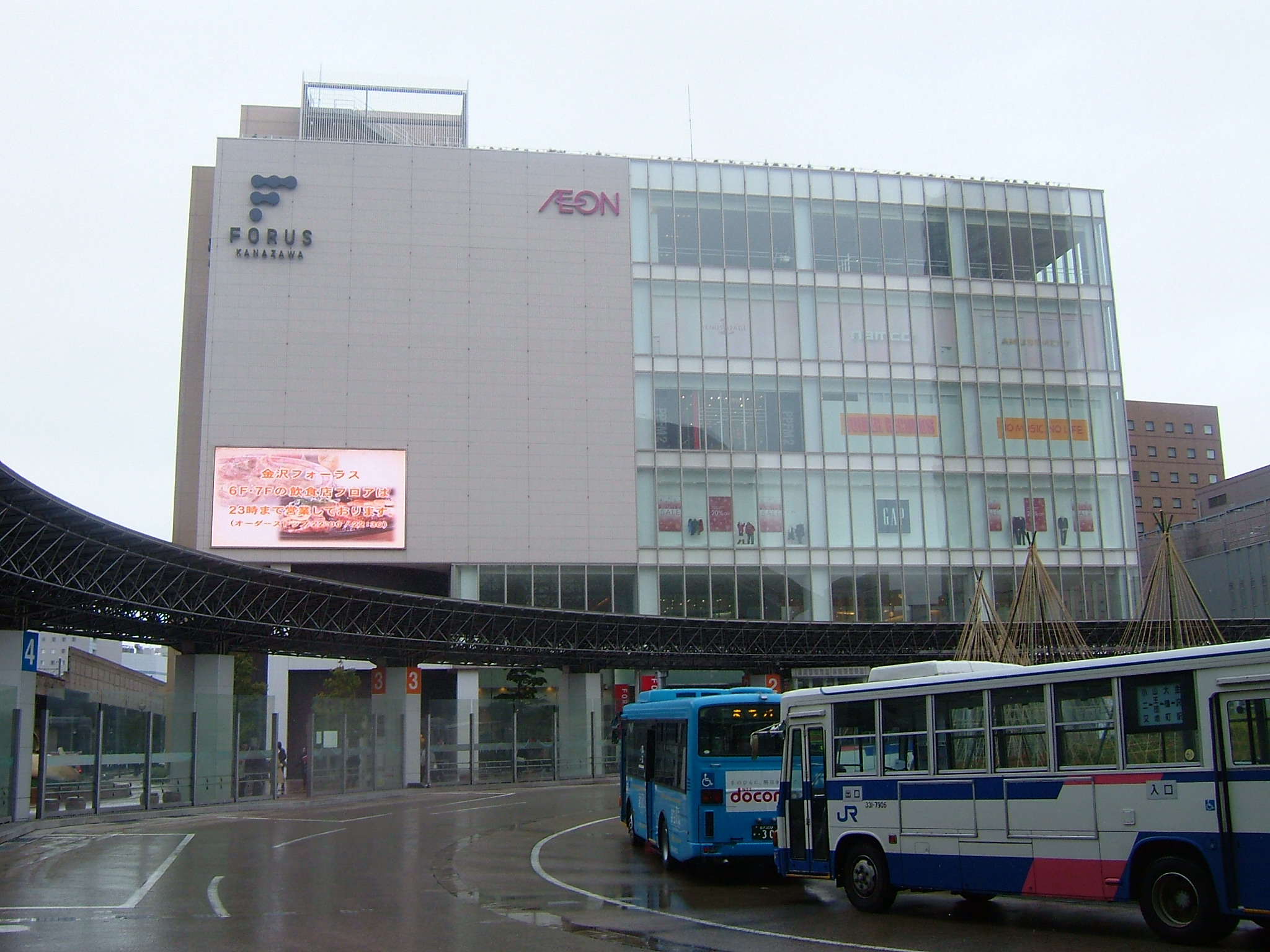
金沢フォーラス（石川県金沢市）

オーパ
運営会社：OPA・イオンモール
元々はダイエーの子会社であったOPAが運営するファッションビルで、日本国内に16店舗（2020年2月時点、このうち、福岡県のキャナルシティオーパは関連会社である株式会社キャナルシティ・オーパによる運営）、海外にも1店舗を展開する。2016年3月にOPAの親会社がダイエーからイオンモールに変更となり、正式にイオングループの一員となった。
2017年2月にダイエー神戸三宮店内に開業した三宮オーパ2から店舗ブランドロゴを変更。また、「フォーラス」から転換した店舗として、同年10月に秋田オーパ、2019年6月に大分オーパが順次開業し、「ビブレ」から転換した店舗についても2019年8月に（2代目）三宮オーパ、同年10月に名古屋mozoオーパが順次開業した。2021年3月に一部店舗の運営がOPAからイオンモールに引き継がれた。
ビブレ
運営会社：OPA・イオンリテール・イオンモール
旧マイカル系のファッションビルで、若者向けの店舗構成になっているのが特徴。経営再建後は専門店型の「ビブレ」も登場しており、イオンモールやイオンレイクタウンに出店している。
イオンによる買収前の地方店舗や食品を取り扱う店舗の大半はサティに転換された（一部店舗はイオンへ屋号変更され、現在も営業している）。
2016年3月に、新百合ヶ丘を除くビブレ全店舗とビブレジーンレイクタウンの運営をOPAに移管（→2021年3月に大半の店舗がイオンモールによる運営となる）、レイクタウンを除く「ビブレジーン」は専門店型に分類するため、引き続きイオンリテールの運営となる。また、新百合ヶ丘ビブレは2018年にイオン新百合ヶ丘店（現・イオンスタイル新百合ヶ丘）へ統合された。
フォーラス
運営会社：OPA
イオン系のファッションビルで、ジャスコブランドの都心型店舗からの転換店舗が中心。「ビブレ」同様、2016年3月に運営会社がイオンリテールからOPAへ移管された。
なお、2006年11月に新規店舗として開業した金沢フォーラスを最後に新規出店は行われておらず、2017年2月に2店舗が改装に伴って閉店（前述したように、2店舗共にオーパへブランド転換）し、2024年2月に1店舗が営業休止した事により、現在は金沢の1店舗を残すのみとなっている。

### ディスカウントストア

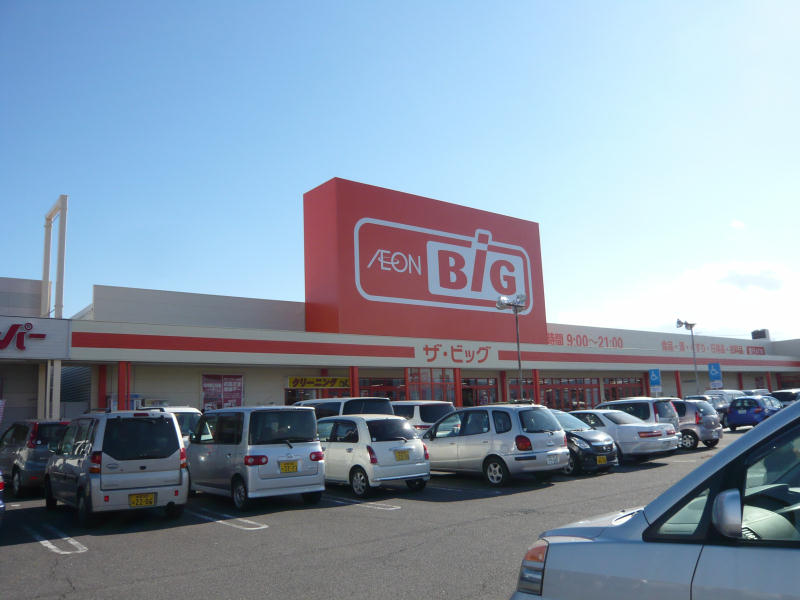
ザ・ビッグ輪之内店（岐阜県安八郡輪之内町・イオンビッグ運営）

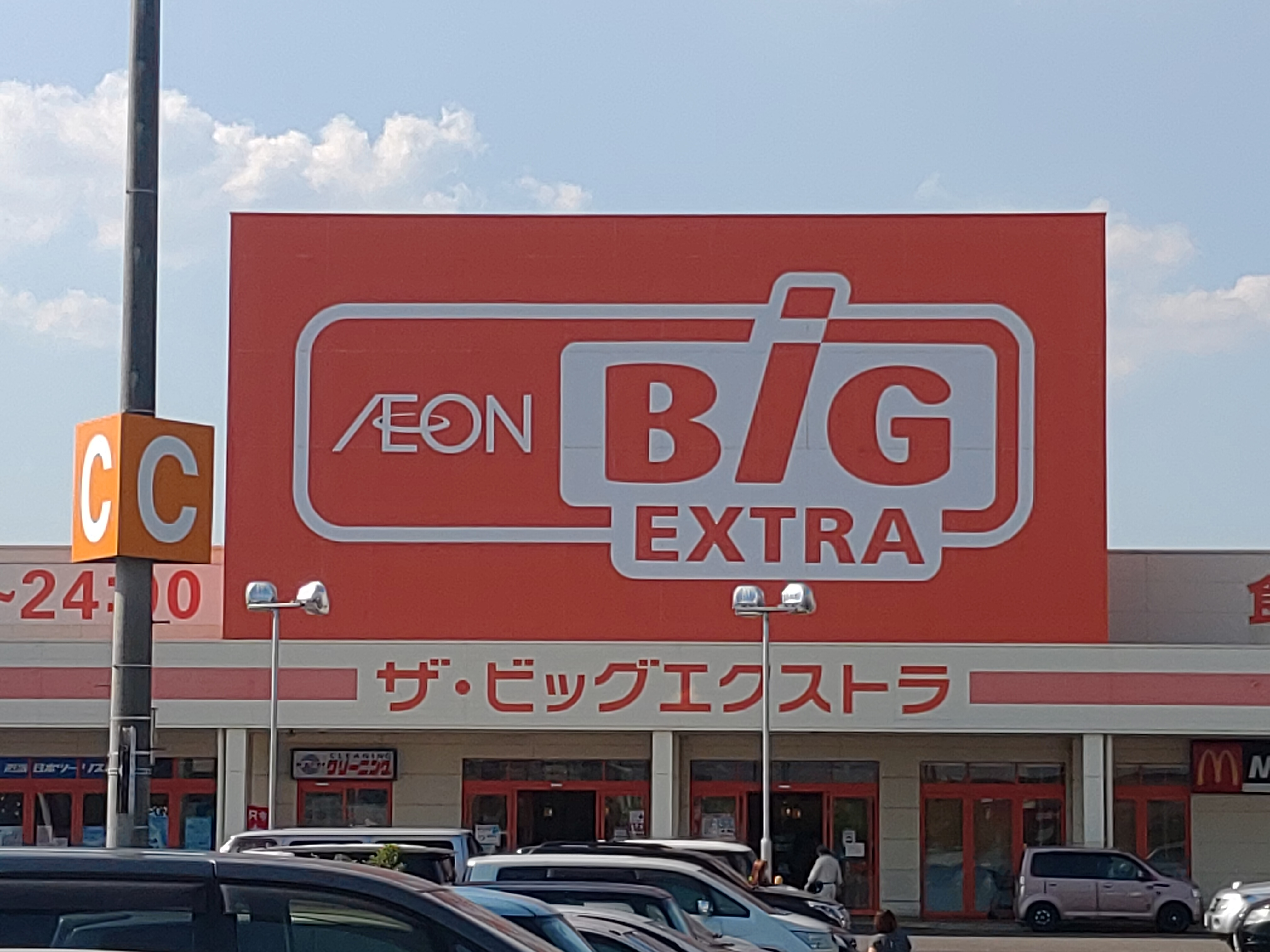
ザ・ビッグエクストラ刈谷店（愛知県刈谷市・イオンビッグ運営）

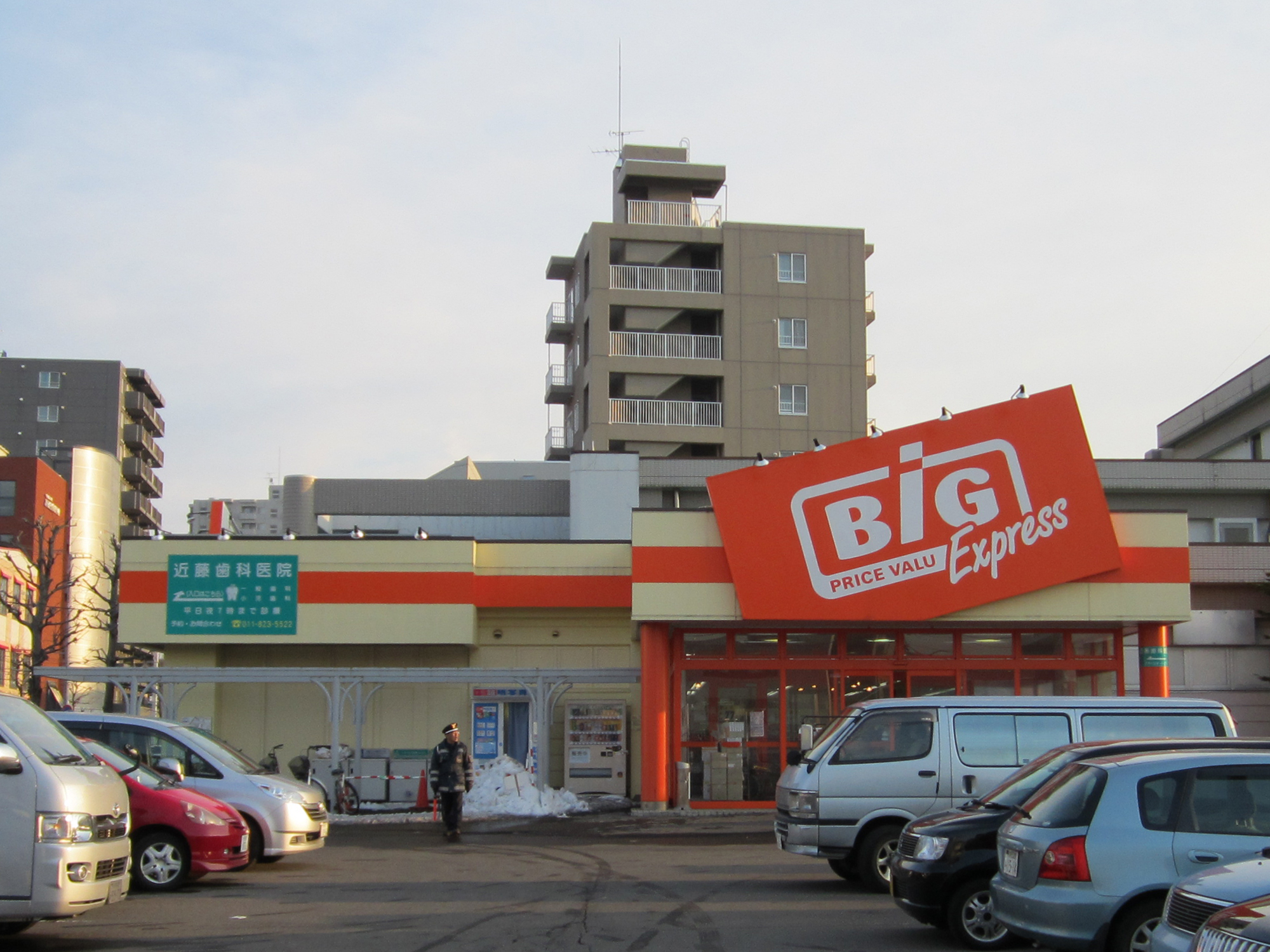
ザ・ビッグエクスプレス平岸店（北海道札幌市豊平区・イオン北海道運営）

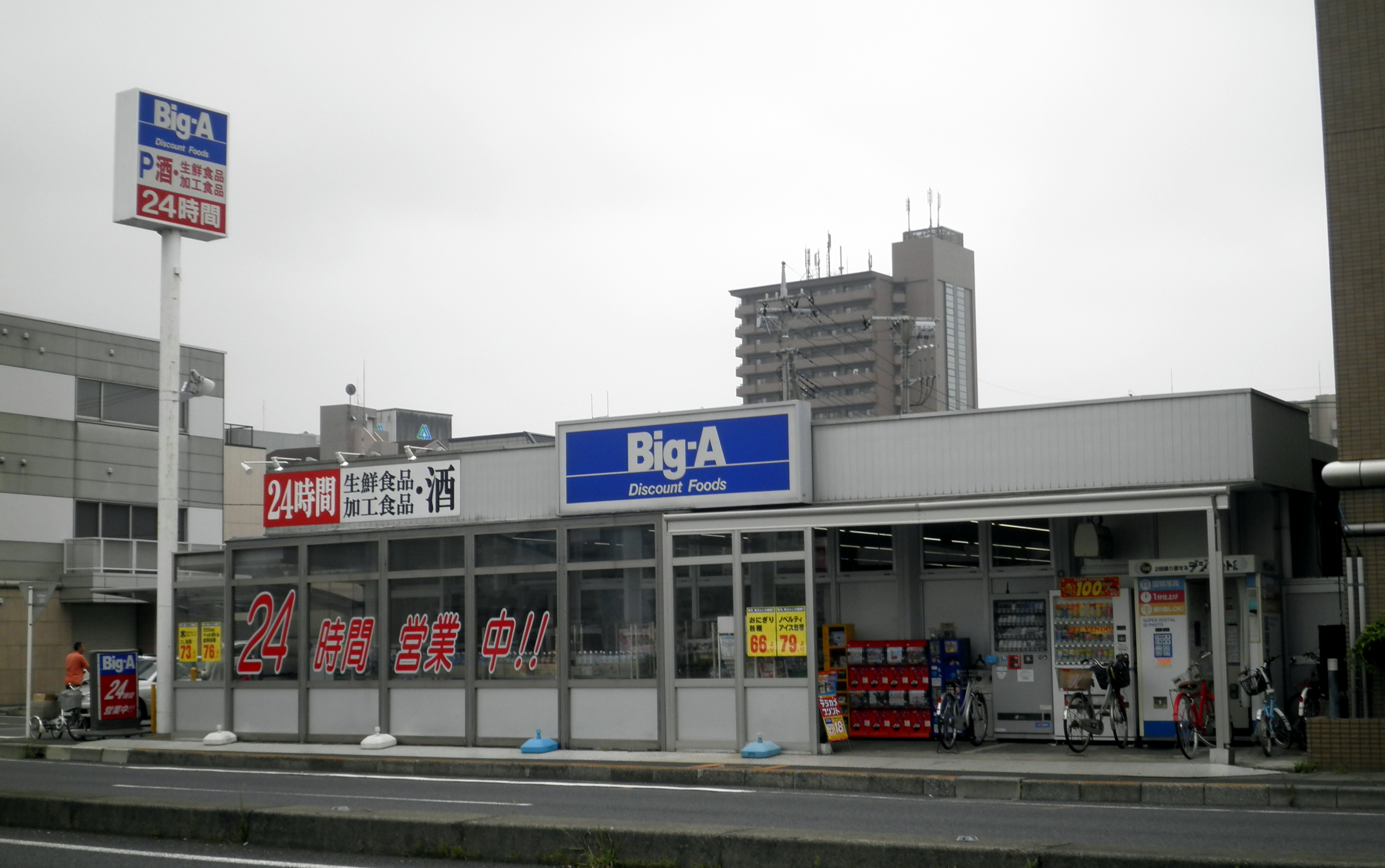
Big-A宮原店（埼玉県さいたま市北区）

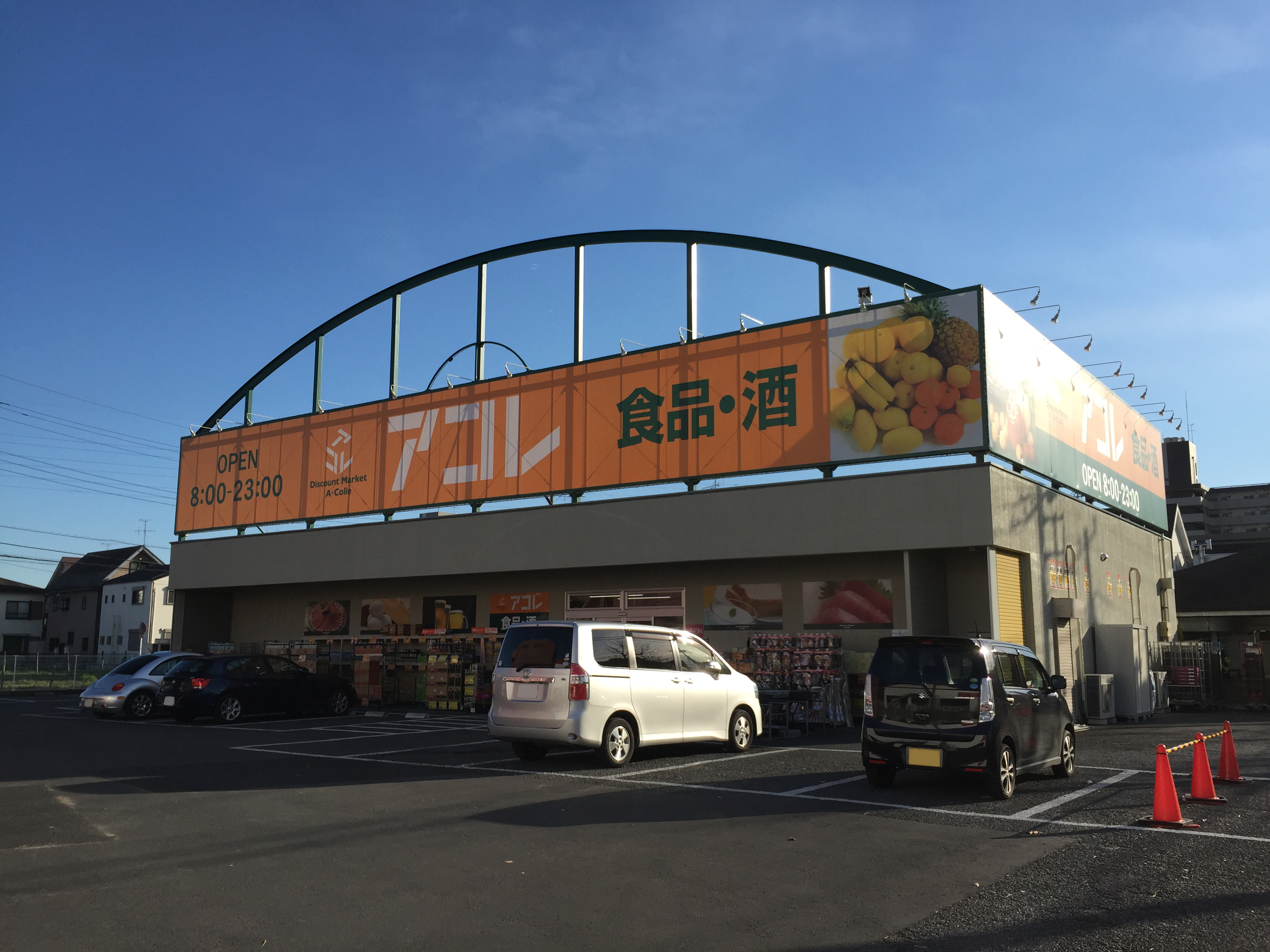
アコレ新松戸北1丁目店（千葉県松戸市）

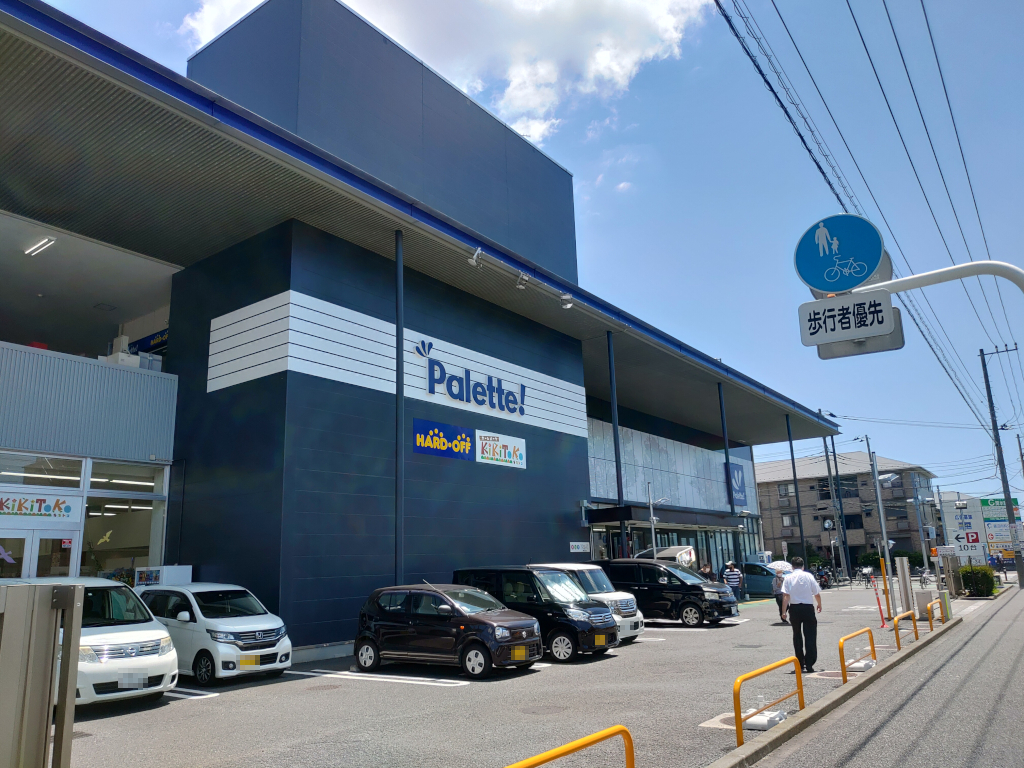
パレッテ高座渋谷店（神奈川県大和市）※閉店済

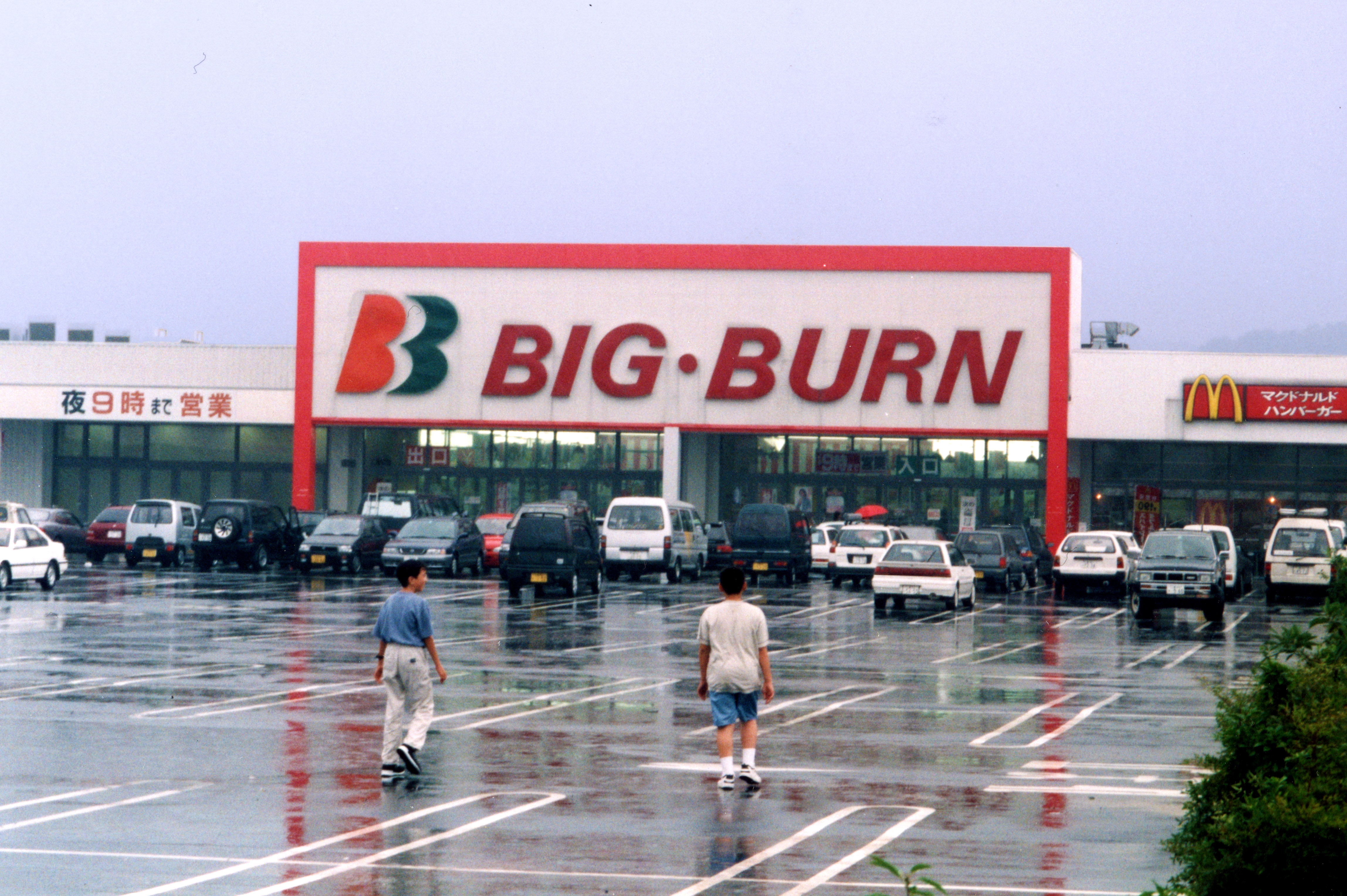
ビッグ・バーン四日市店 (三重県四日市市)

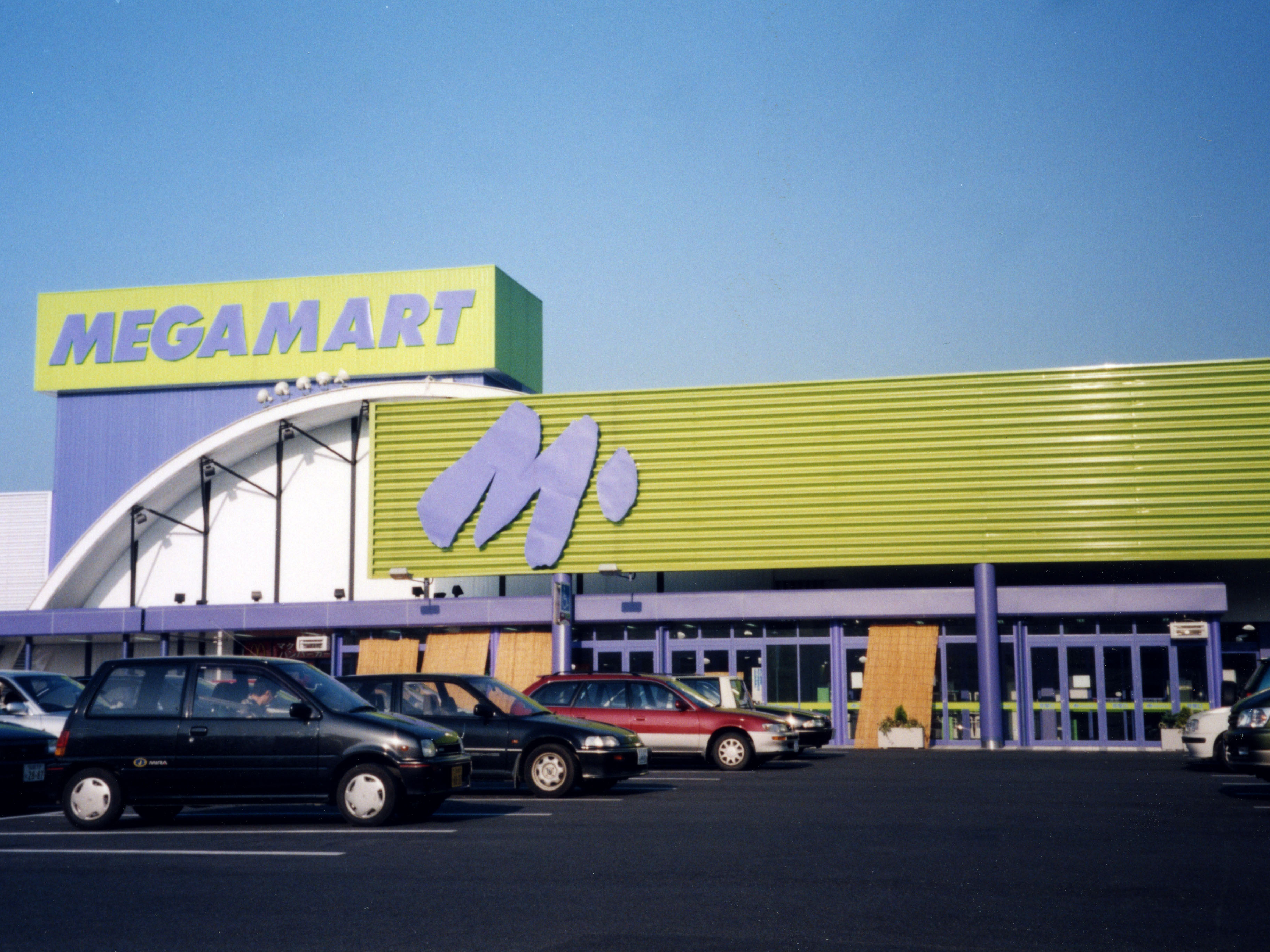
メガマート芸濃店（三重県津市）

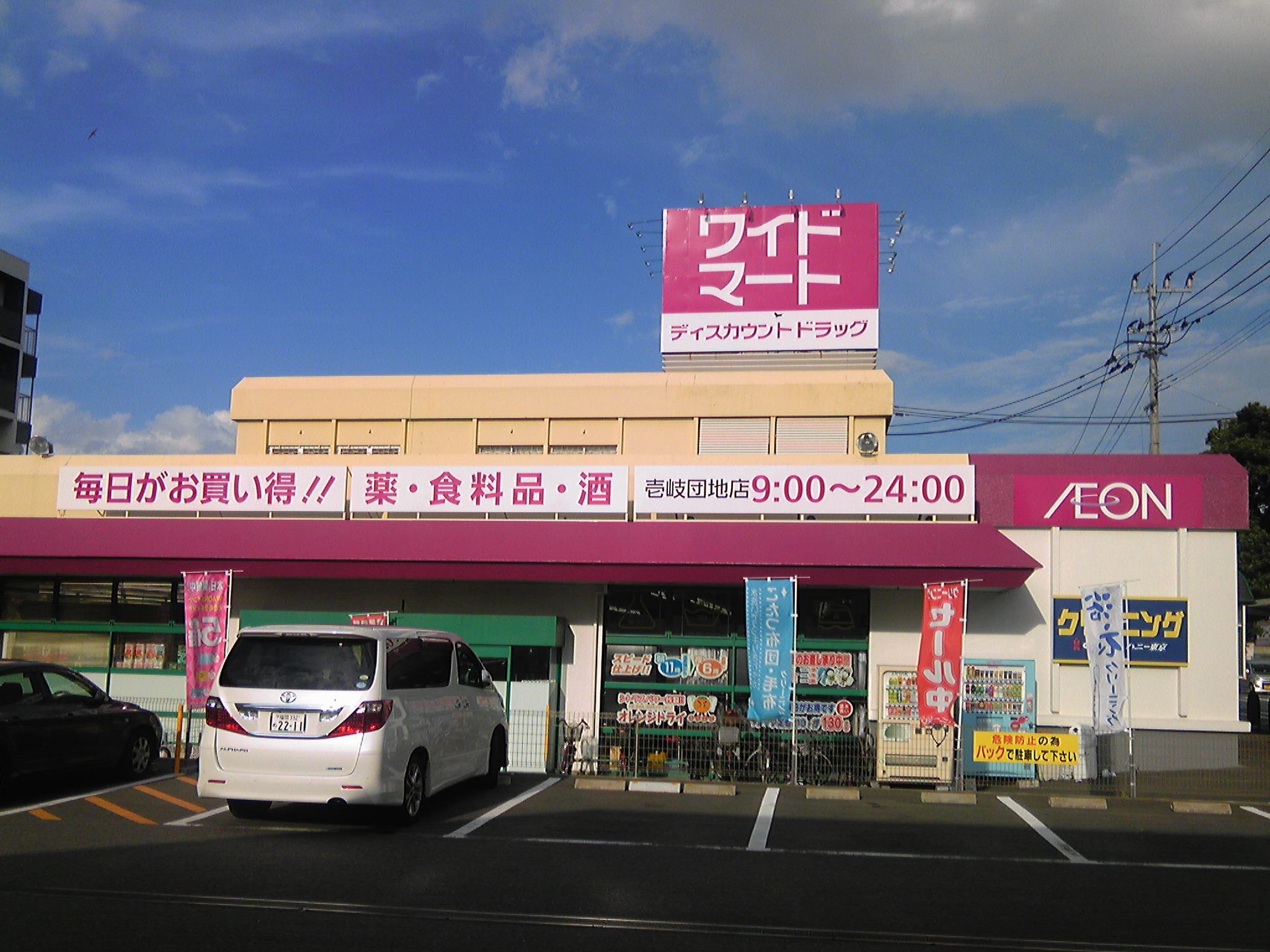
ワイドマート ドラッグ&フード壱岐団地店（福岡県福岡市西区）

ザ・ビッグ（ザ ビッグ）
運営会社：イオン北海道・イオン東北・イオンビッグ・イオンリテール・フジ・イオン九州・イオン琉球
実用衣類（一部店舗は除く）と生鮮食料品を中心に扱うディスカウントストア。元々はスーパーマーケット運営企業「みどり」（のちに「山陽マックスバリュー」→「マックスバリュ西日本」→「フジ」へと合併）が展開する独自ブランドだったが、2008年以降、生活必需品にシフトしたディスカウントストアとして他のマックスバリュ運営会社およびイオンビッグ（イオンリテールから継承した店舗）でも主に「マックスバリュ」・「メガマート」からの転換により展開されている。
以前はマックスバリュ東海・マックスバリュ長野・マックスバリュ南東北でも運営されていたが、マックスバリュ東海は2019年7月1日に運営移管、マックスバリュ長野は2021年6月1日の吸収合併、マックスバリュ南東北は2024年3月1日の吸収合併により順次イオンビッグへ統合された。また、マックスバリュ同様に、北海道の店舗は2020年3月の合併に伴ってイオン北海道の運営に、宮城県と福島県を除く東北地区の店舗は2020年3月の商号変更に伴ってイオン東北の運営に、沖縄県を除く九州地区の店舗は2020年9月の合併に伴ってイオン九州の運営に、兵庫県と中国地区・四国地区の店舗は2024年3月の合併に伴ってフジの運営となる。
2024年10月に西友からイオン北海道へ承継された店舗のうち、福住店と元町店の2店舗は「ザ・ビッグ」へ転換され、同年11月から12月にかけて順次オープンした。
ザ・ビッグエクストラ
運営会社：イオンビッグ・フジ
店舗規模を広く取り、品揃えを充実した「ザ・ビッグ」の派生業態。イオンビッグが運営する店舗の一部は旧店舗（イオンスーパーセンターなど）からの業態転換によるものである。マックスバリュ西日本が運営していた3店舗は2024年3月の合併に伴い、フジの運営となる。
ザ・ビッグエクスプレス
運営会社：イオン北海道・イオンビッグ・イオン九州・イオン琉球
生鮮食料品を中心に扱うディスカウントストア。「ザ・ビッグ」よりも店舗規模が小さく、1000m2代程度の売場面積で都市型の小商圏を対象としている。
以前はマックスバリュ中部・マックスバリュ南東北でも運営されていたが、マックスバリュ中部運営店舗は2019年6月1日にイオンビッグへ運営移管、マックスバリュ南東北は2024年3月1日にイオンビッグへ吸収合併された。北海道の店舗は2020年3月の合併に伴いイオン北海道の運営に、沖縄県を除く九州地区の店舗は2020年9月の合併に伴いイオン九州の運営となる。
Big-A（ビッグ・エー）
運営会社：ビッグ・エー
1979年8月にダイエーが設立した子会社によって運営されている、食料品や日用品に特化した小型のディスカウントストア。店舗面積は食品スーパーとコンビニエンスストアの中間で、ほとんどの店舗は24時間営業を実施している。また、ショッピングカートを買い物かごの代わりに使用し、そのまま精算を行う「カートtoカート」の導入をはじめ、レジ袋有料制・店内内装や商品陳列の簡素化・メーカーからの直接仕入れ・広告宣伝を極力控えるといったローコスト運営のシステムを構築しているほか、野菜は国産品のみに限定するなど国産原料を扱った製品の強化や独自開発によるプライベートブランドの販売も行っている。
長らく関東地区での展開だったが、2011年8月にビッグ・エー関西の設立により関西地区に進出した。親会社のダイエーがイオンの完全子会社化したことに伴い、2015年4月にビッグ・エー、ビッグ・エー関西ともにイオンのグループ企業として扱われるようになった。ビッグ・エー関西は2016年3月にビッグ・エーに吸収され、2017年8月31日をもって関西地区から全面撤退した。
2024年7月からは「アコレ」からの改装により「ビッグ・エー」へ屋号変更する店舗も登場している。
アコレ
運営会社：ビッグ・エー
2008年から実験店舗として開始した小型ディスカウントストア。店舗面積は85〜150坪を標準としており、出店方法は居抜き出店が基本、商品数の絞り込み、効率的な店舗オペレーションをコンセプトにローコスト運営のシステムを構築することで、「EDLP（エブリデーロープライス）」「最寄・便利」を実現させている。2015年2月現在、東京都・埼玉県・千葉県に展開している。マックスバリュ中部（現・マックスバリュ東海）の前身会社の1つと同名だが関連はない。
2015年3月にイオンリテールから事業を分社化してアコレ株式会社が継承したが、2021年3月にアコレ株式会社の店舗事業をビッグ・エーが承継し、同社の店舗ブランドとなった。
@パレッテ!（@Palette!）
運営会社：パレッテ
都市型ディスカウントストア。ユナイテッド・スーパーマーケット・ホールディングスが開発したスマートフォンを利用した非接触決済の「Scan&Go」を導入。取扱い品目を約2000種類に絞り込み、プライベートブランド（PB）は「トップバリュ」ではなくオリジナルのブランドを展開する。
2020年12月5日、神奈川県大和市に1号店となる「パレッテ高座渋谷店」を開店。

### シネマコンプレックス

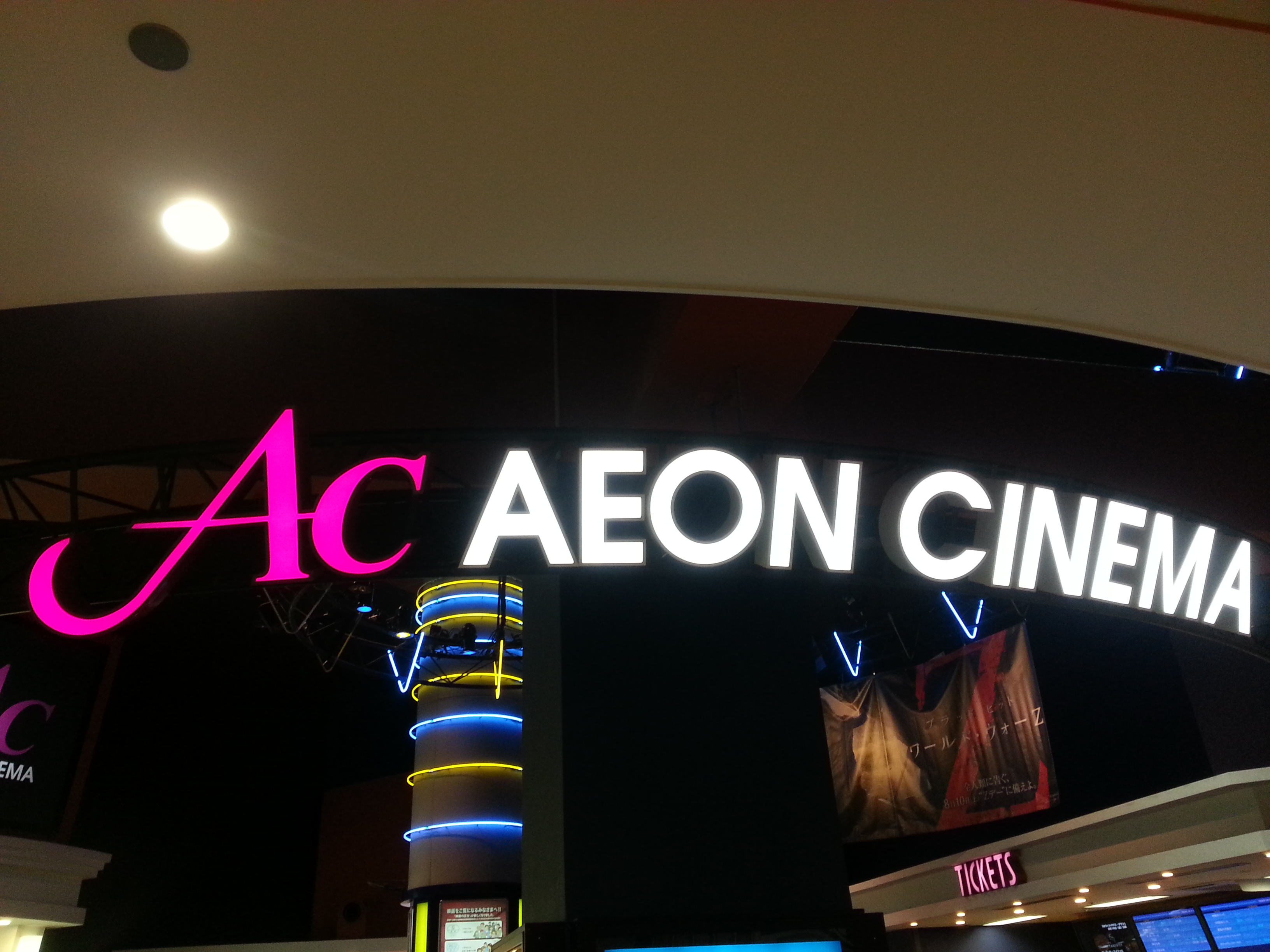
イオンシネマみなとみらい（神奈川県横浜市中区）

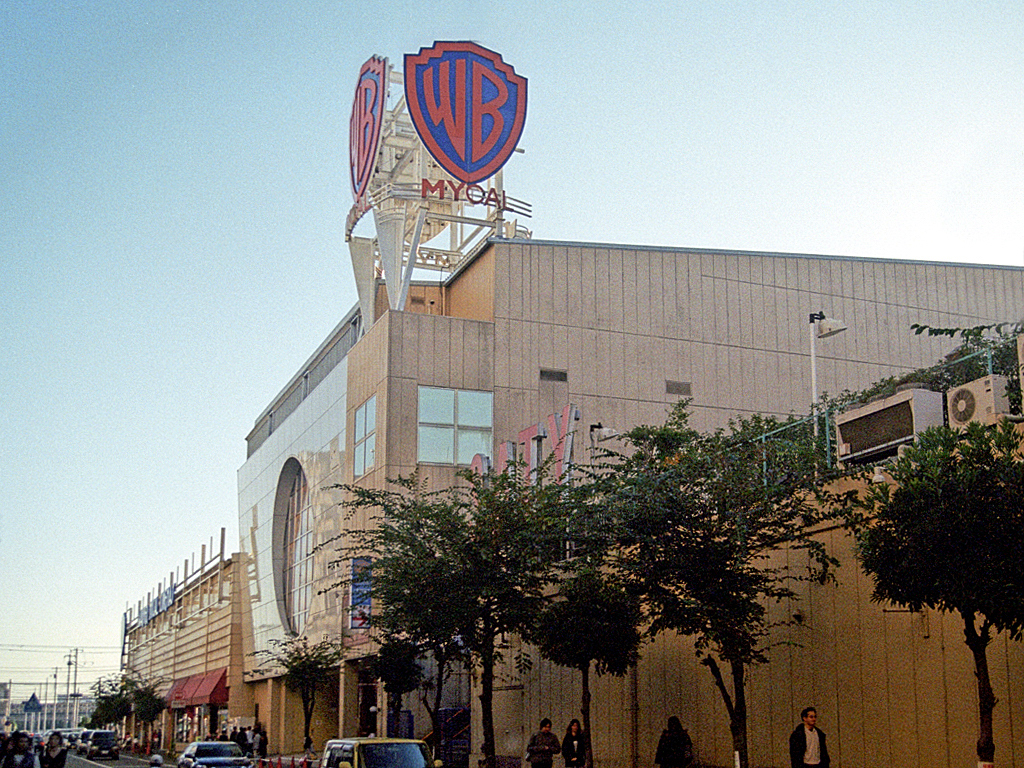
ワーナー・マイカル・シネマズ海老名（神奈川県海老名市）

イオンシネマ
運営会社：イオンエンターテイメント
シネマコンプレックス
イオン100%出資のシネマコンプレックスチェーン。元々はイオンシネマズが展開していたブランドで、2013年7月にワーナー・マイカル・シネマズ（後述）を展開していたワーナー・マイカルがイオンシネマズを吸収合併して現法人となった際にブランドを統合し、日本最大のシネマコンプレックスとなった。

### ドラッグストア・化粧品店

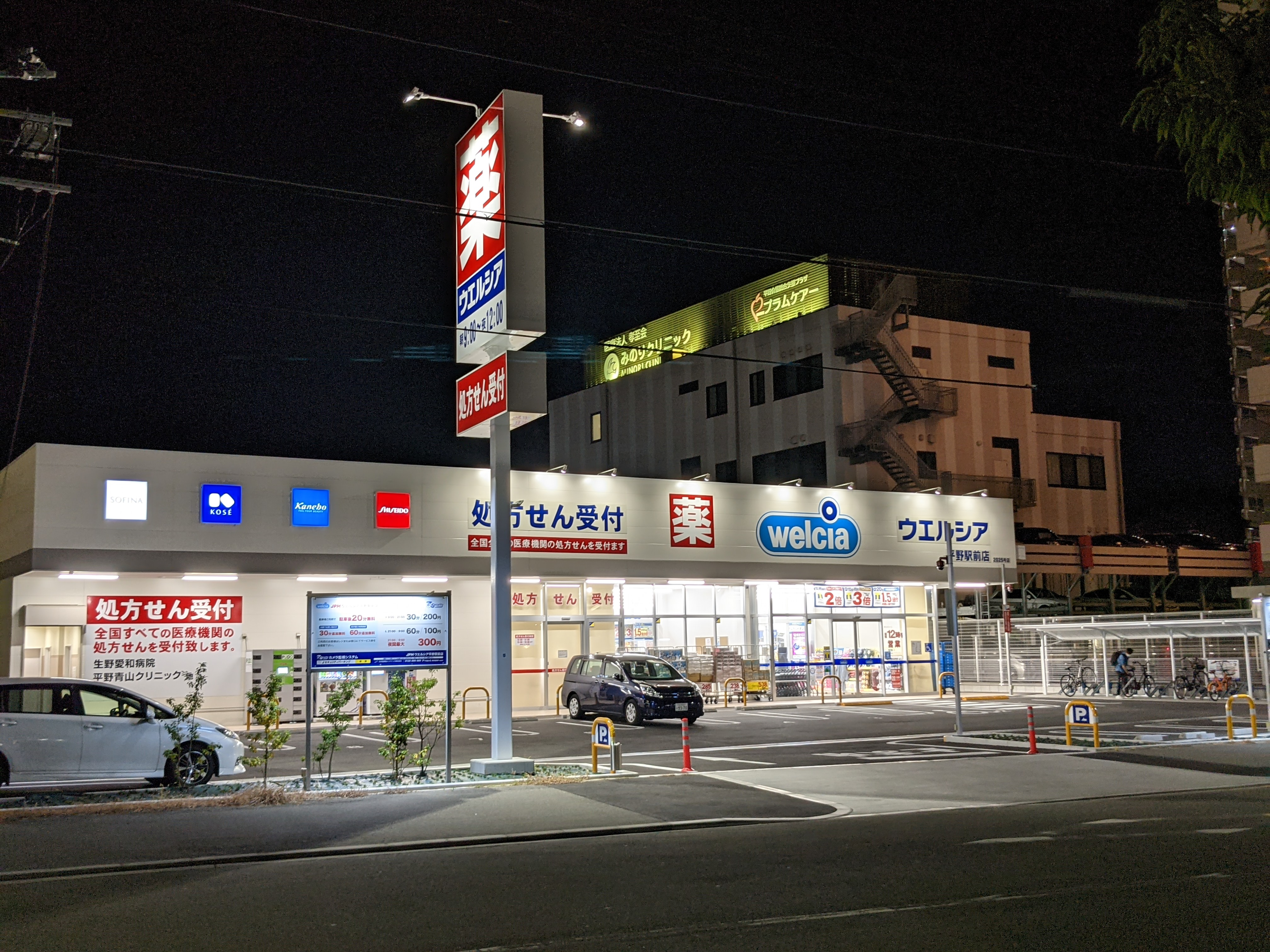
ウエルシア平野駅前店（大阪府大阪市平野区）

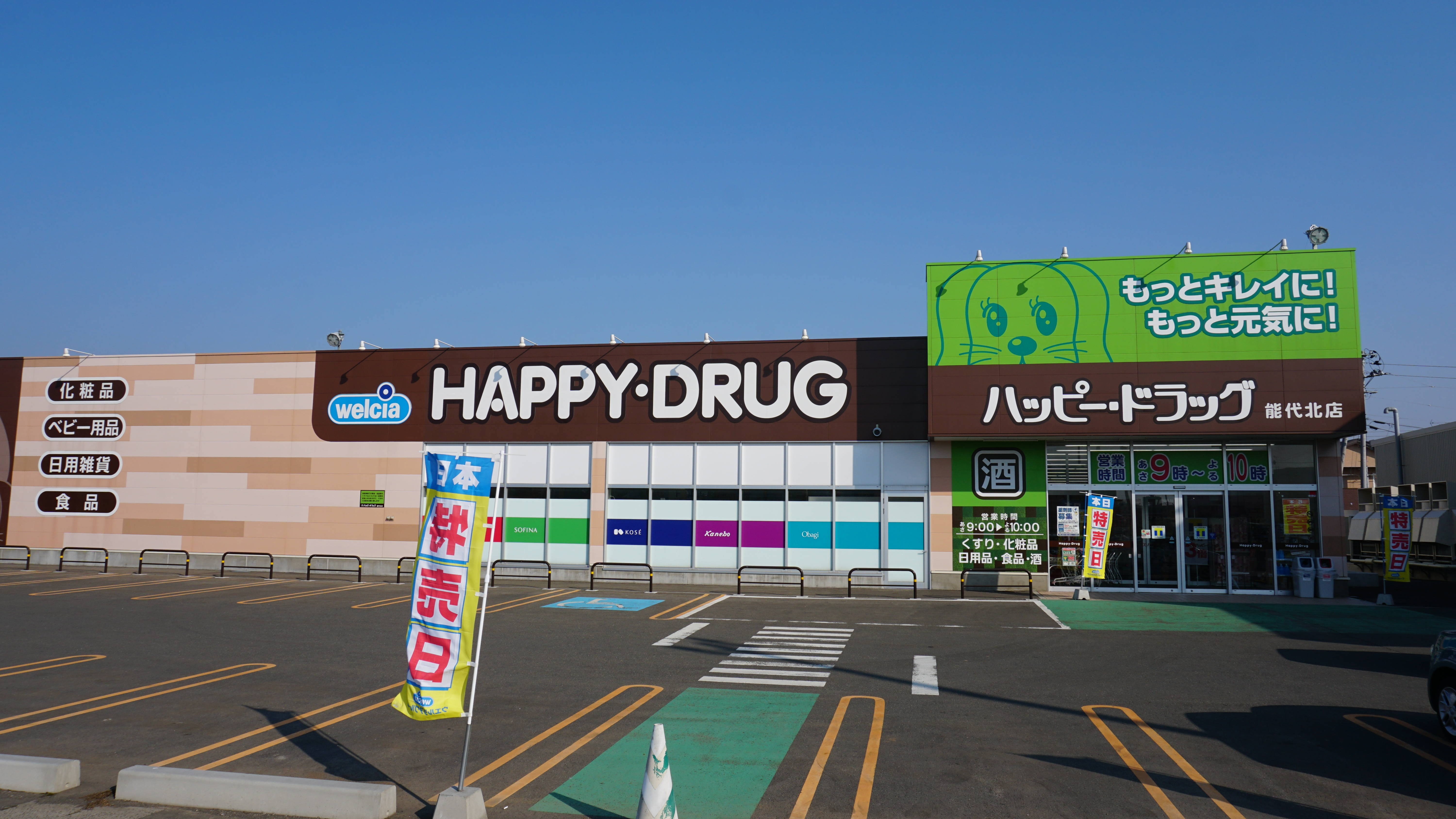
ハッピードラッグ能代北店（秋田県能代市）

ウエルシア・ウエルシア薬局
運営会社：ウエルシア薬局
ドラッグストア。日本の広範囲に店舗を構え、多くの店舗に調剤薬局が併設されている。グリーンクロスコアを前身とし、買収によって規模を拡大。2000年にイオングループの傘下に入り、2002年にブランド名をウエルシアに統一した。
ダックス
運営会社：シミズ薬品
京都府を中心に展開するドラッグストア。2015年3月に簡易株式交換によりウエルシアホールディングス株式会社の完全子会社となった。
ハッピー・ドラッグ
運営会社：丸大サクラヰ薬局
青森県を中心とするドラッグストアチェーン。2017年にウエルシアホールディングス買収された。
よどやドラッグ
運営会社：よどや
ドラッグストア。日本の広範囲に店舗を構え、多くの店舗に調剤薬局が併設されている。グリーンクロスコアを前身とし、買収によって規模を拡大。2000年にイオングループの傘下に入り、2002年にブランド名をウエルシアに統一した。
マルエドラッグ
運営会社：クスリのマルエ
高知県のドラッグストア。2020年にウエルシアホールディングスの子会社となった。
スーパードラックひまわり
運営会社：ププレひまわり
中四国を中心に展開するドラッグストア。2021年ウエルシアホールディングスの子会社となった。
ウェルパーク
運営会社：ウエルシア薬局
ドラッグストア。日本の広範囲に店舗を構え、多くの店舗に調剤薬局が併設されている。グリーンクロスコアを前身とし、買収によって規模を拡大。2000年にイオングループの傘下に入り、2002年にブランド名をウエルシアに統一した。
マサヤ・カラースタジオ
運営会社：MASAYA
岡山県創業の様々なブランドを取り扱う化粧品店。各地のイオン系商業施設などに展開している。
ハピコム
運営会社：イオン北海道・イオン東北・イオンリテール・イオン九州・イオン琉球・ダイエー並びにツルハホールディングスやウエルシアホールディングスをはじめとするドラッグストア企業各社
イオングループのドラッグストア。店舗業態は様々で、ドラッグストア企業各社が単独で出店する店舗、イオンやマックスバリュなどに直営売場またはドラッグストア企業各社が専門店として入居する店舗がある。2009年6月1日に「イオン・ウエルシア・ストアーズ」から名称変更。
なお、ハピコムはイオングループ内でのドラッグストアグループの統括名称およびプライベートブランドの名称であり、店舗ブランドとしては展開していない。また、ドラッグストア企業各社はそれぞれ展開エリアが異なり、各社が単独で出店する店舗の店舗ブランドも下記イオンドラッグ含め様々である。
れこっず
運営会社：ミニストップ
CFSコーポレーション・タキヤ（現在は2社ともにウエルシア薬局へ統合）・ミニストップによる共同出資よって設立された「れこっず」により展開されていた、ドラッグストアとコンビニエンスストアを融合した業態。ドラッグストア部は地域によって異なり、関東地区はCFSコーポレーションが、関西地区はタキヤがそれぞれ運営していた。2014年8月までに両社での「れこっず」事業を終了して閉店あるいはドラッグストアへ再転換し、運営会社のれこっずも翌月にミニストップへ吸収合併されたことで法人も消滅したが、神奈川県と東京都の店舗の一部はミニストップへ運営移管の上、営業を続けている。
イオンドラッグ・イオン薬局
運営会社：イオン琉球・イオンリテール（イオン薬局のみ）・イオン東北（イオン薬局のみ）
2018年4月より沖縄県で展開しているドラッグストア。「コンビニドラッグ」をコンセプトとしている。薬局の機能を備えた店舗はイオン薬局を名乗り、こちらはイオンリテールやイオン東北が運営する店舗でも店舗内の薬局コーナーを中心にイオン薬局を名乗っている。
ウエルシアプラス
運営会社：イオンウエルシア九州
生鮮食品も取り扱うドラッグストア。2022年ウエルシアホールディングスとイオン九州の共同出資で設立。

### 専門店

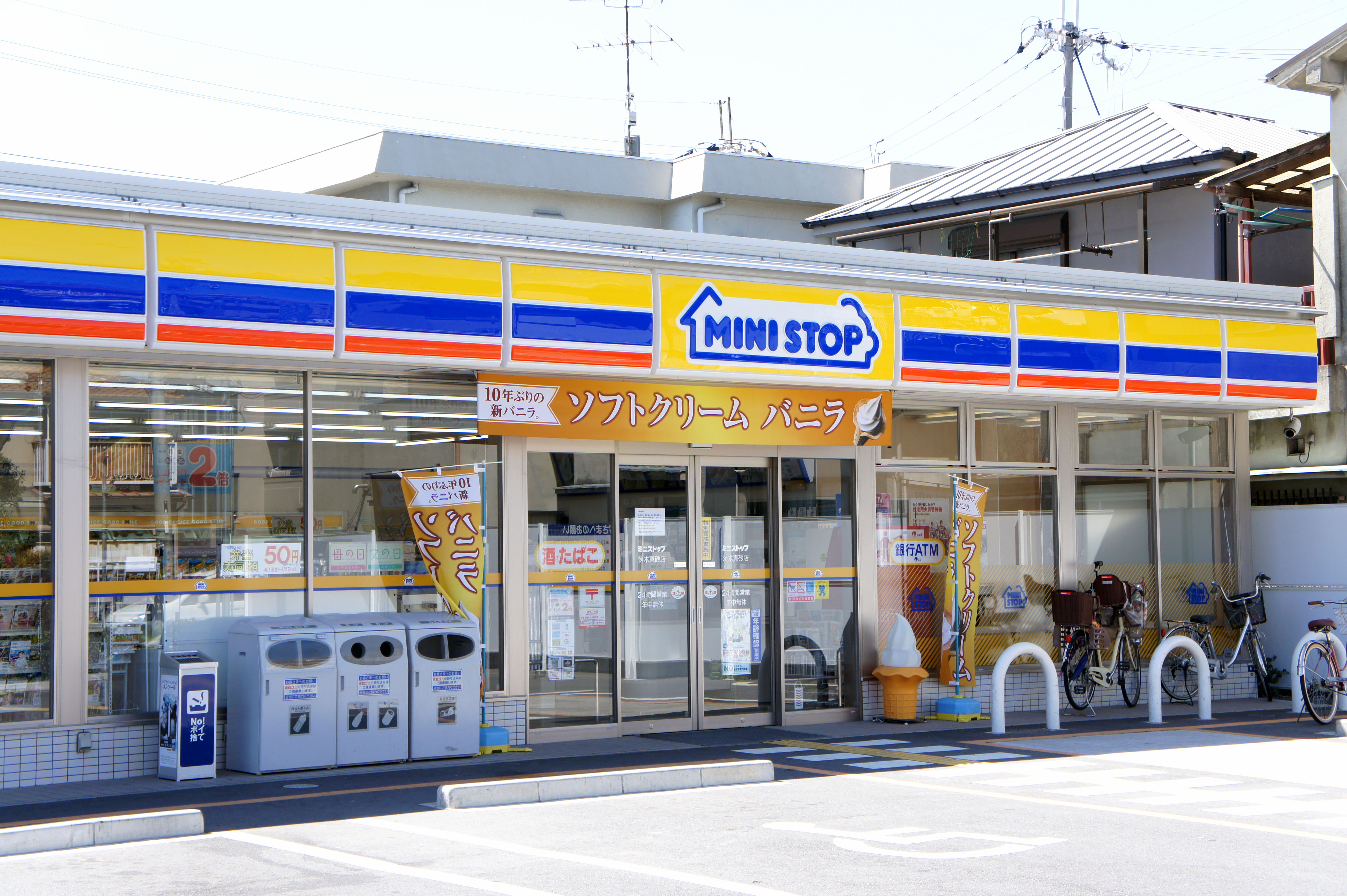
ミニストップ茨木真砂店（大阪府茨木市）

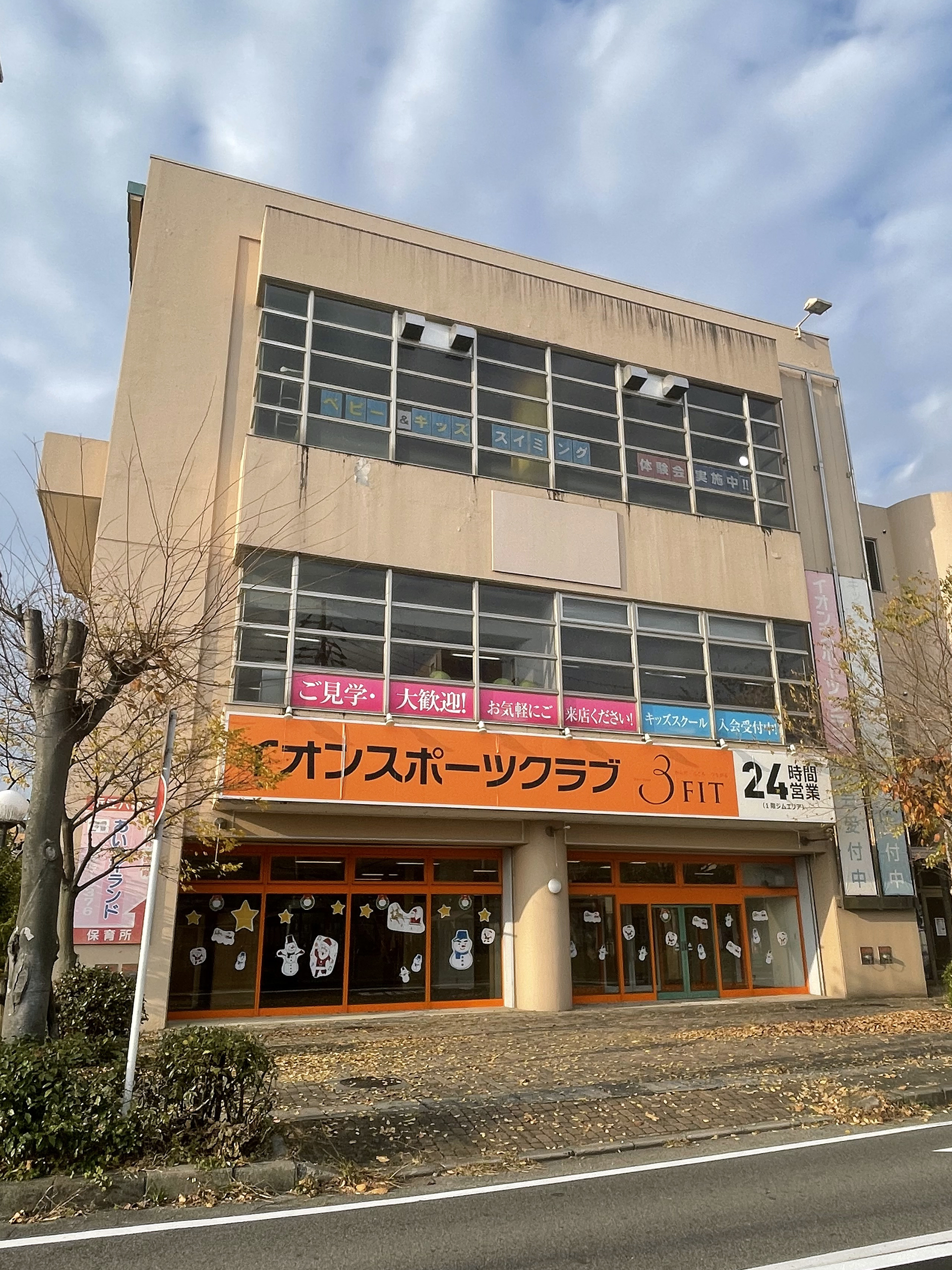
イオンスポーツクラブ近江八幡（滋賀県近江八幡市）

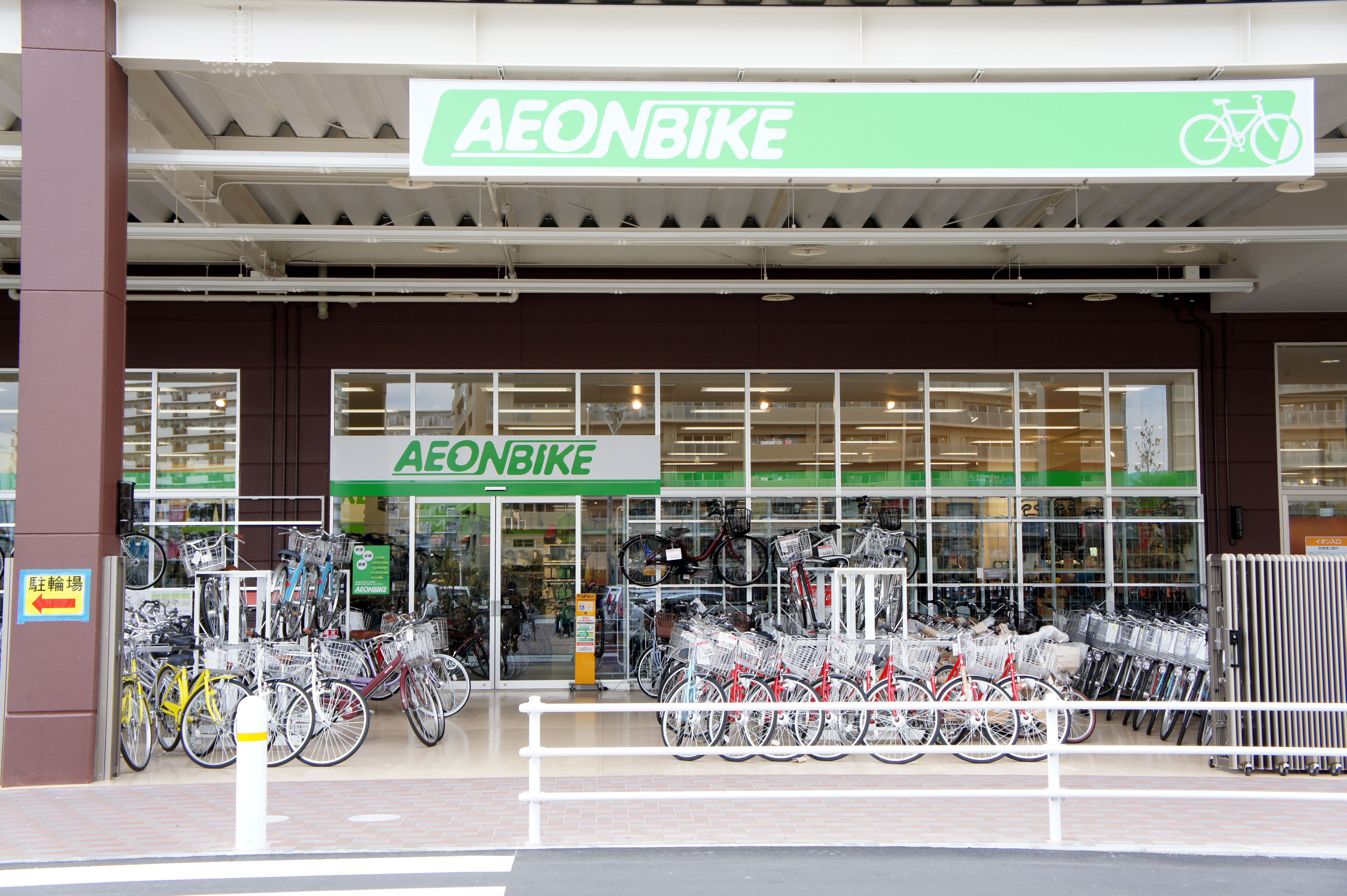
イオンバイク伊丹昆陽店（兵庫県伊丹市、イオンバイク運営）

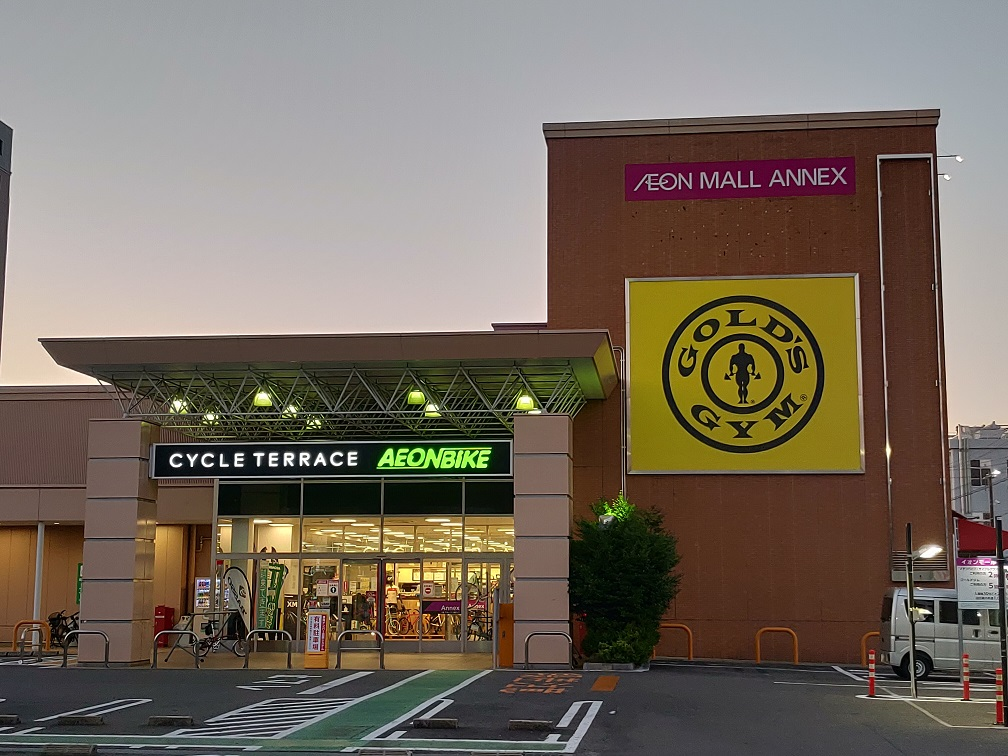
サイクルテラス熱田店（愛知県名古屋市熱田区）

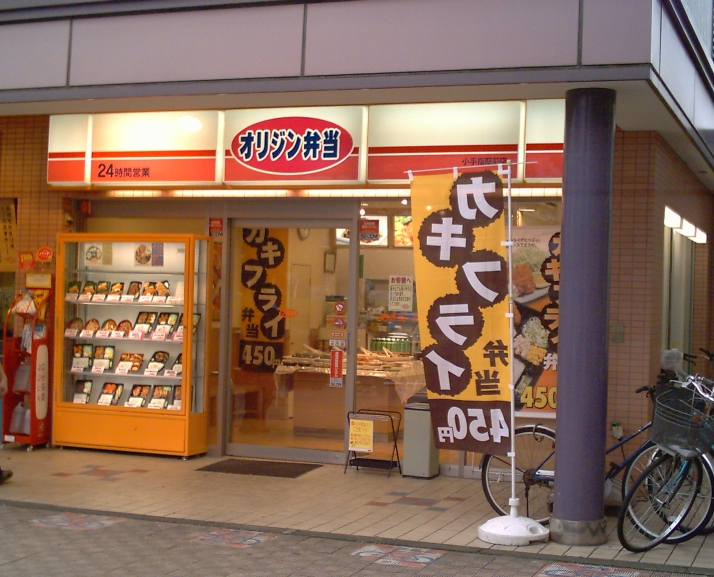
オリジン弁当所沢小手指駅前店（埼玉県所沢市）

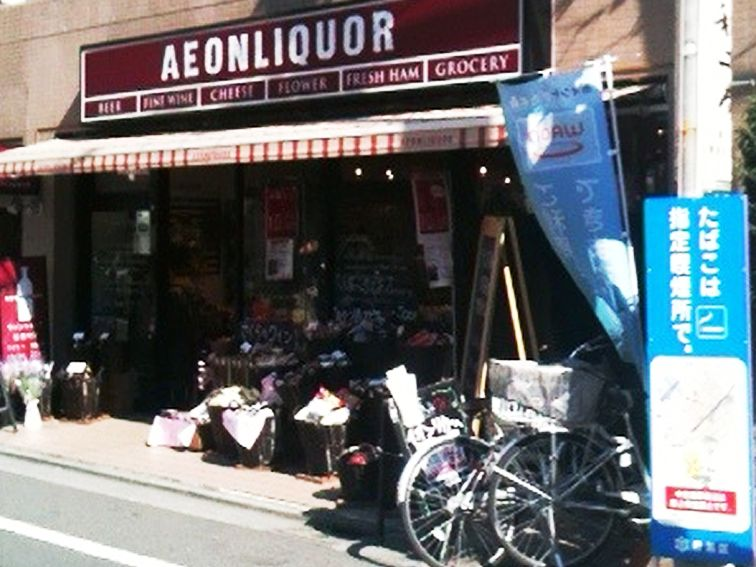
イオンリカー中目黒店（東京都目黒区・イオンリカー運営）

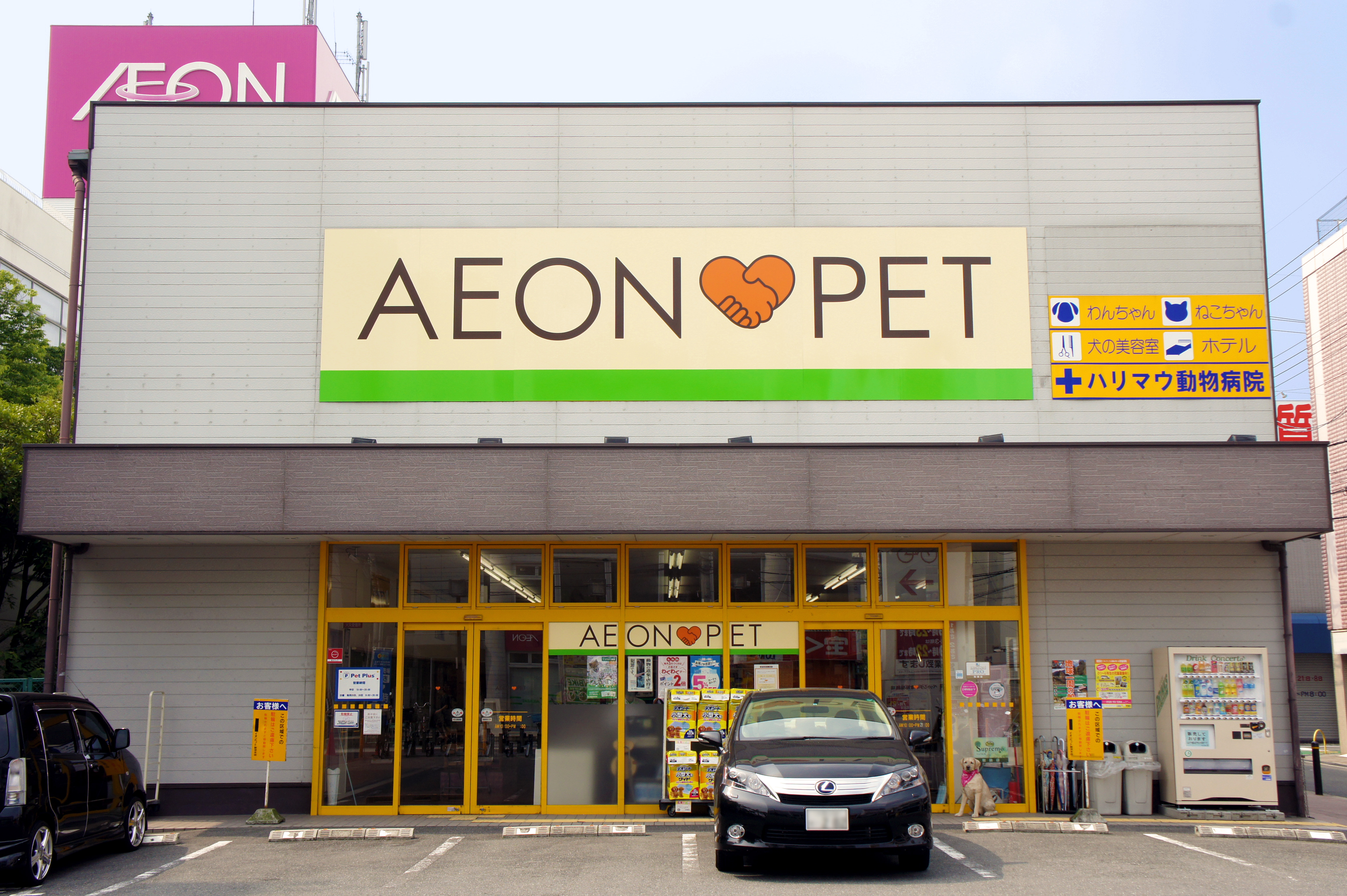
イオンペット新茨木店（大阪府茨木市）

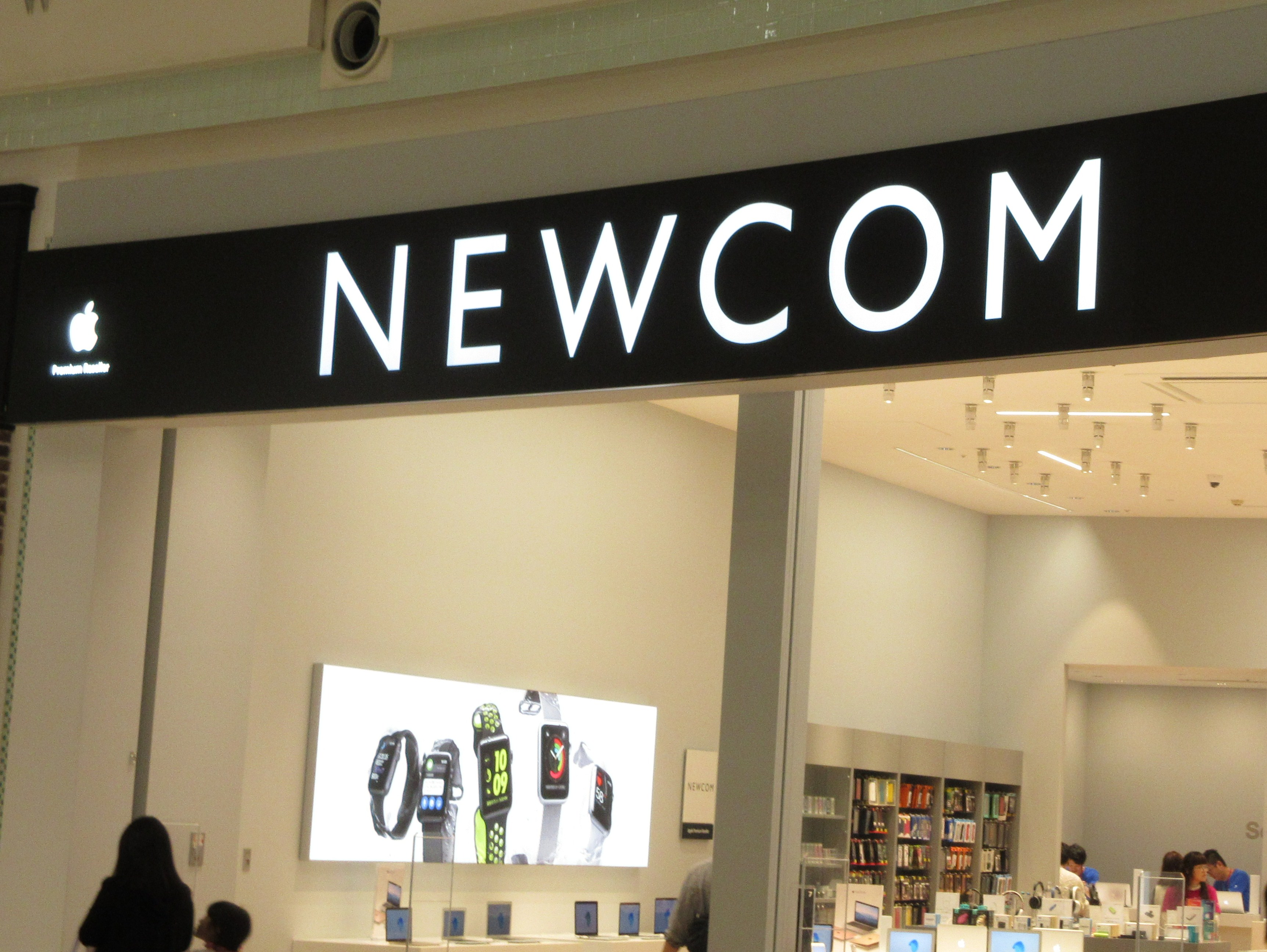
NEWCOM広島府中店（広島県安芸郡府中町）

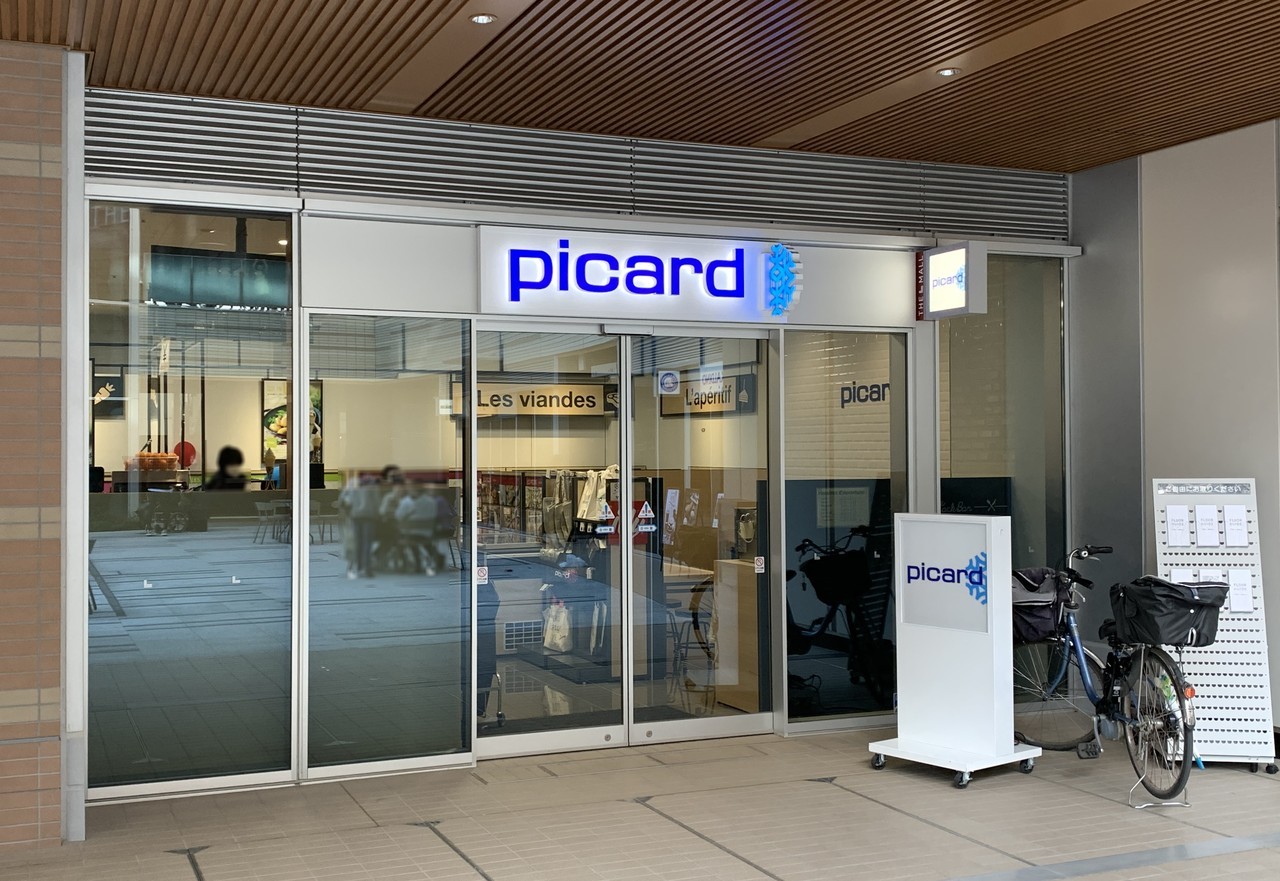
Picard武蔵小山店（東京都品川区）

ミニストップ
運営会社：ミニストップ
1980年から運営されている、イオン系のコンビニエンスストア。27都府県に約2000店舗を展開している。コンビニ業界4位。
イオンスポーツクラブ 3 FIT
運営会社：イオンリテール
スポーツクラブ。通常のスポーツクラブの他、女性専用フィットネススタジオ、ウエルネスラウンジ、キッズスクール、新体操スクールも展開している。ブランド名として「3 FIT」を使用している（以前は「THE SPACE」であった）。
イオンバイク・イオンサイクルショップ
運営会社：イオン北海道・イオンリテール・イオンバイク・イオン九州（イオンバイクのみ）・イオン琉球（イオンサイクルショップのみ）
自転車専門店。イオン琉球では「イオンサイクルショップ」で展開するが、イオン九州は2011年6月より「イオンバイク」の併用を開始し、事業展開開始時の屋号であった「イオンサイクルショップ」として開店した店舗も「イオンバイク」へ順次屋号変更し、統一した。2012年9月に関東地区の店舗をイオンバイク株式会社へ継承。2013年3月にはイオン北海道でも事業展開を開始した。
サイクルテラス
運営会社：イオンバイク
イオンバイクが展開する、スポーツ自転車とその関連商品に特化した店舗。通常の「イオンバイク」店舗に近接する形で営業している。2016年現在、千葉市と名古屋市の1店舗ずつのみ展開。
キッズリパブリック
運営会社：イオンリテール
子供関係（子供服・文具・玩具など）専門。元々は「キッズ共和国」の名称で展開されていたが、2014年11月にオープンした倉敷店から「キッズリパブリック」に刷新された。2016年9月にオープンした東戸塚店からはブランドロゴ・シンボルマークが2代目に移行されている。
イオンモールやイオンスタイル内に出店しており、東北・関東・北陸・中国・四国の一部に展開されているほか、「キッズリパブリック」の構成フロアの一つである玩具専門店「モントイズ」は単独での出店も行われている。
オリジン弁当
運営会社：オリジン東秀（2006年3月（イオングループ入り） - ）
持ち帰り弁当の店。関東・近畿の一部に展開。
2006年、オリジン東秀に対してドン・キホーテが仕掛けた敵対的TOBに対抗するホワイトナイトとして名乗り出たイオンが傘下に収めた。
イオンリカー
運営会社：イオンリテール・イオンリカー
リカー専門店。路面店を東京都・千葉県・神奈川県に展開。ネイバーフッドサービスを近隣飲食店と提供する。
R.O.U（アールオーユー）
運営会社：R.O.U
2010年に「あそびの雑貨店」をコンセプトに誕生した雑貨専門店。イオングループのショッピングセンター内を中心に出店しており、2015年3月現在、埼玉県・千葉県・茨城県・静岡県・大阪府・兵庫県・福岡県に13店舗を展開している。
2015年3月にイオンリテールから事業を分社化し、R.O.U株式会社が継承した。
イオンハウジング
運営会社：イオンモール
不動産仲介業。
イオンペット
運営会社：イオンペット
AHBインターナショナルとペットシティの合併により誕生した総合ペットショップのブランド、企業名。生体販売、物販、ホテル、トリミング、スクール、動物病院、葬儀を手がける。合併前のブランド名である、「ペットシティ」・「ペットスクエア」のブランドの店もあるが、順次イオンペットに移行していく予定。店舗形態は、単独店舗、SC内店舗、SC隣地店舗など様々。
Zoomore
運営会社：サンデー・ウエルシア薬局
ペットショップ。
マイスキュー
運営会社：イオンリテール
介護用品の専門店。
ルルティ
運営会社：イオンリテール
ドレスのレンタルショップ。
イオンモバイル
運営会社：イオンリテール
全国220店舗での格安SIM及び格安スマホの販売。
NEWCOM（ニューコム）
運営会社：イオンリテール
Apple製品・アクセサリーの専門店（Apple Premium Reseller）。
2015年4月、イオンレイクタウン内に1号店を開店した。
Picard（ピカール）
運営会社：イオンサヴール
フランス・パリ発祥の冷凍食品専門店。
2014年11月にイオン多摩平の森店（現・イオンスタイル多摩平の森）の冷凍食品売場内にピカールブランドコーナーを設けたのを皮切りに、2016年4月にピカールを経営するPicard SAS社と契約の上で、同年6月にイオン100%出資のイオンサヴールを設立。同年11月には東京都渋谷区に日本初の路面店となる青山骨董通り店を開店（なお、路面店の出店に伴い、イオンの一部店舗に展開しているピカールブランドコーナーは「Petit Picard（プティ ピカール）」の名称となる）。
2019年3月14日に横浜ベイクォーター店が開店したことにより神奈川県に進出し、2020年2月時点で東京都と神奈川県に路面店14店舗、「Petit Picard」2店舗を展開している。

### ファッション・服飾雑貨

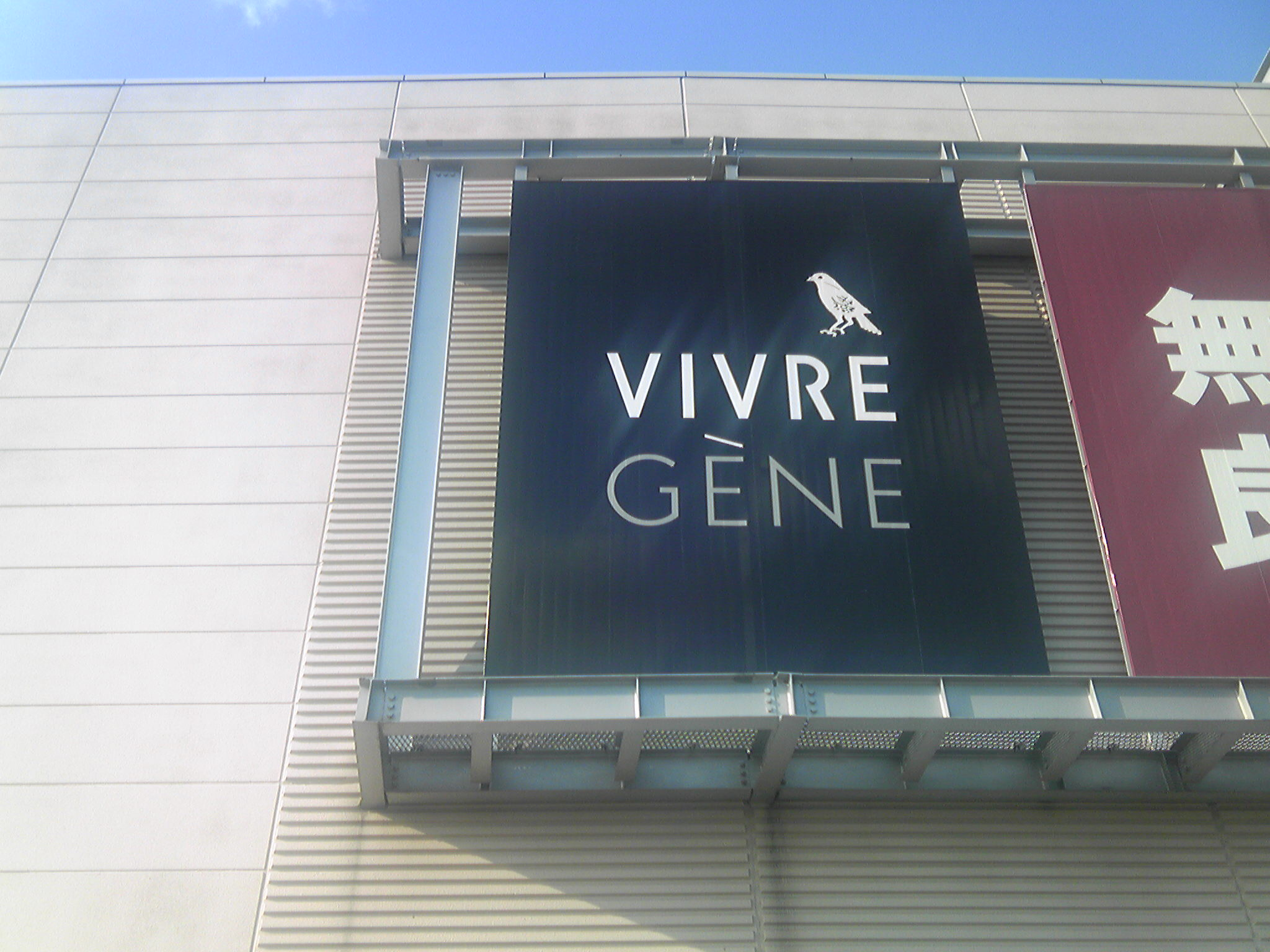
ビブレジーン福岡店（福岡県粕屋町）

ビブレジーン
運営会社：イオンリテール
ビブレの服飾雑貨に特化したセレクトショップ。
エスパリエ
運営会社：イオンリテール
レディス服飾セレクトショップ。ビブレのスピンオフ店舗。
MR.MOSTMAV（ミスターモストマブ）
運営会社：イオンリテール
メンズ服飾セレクトショップ。ビブレのスピンオフ店舗。
アスビー・グリーンボックス・アスビーファム
運営会社：ジーフット
靴店。
ブランシェス
運営会社：ブランシェス
子供服を取り扱う専門店
ザ・カジュアル
運営会社：フジ
フジが運営するカジュアルファッション専門店。単独店舗の他、旧パルティ・フジ店舗に入居していた店舗が存在する。
インナーカジュアルプラス
運営会社：イオン九州
衣料品店。佐賀県の１店舗のみ。
ikka
運営会社：コックス
カジュアル衣料、服飾雑貨の専門店。

### 飲食店

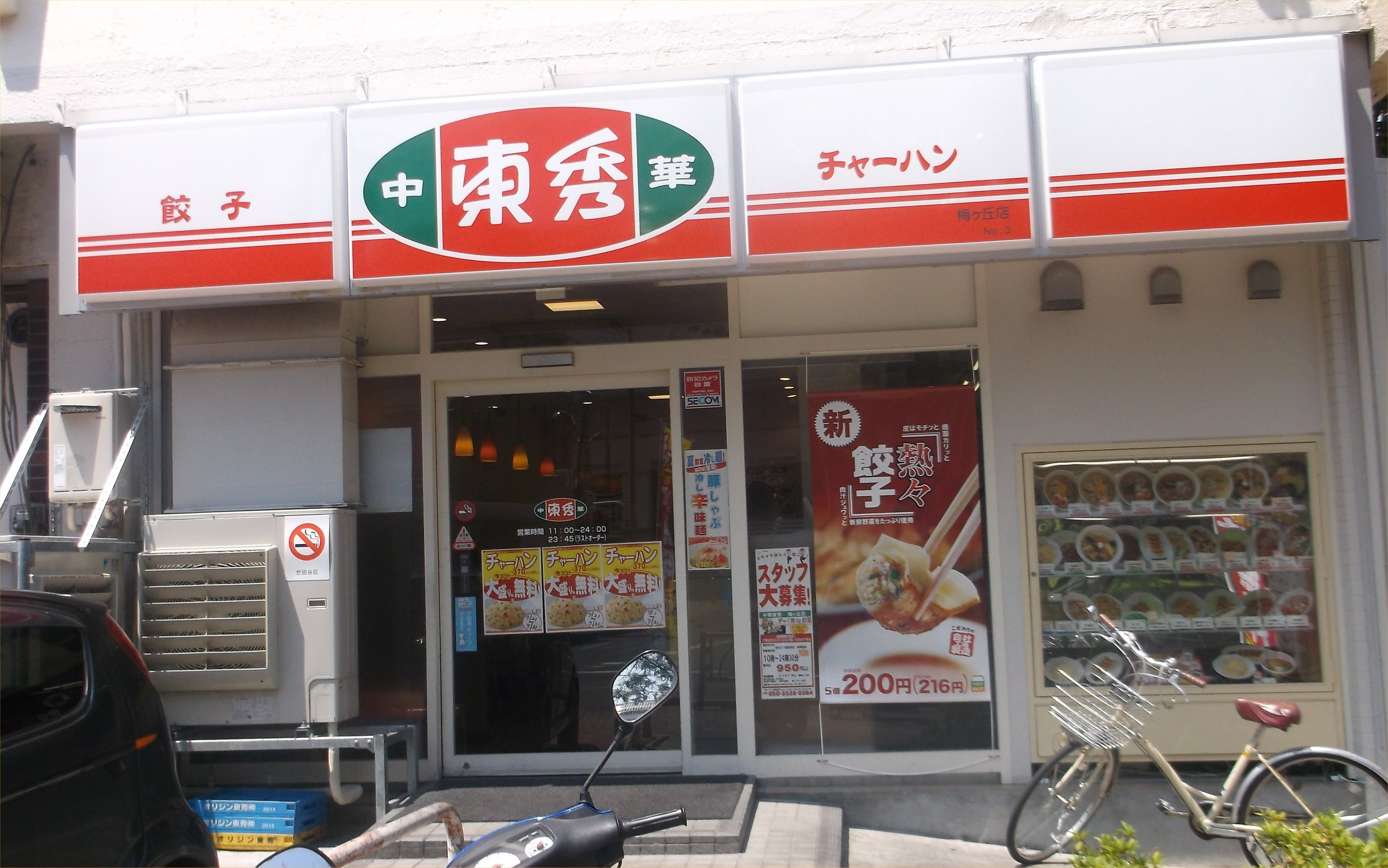
中華「東秀」梅ヶ丘店（東京都世田谷区）

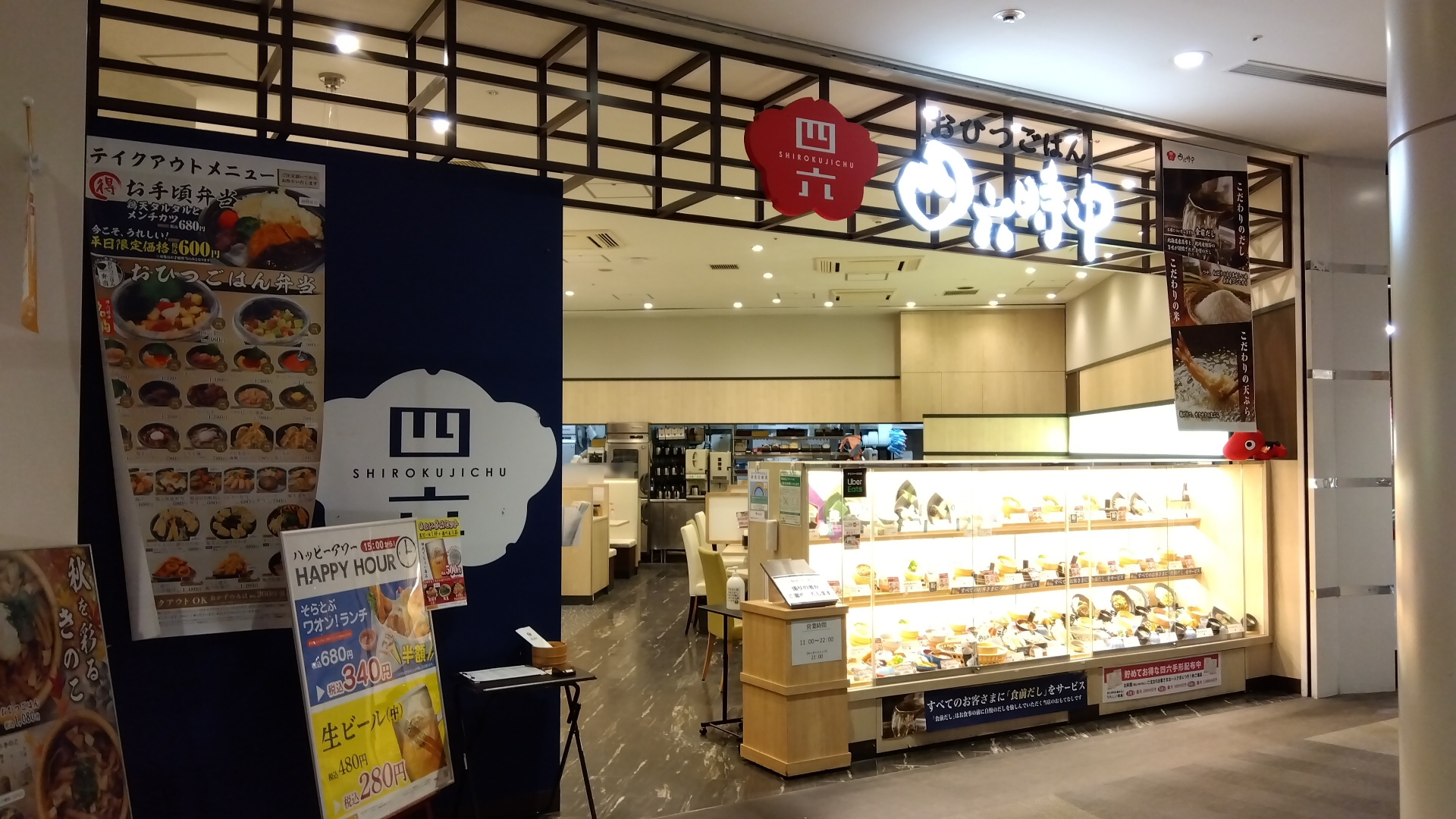
おひつごはん四六時中
運営会社：イオンイーハート
和食や天ぷらに特化したものや和洋中さまざま楽しめるファミリーレストラなど種類がある。
紫あん
運営会社：イオンイーハート
あんこを中心としたファーストフード店。
道頓堀ふわとろ
運営会社：イオンイーハート
たこ焼き店
魚魚炎（ととえん）
運営会社：イオンリテール
海鮮を中心に取り扱ったフードコート。一部のイオンの店内にある。
焼肉じゃんじゃか・焼肉EX!じゃんじゃか・焼肉食堂炎蔵
運営会社：フジファミリーフーズ
中四国に展開する焼肉チェーン。フジグランなどに入居するケースが多い。
和食 どんと・とんかつ専門店咲々亭・和食 かご花
運営会社：フジファミリーフーズ
和食を軸として各ブランドごとに様々なジャンルのメニューがある。
韓の厨房 ミョンドンヤ・石焼ビビンバ、韓国冷麺 ミョンドンヤ
運営会社：フジファミリーフーズ
韓国料理店。
麺、丼 つるつる・讃岐うどん めんた・麺屋 八兵衛
運営会社：フジファミリーフーズ
麺の専門店。各ブランドごとに様々なジャンルのメニューがある。
れんげ食堂toshu
運営会社：オリジン東秀（2006年3月（イオングループ入り） - ）
中華料理の定食屋。東京都・千葉県・神奈川県に数店舗展開。
ディッパーダン
運営会社：オレンジフードコート
クレープ専門店。ダイエーの子会社のオレンジフードコートが運営している。オレンジフードコートはかつて「ドムドムハンバーガー」も運営していたが、現在は売却されている。

## 消滅もしくはイオングループを離脱した店舗ブランド

### 総合スーパー（GMS）
ジャスコ（1970年 - 2011年2月）
運営会社：イオン北海道・イオンリテール・マックスバリュ長野・イオン九州・琉球ジャスコ
2011年2月まではイオングループを代表する総合スーパーであった。山梨県、福井県、徳島県を除く44都道府県に出店していたほか、中国・香港・シンガポール・タイとアジア諸国に出店していた。国内では2011年3月に一斉に「イオン」へブランド変更され、国内でのブランド変更後も継続していた中国やマレーシアの店舗でも2013年3月までに順次「イオン」へブランド変更され、国内外での使用を完全に終えた。
なお、「イオン」への商号変更後も社名に「ジャスコ」の名を冠していた琉球ジャスコは、2011年5月21日に琉球ジャスコからイオン琉球に社名を変更した。
みどり（1986年12月（業務提携） - 1991年12月）
運営会社：みどり
広島県・山口県に出店していた独立系総合スーパー。1986年に旧ジャスコグループ入り。1988年11月よりディスカウントスーパーザ・ビッグの業態を開発し、順次ブランドを転換。未転換店舗は全て閉店して消滅した。
サティ（2001年11月（イオングループ入り） - 2011年7月）（マイカルとしては他にもあり）
運営会社：マイカル・イオン九州
旧マイカル系の総合スーパー。「生活百貨店」と位置づけた小規模なショッピングセンター型店舗が多かったが、経営再建後はイオングループのショッピングセンターの核店舗に出店していたこともあり、「サティ」の雰囲気を残した総合スーパー型店舗も多くなっていた。2011年3月のマイカルのイオンリテールへの合併を機に、閉店予定だった広島サティ（広島市）を除く全店舗が「イオン」ブランドに変更された。2011年7月18日には広島サティも閉店したため「サティ」ブランドは消滅した。
ポスフール（2003年11月（イオングループ入り） - 2011年2月）
運営会社：イオン北海道
北海道で展開していた総合スーパー。もとはマイカル子会社のマイカル北海道が「サティ」として営業していたものの、マイカル北海道が2001年8月にマイカルグループから独立、2002年に社名と店名を「ポスフール」に変更していた。2003年11月にイオングループ入りしたのち、2011年3月に店舗名を「イオン」に変更した。

### ショッピングセンター
ダイヤモンドシティ（1970年6月 - 2007年9月）
運営会社：ダイヤモンドシティ
イオン（旧：ジャスコ株式会社）と三菱商事が共同出資したショッピングセンター。主に、スーパーマーケットと百貨店の核店舗を複数持つ店舗を運営してきた。2006年のTOBで、ダイヤモンドシティはイオンが100%出資する会社になり、翌年8月に同様にイオン系列のショッピングセンターを運営していたイオンモールに吸収され、翌月9月に商標変更され消滅した。さらに2011年10月には、イオンモールの全ての店舗名称を「イオンモール+地域名」に変更したため、旧ダイヤモンドシティ店舗の最後に付いていた愛称（プラウ、ミュー、アルルなど）も消滅した。
ロックタウン・ロックシティ（1995年3月 - 2011年8月）
運営会社：ロック開発
イオン（旧：ジャスコ株式会社）と大和ハウス工業との共同出資によるロック開発で事業を行っていたNSC。名称の「ロック」はダイワハウスのLOCシステムから来ている。オープンモール型のNSCを「ロックタウン」、エンクローズドモール型のNSCを「ロックシティ」と区別して展開してきた。2011年8月末にイオン株式会社の完全子会社となり、翌9月1日に商号をイオンタウン株式会社、ショッピングモール名を「イオンタウン」に改められた。
マイカルタウン（2001年11月（イオングループ入り） - 2011年2月）
運営会社：マイカル
旧マイカル系のショッピングセンター。ブランド統合により「イオン○○ショッピングセンター」になった。また、2015年以降にリニューアルオープンした旧マイカルタウンの店舗は、「イオンモール○○」へと変更している。
カルフール（2005年3月（イオングループ入り） - 2010年3月）
運営会社：イオンマルシェ
カルフールの日本事業を、2005年にイオンが引き継いだ。商品の品揃えは、イオンのプライベートブランドが入ってきてイオン風になった部分も有ったが、カルフールブランドの商品も扱っていたことで、カルフール風の部分もあった。店舗引き継ぎ時に5年間のカルフールブランドの使用許可を得ていた。商標の使用期限の切れた2010年3月にイオンブランドに変更。運営会社のイオンマルシェも、同年12月にイオンリテールに吸収された。
カテプリ（QUALITE PRIX）
運営会社：ダイエー（2000年3月 - 2015年8月）・イオン北海道（2015年9月 - 2016年4月）・イオンモール（2016年12月 - 2024年6月）
専門店集積型の店舗で、名称の由来はフランス語のqualite（品質）とprix（価値）の造語。元はダイエーグループの百貨店ブランドの「プランタン」であったが、仏プランタンと締結していた「プランタン」の名称使用の許諾契約が満了したことに伴って、2000年3月に北海道の新さっぽろと大阪府のなんばの2店舗が「カテプリ」に改称した。
同年12月末でカテプリなんばが閉店してからは、カテプリ新さっぽろのみの展開であったが、2015年9月にダイエーからイオン北海道へ運営移管してイオンカテプリ新さっぽろ店へ名称変更し、一旦「イオン」へブランド移行。2016年4月に一時閉店し、約8ヶ月間の改装を経て、同年12月に専門店集積型ショッピングセンター「カテプリ」として再開業すると同時にイオン北海道からの建物転借によりイオンモールの運営となった。
2024年7月にカテプリの管理・運営がイオンモールから土地・建物保有者である札幌副都心開発公社に移管した事に伴い、イオングループを離脱した。

### ホームセンター
ジョイ（2006年9月（イオングループ入り） - 2018年5月）
運営会社：サンデー
山形県・宮城県に展開していたホームセンター。元々は株式会社ジョイが運営していたが、2006年9月に株式会社サンデーと資本・業務提携が締結され、2007年5月に同社の子会社となった。2015年に株式会社サンデーへ吸収合併され同社の店舗ブランドとなった後、宮城県の店舗を「サンデー」へ屋号変更。山形県の店舗も2018年5月に閉店した1店舗を除く17店舗が「サンデー」へ屋号変更され、ブランド消滅となった。

### スーパーマーケット
ヤオハン（1997年12月（イオングループ入り） - 2011年2月）
運営会社：マックスバリュ東海
前身のヤオハン・ジャパンを引き継ぎ、静岡県・神奈川県で展開していた。改装等のタイミングで順次「マックスバリュ」に屋号変更してきたが、2011年2月19日の二宮店・エクスプレス長泉店の屋号変更をもって既存店舗全てを「マックスバリュ」などに屋号変更、消滅した。
マックスバリュEX（2008年8月 - 2011年7月）
運営会社：マックスバリュ東海
静岡県で展開する「マックスバリュ」の小型店舗。2008年8月にかつての子会社だったシーズンセレクトが運営していた小型の「マツビシマート」を転換。後に「ジョイフル東海」、「ヤオハン」、当社運営の「マックスバリュ」の小型店舗を転換した。取扱商品の絞込みや、カレンダーチラシの店頭配布による特売チラシの削減等、徹底したローコスト運営を行っている。2011年から「マックスバリュエクスプレス」への屋号変更や閉店が行われ、最後まで唯一残っていた浜松葵町店も「ザ・ビッグ」へ転換され、ブランドは消滅した。
バリューセンター（ - 2014年7月）
運営会社：マックスバリュ中部
ディスカウント型スーパーマーケット。ただし通常のスーパーマーケットと報道されている例もある。
元々はマックスバリュ中部の前身の1社であるアコレが展開していたSSM業態の名称だったが、2000年10月に「マックスバリュ」への変更により、一旦消滅していた。後にディスカウント型SMとして復活し、「マックスバリュ」・「ミセススマート」から転換した店舗や、旧ナフコはせ川が展開していた「マックスバリュ」から転換していた店舗が主であった。「ザ・ビッグ エクスプレス」への屋号変更や「マックスバリュ」への転換により店舗数が減少し、最後まで営業していた藤が丘店が2014年7月27日をもって閉店したため、ブランドが再び消滅した。
つるかめ・つるかめランド（2013年1月（イオングループ入り） - 2015年）
運営会社：マックスバリュ関東・マックスバリュ東海
関東地方で展開するスーパーマーケット。元々はシートゥーネットワークが運営していたが、2003年にイギリスのテスコが日本進出時に同社を買収して社名をテスコジャパンに変更。その後2011年にテスコが日本撤退を表明、2013年にイオンがテスコジャパンの株式を取得し持分法適用会社とした後社名をイオンエブリに変更。
2013年4月以降、店舗網の整理が行われ、閉店した一部の店舗はイオングループの他の企業へ譲渡され「マックスバリュエクスプレス」・「アコレ」・「まいばすけっと」などとして営業。同年7月には「TESCO」・「テスコエクスプレス」として営業していた6店舗を「TSURUKAME（ただし、ロゴデザインは「Tsuru Kame」表記）」に屋号変更したものの、2014年3月31日までにイオンエブリが運営していた全店舗の営業が終了。一部店舗は運営をマックスバリュ関東やマックスバリュ東海が継承した。運営会社変更後も屋号は維持されていたが、閉店や「マックスバリュエクスプレス」への屋号変更したことでブランドが消滅した。
「キッチンランド」は譲渡時の屋号のままでマックスバリュ関東が運営していたが、こちらも最後に残った新所沢パルコ店（埼玉県所沢市）が2024年2月29日に閉店した事により消滅した。
ウエルマート（ - 2016年5月）
運営会社：マックスバリュ西日本・マックスバリュ東北など
「マックスバリュ」の前に生まれた小型の食品スーパー。かつてはイオン（2005年1月20日に閉店したウエルマート柿崎店まで）、マックスバリュ中部（旧・三重ウエルマート→中部ウエルマート→フレックスアコレ）、マックスバリュ九州（旧・西九州ウエルマート）も運営していたが、後に「マックスバリュ」又は「マックスバリュエクスプレス」へ屋号変更あるいは閉店となった。
末期にはマックスバリュ西日本（旧・ウエルマート）とマックスバリュ東北（旧・東北ウエルマート）が展開していたものの、マックスバリュ西日本の店舗は2016年2月27日にウエルマート相生店（兵庫県）がマックスバリュエクスプレスに屋号変更したことで消滅、マックスバリュ東北の店舗も同年5月26日にウエルマート神岡店・協和店（ともに秋田県）が「マックスバリュ」に屋号変更したことで消滅した。
ジョイ（2004年7月（イオングループ入り） - 2018年10月）
運営会社：マックスバリュ北海道
旧（株）ジョイが運営し、北海道に展開していたスーパーマーケット。グループ入り後、2006年9月に菱栄商事から「りょーゆー」の一部店舗を譲受、「ジョイ」へ転換した。2008年2月にマックスバリュ北海道へ吸収合併され、同社の店舗ブランドとなる。統合時には「ニッショーマート」や「セリオ」も引き継がれていたが、「ニッショーマート」は改装に伴い「マックスバリュ」へ屋号変更、「セリオ」は閉店に伴い順次消滅。「ジョイ」も閉店や他の店舗ブランドへ屋号変更され、最後まで営業していたジョイ朝日町店が閉店したことによりブランド消滅となった。
清水フードチェーン（2015年10月（イオングループ入り） - 2019年1月）
運営会社：清水商事
清水フードセンターの小型店で、全店フランチャイズ店舗だった。
2019年1月末に全店舗の契約を終了させ、撤退。
プライスマート（2004年7月（イオングループ入り） - 2020年1月）
運営会社：マックスバリュ北海道
旧ジョイが運営していた北海道で展開するスーパーマーケット。旧ジョイの運営店舗のうちディスカウント型の店舗と位置付けられていたものの、イオングループの案内としては通常のスーパーマーケットとされていた。
イオングループ加入当時2店舗を運営していたが、平岸店は2010年にザ・ビッグエクスプレス平岸店に改装、苗穂店は2020年に閉店したため消滅した。
キミサワ / ザ・コンボ / キミサワグラッテ（2008年（イオングループ入り） - 2021年2月）
運営会社：マックスバリュ東海
静岡県・神奈川県で展開していたスーパーマーケット。元々はCFSコーポレーション（企業としては現ウエルシア薬局）が食品スーパー「キミサワ」ならびに食品スーパーとドラッグストアとのコンビネーション業態「ザ・コンボ」を展開していたが、2010年8月にイオン株式会社が新たに設立したイオンキミサワ株式会社へ分社化。分社化後は新ブランドとなる「キミサワグラッテ」を立ち上げ、静岡県内に展開していた。2013年3月の合併に伴ってマックスバリュ東海の店舗ブランドとなった。
その後、閉店や「マックスバリュ」「マックスバリュエクスプレス」「ザ・ビッグ」への転換により店舗数が減少、2021年2月28日にキミサワ加茂川店が閉店したことによりブランドが消滅した。
ミセススマート（2001年2月 - 2021年8月）
運営会社：マックスバリュ東海
三重県で展開されていた小型のスーパーマーケット。3社（フレックス・アコレ・中部ウエルマート）がマックスバリュ中部へ統合する際に売場面積等で「マックスバリュ」の条件に満たなかった店舗を転換。レジ袋や買い物カゴは「マックスバリュ」と共通である。2019年9月の合併に伴ってマックスバリュ東海の店舗ブランドとなった。
2021年8月31日に粥見店（三重県松阪市）が閉店したことで店舗ブランドが消滅した。
いちまる（2013年10月（イオングループ入り） - 2021年8月）
運営会社：イオン北海道
（株）いちまるが運営していた北海道帯広市を中心に展開するスーパーマーケット。「キャロットいちまる」などのように、「○○店」を使用しない店舗が多い。2013年10月に（株）いちまるがマックスバリュ北海道と資本・業務提携を締結したことによりイオングループの一員となり、2014年1月に「トップバリュ」の取り扱いを開始、同年3月に「WAON」が導入され、マックスバリュ北海道との合同セールも行われるようになった。2015年10月に（株）いちまるのスーパーマーケット事業をマックスバリュ北海道が継承し、同社の店舗ブランドとなった（併せて株式の売却も実施されたため（株）いちまるはマックスバリュ北海道の持分法適用関連会社ではなくなった）。
2016年3月以降、一部の店舗が改装のタイミングで「マックスバリュ」へ屋号変更されている。また、「札幌フードセンター」同様、2020年3月の合併に伴い、イオン北海道の店舗ブランドとなった。
2021年8月31日に清水店（北海道上川郡清水町）が閉店したことで店舗ブランドが消滅した。

### ディスカウントストア
ビッグ・バーン（1981年12月 - 1998年8月）
運営会社：ビッグ・バーン信州、ビッグ・バーン、ジャスコ
ジャスコが有望分野として展開を始めたディスカウントストア業態。長野県の「サンアイ」（後のビッグ・バーン信州）と業務提携したことにより展開が始まった。最盛期の店舗数はビッグ・バーン信州18店舗、ビッグ・バーン6店舗、ジャスコDS事業部7店舗。ビッグ・バーン信州とジャスコDS事業部の店舗は主に業態変更による店舗だった。1998年8月17日に閉店した高島店（岡山市）を最後に消滅した。
メガマート（1990年代初頭 - 2014年1月）
運営会社：イオンビッグ、ケーヨージャスコ
低コストでの運営を目指して展開を始めたディスカウントストア業態。食料品を扱わないのが基本だが、店舗によっては加工食品や日配品も取り扱っていた。設立当初は当時のジャスコが運営する店舗に加え、石黒ホーマ（後のホーマック→DCMホーマック、企業としては現・DCM（株））やケーヨー（企業としては現・DCM（株））との資本・業務提携により設立された合弁会社（イシグロジャスコ・ケーヨージャスコ）が運営する店舗もあった為、一時は北海道・九州・沖縄地方を除く全国で展開されていた。その後、合弁会社で運営されていた店舗は資本提携の解消により「ホーマック」や「デイツー」に屋号変更されてからはイオン株式会社の単体事業となり、持株会社化や吸収分割による事業譲渡により、イオンリテール→イオンビッグと運営会社を変更しながら継続して運営していた。2000年代から新規出店が行われなくなり、さらに、元々はマックスバリュ西日本が展開していた「ザ・ビッグ」がイオングループにおけるDS業態の新たな主流となり、「メガマート」を「ザ・ビッグ」に改装する店舗も現れたことで店舗数は減少傾向となっていた。2014年1月30日に閉店した芸濃店（三重県）を最後に消滅した。
スーパーワイドマート/ワイドマート ドラッグ&フード（2010年6月 - 2022年1月）
運営会社：イオン九州
「ワイドマート」自体は「ホームワイド」同様に大分県が発祥で、閉店に伴って一度ブランドが消滅されたが、「ホームワイド」派生の新業態として「スーパーワイドマート」を立ち上げたことにより事実上屋号が復活し、2011年7月には既存の「ホームワイド」からの転換により小型業態となる「ワイドマート ドラッグ&フード」も展開するようになり、最盛期には「スーパーワイドマート」が大分県と長崎県に2店舗、「ワイドマート ドラッグ&フード」が大分県・福岡県・熊本県に12店舗展開されていたが、「スーパーワイドマート」はホームセンター業態へ移行のうえ、「ホームワイド」へ順次屋号変更したことで2021年8月をもって運用を終了。「ワイドマート ドラッグ&フード」も2018年以降順次閉店し、最後まで営業していた麻生田店の閉店をもって運用を終了し、マックスバリュ九州との合併により運営を引き継いだ「ザ・ビッグ」へ一本化された。

### 百貨店

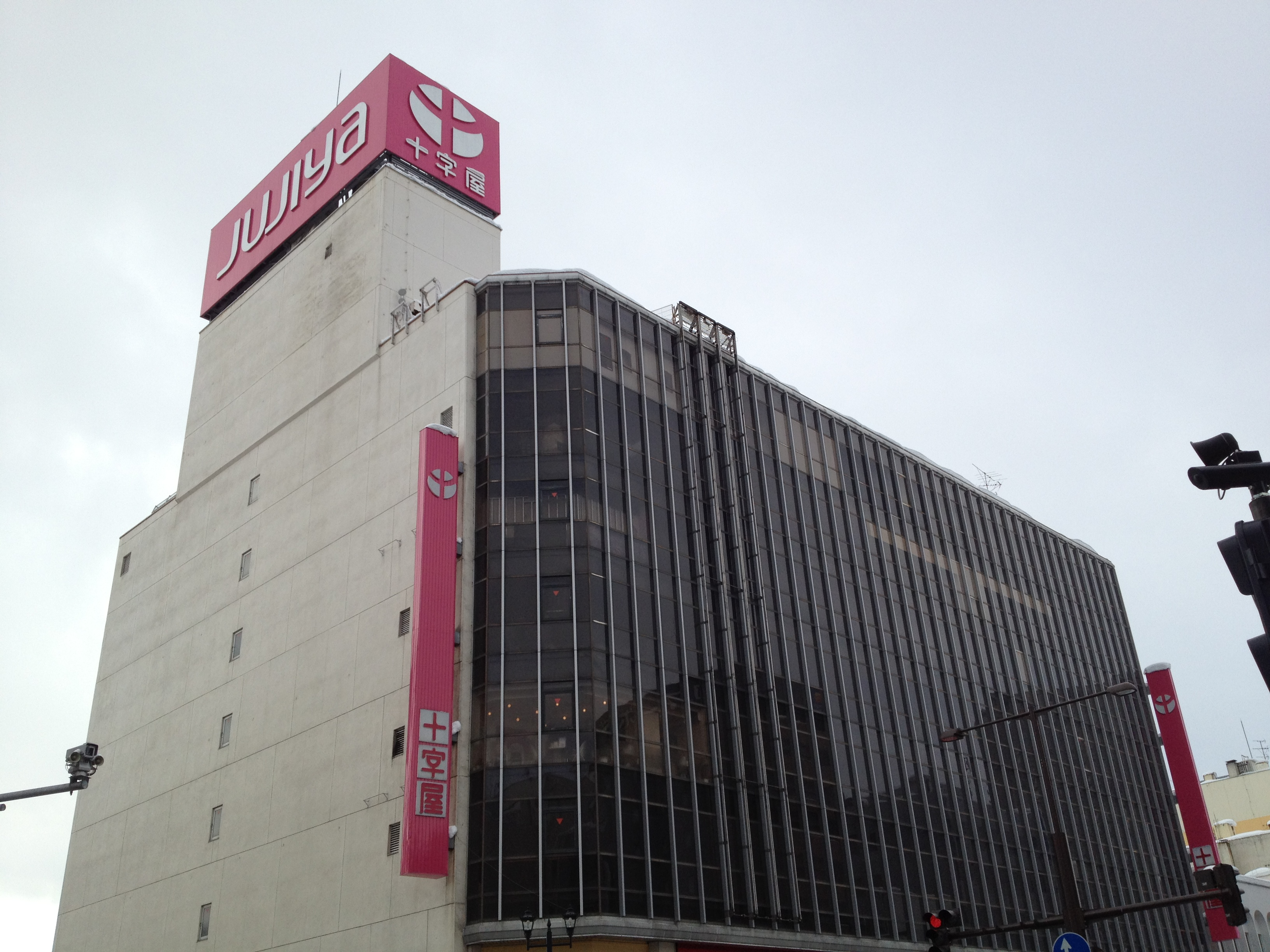
十字屋 山形店（山形県山形市）

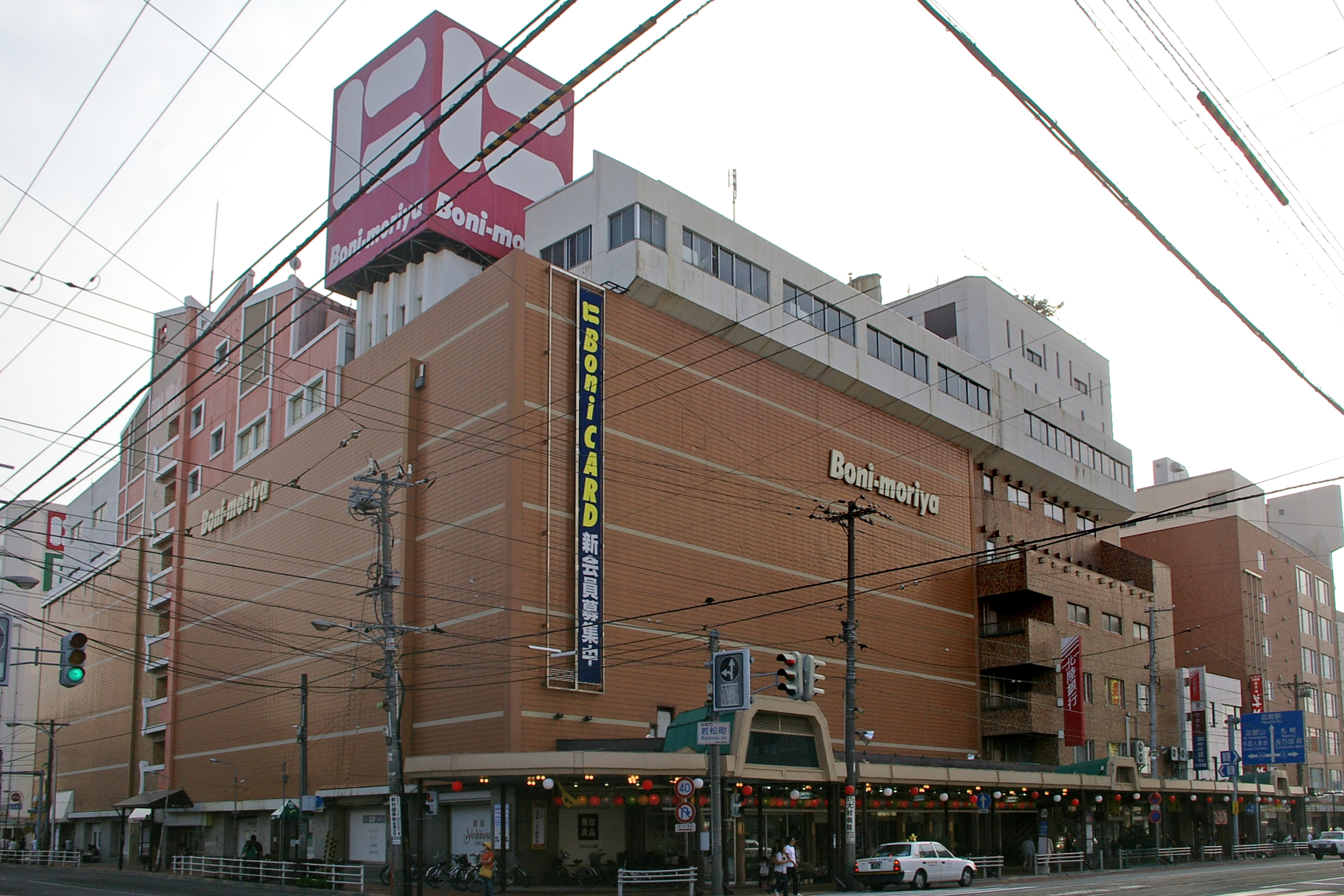
中合 棒二森屋店（北海道函館市）

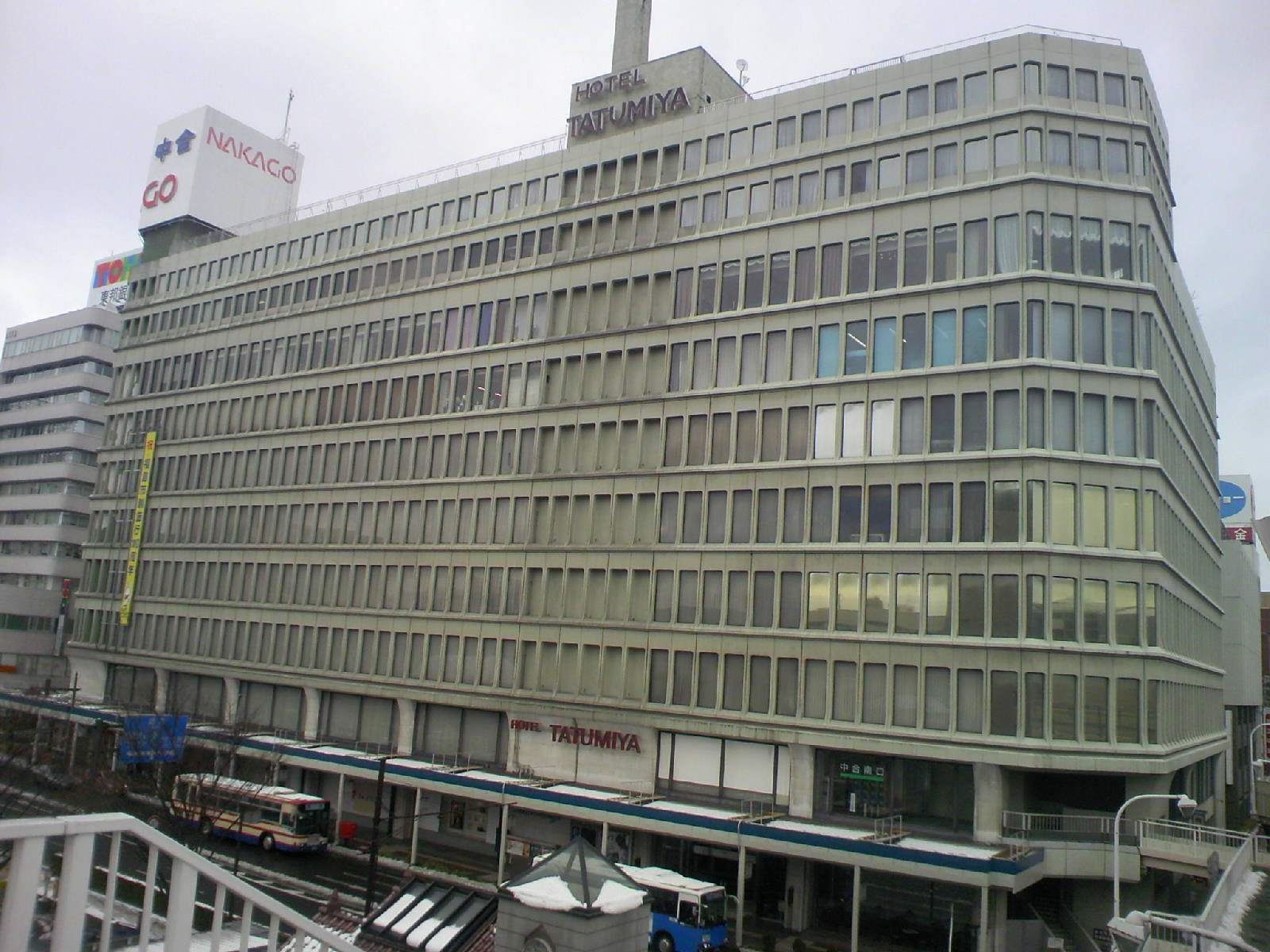
中合福島店（福島県福島市）

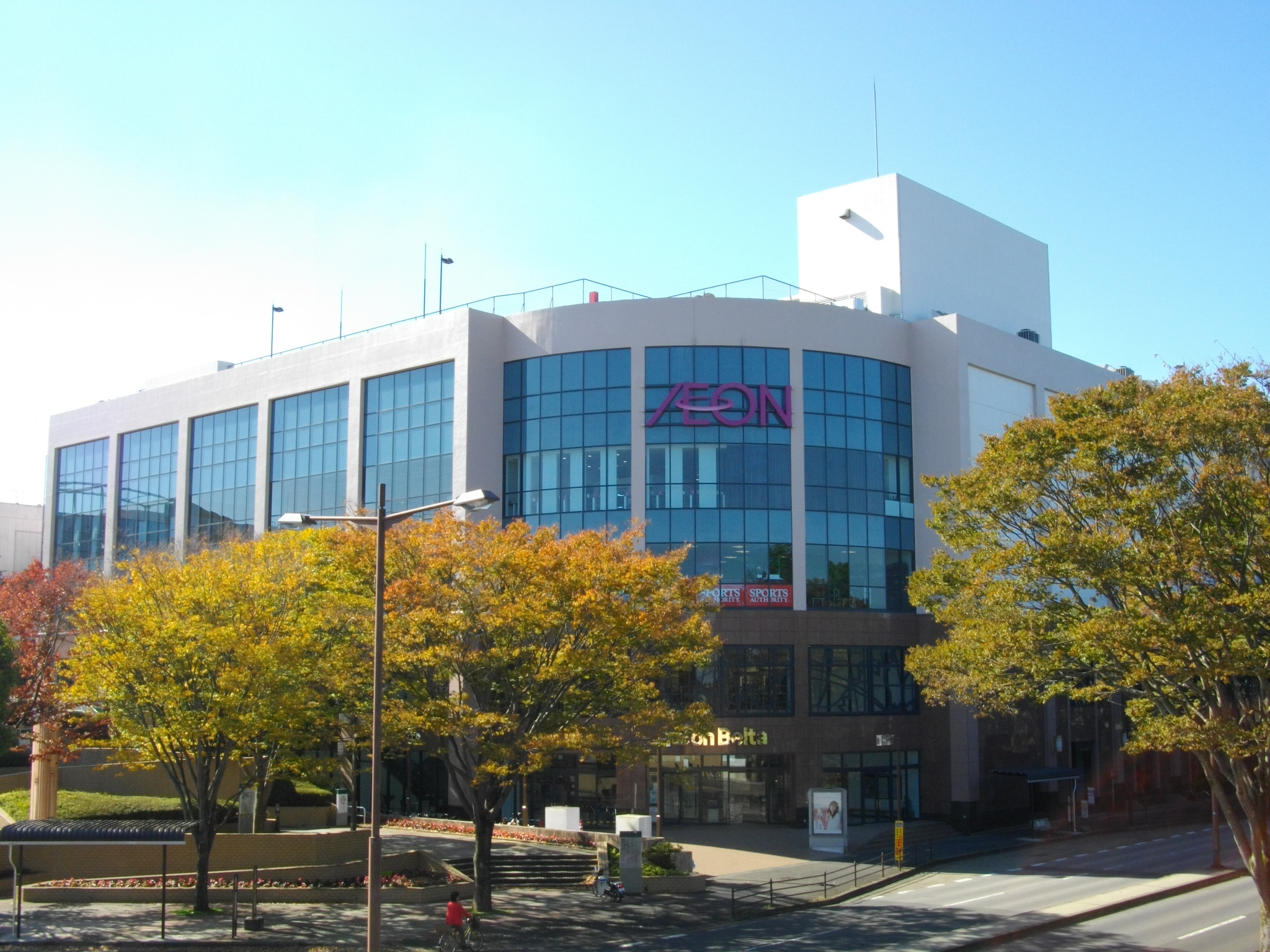
ボンベルタ成田（千葉県成田市）

十字屋
運営会社：株式会社十字屋（1935年 - 2004年）・株式会社中合（2004年 - 2018年）
最盛期には全国8都市に展開されていたが、2018年1月31日の十字屋山形店の閉店を最後にブランド消滅。
棒二森屋（Boni-moriya）
運営会社：棒二森屋（1936年 - 1994年）・ADS（1994年 - 2005年）・中合（2005年 - 2019年）
北海道函館市にあった百貨店。1981年にダイエーグループの一員となり、後にADS、中合へと運営企業が変遷。2015年にはダイエーのイオン完全子会社化に伴い、イオングループのブランドとなった。2019年1月31日に閉店。「棒二森屋」のブランドを掲げた店舗は他にも函館空港内の売店があったが、こちらも2020年6月末で閉店。
中合（NAKAGO）
運営会社：中合
日本百貨店協会加盟
福島県に本社を置き、東北を中心に展開していた百貨店。東北エリアおよび北海道・函館の百貨店を吸収合併し、一時は店舗数も増えていた。ダイエーがイオングループ入りしたことに従い、グループ入り。
増加していた店舗も前述2店などの閉店やグループ外への事業譲渡（清水屋、三春屋）で最後は中合福島店のみが残ったが、福島駅前の再開発に伴い、2020年8月末で福島店が閉店したため消滅。
ボンベルタ百貨店（Bon Belta）
運営会社：ボンベルタ
日本百貨店協会非加盟
1970年代から1980年代にかけて、地方の経営難になった百貨店に資本参加するなどして、イオングループも百貨店事業に進出した。以前は埼玉県・茨城県・宮崎県に店舗があったが、最終的には千葉県成田市の1店舗のみになった。
その成田の店舗についても、2024年2月に閉店（同年7月19日に「そよら成田ニュータウン」としてリニューアル）され、その翌月に運営会社のボンベルタもイオンリテールと合併した。これにより、「ボンベルタ」のブランド、およびイオングループにおける百貨店事業は消滅することになった。

### シネマコンプレックス
ワーナー・マイカル・シネマズ（2001年11月（イオングループ入り） - 2013年6月）
運営会社：ワーナー・マイカル
シネマコンプレックス
米タイム・ワーナーグループとイオンリテール（旧・マイカル）出資のシネマコンプレックスチェーン。2013年7月に運営会社がイオンシネマズを吸収して現法人となった際にブランドをイオンシネマに統合したことにより消滅した。また、これにより25年にわたり使われたマイカルの名も幕を閉じることとなった。

### 専門店
オフィスマックス（1997年4月8日 - 時期不明）
運営会社：オフィスマックス・ジャパン（OfficeMaxとの合弁会社）
オフィス用品店
オフィスマックスと提携して1997年から展開したオフィス用品店。1号店は1997年11月29日にパワーシティ四日市のビッグ・バーン跡にオープンし、その後6店舗に拡大している。
J-ZONE（1997年 - 時期不明（2004年?））
運営会社：ジェーゾーン（T-ZONEとの共同事業）
パソコンショップ
T-ZONEと提携して1997年から展開したパソコンショップチェーン。
カラダラボ（2006年 - 2011年8月）
運営会社：イオンリテール
ドラッグストア。
イオンリテールが運営していたドラッグストア。2011年8月20日に同じく、イオングループの「ハックドラッグ」（CFSコーポレーション）に経営譲渡された
FT（エフティ、2013年11月 - 2020年8月）
運営会社：イオンリテール
ファッション、雑貨、カフェ、サロンなどを融合した大型専門店。
2013年11月にイオンタウン吉川美南内に1号店を開店。2015年9月にイオンスタイル湘南茅ヶ崎（現在はそよら湘南茅ヶ崎の核店舗）内に2号店がオープンしたが、2020年8月をもって2店舗共に閉店し、ブランド消滅となった。
スクラム
運営会社：アビリティーズジャスコ
CDやDVD、書籍などを販売するイオンの障害者雇用特例子会社。
IFQ（アイエフキュー）
運営会社：イオンリテール
衣料品店。

## 2000年頃までに統合した企業
イオングループは、複数の中小小売り店が統合していくことで、現在の企業規模になっている。一部の会社は、社名の一部を継続しつつ、消滅したブランドも多く、ジャスコなどにブランド変更した。イオングループの始まりは岡田屋・フタギ・シロの3社合同から始まっている。合併の手法として、ジャスコと合併後に旧事業会社の受け皿会社を設立し営業譲渡することが多かった。以下の資料は『ジャスコ三十年史』856ページから861ページに基づいている。
| 旧社名                       | ブランド                   | 営業区域      | 旧社設立年月 | 合併年月                | 合併会社           | 事業受け皿会社   | 備考 |
| ---------------------------- | -------------------------- | ------------- | ------------ | ----------------------- | ------------------ | ---------------- | --- |
| 岡田屋                       | オカダヤ                   | 三重県 愛知県 | 1926年9月    | -                       | -                  | -                | ジャスコ設立時の主要企業。 現在のイオン。                                                                             |
| オカダヤチェーン             | OKストア                   | 三重県        | 1959年1月    | 1970年3月               | 岡田屋             | -                | ジャスコ設立時の主要企業。 岡田屋のチェーンストア部門。 ジャスコ社名変更直前に合併。                                  |
| フタギ                       | フタキストア               | 兵庫県        | 1949年7月    | 1970年3月               | 岡田屋             | -                | ジャスコ設立時の主要企業。 ジャスコ社名変更直前に合併。                                                               |
| カワムラ                     | カワムラ                   | 三重県        | 1954年7月    | 1970年3月               | 岡田屋             | -                | ジャスコ発足以前に岡田屋が買収していた。 ジャスコ社名変更直前に合併。                                                 |
| シロ                         | シロ                       | 大阪府        | 1955年8月    | 1972年8月               | ジャスコ           | -                | ジャスコ設立時の主要企業。 1970年4月「京阪ジャスコ」に社名変更。 その後1972年8月合併。                                |
| やまてや やまてや産業        | やまてや                   | 広島県        | 1960年9月    | 1972年8月               | ジャスコ           | 山陽ジャスコ     | 「山陽ジャスコ」設立は1972年5月。 1993年11月に「ジャスコ」に経営譲渡。                                                |
| かくだい食品 かくだい商事    | かくだい食品               | 山形県        | 1957年7月    | 1973年2月               | ジャスコ           | カクダイジャスコ | 「カクダイジャスコ」設立は1972年12月。 現在のイオン東北。                                                             |
| マルイチ 新庄マルイチ        | マルイチ                   | 山形県        | 1952年3月    | 1973年2月               | ジャスコ           | 西奥羽ジャスコ   | 「西奥羽ジャスコ」設立は1972年12月。 現在のイオン東北。                                                               |
| 福岡大丸                     | 福岡大丸                   | 福岡県        | 1954年3月    | 1973年2月               | ジャスコ           | 福岡ジャスコ     | 「福岡ジャスコ」設立は1972年6月。 現在のイオン九州。                                                                  |
| 三和商事                     | ジュニアデパートなんでもや | 大分県        | 1961年3月    | 1973年2月               | ジャスコ           | 大分ジャスコ     | 「大分ジャスコ」設立は1972年5月。 1994年に九州ジャスコ（現在のイオン九州）へ統合、 大分店は大分フォーラスへ業態転換。 |
| マルサ                       | マルサ                     | 静岡県        | 1949年7月    | 1975年2月               | ジャスコ           | -                | ジャスコ発足以前に岡田屋が買収していた。                                                                              |
| 扇屋                         | 扇屋百貨店                 | 千葉県        | 1933年3月    | 1976年8月               | ジャスコ           | 扇屋ジャスコ     | 「扇屋ジャスコ」設立は1976年3月。 1999年8月に「ジャスコ」と合併。                                                     |
| いづも屋百貨店               | いづも屋百貨店             | 新潟県        | 1920年       | 1976年8月 （資本参加）  | ジャスコ           | イヅモヤジャスコ | 1988年にジャスコに経営譲渡。                                                                                          |
| 橘百貨店                     | 橘百貨店                   | 宮崎県        | 1950年       | 1976年11月 （営業譲渡） | 橘ジャスコ         | 橘ジャスコ       | 後の「ボンベルタ橘」。 2007年にイオングループから独立。                                                               |
| 伊勢甚本社 日立伊勢甚 味の街 | 伊勢甚百貨店               | 茨城県        | 1949年5月    | 1977年8月               | ジャスコ           | 伊勢甚           | 「伊勢甚」設立は1977年4月。 1988年2月に「ボンベルタ伊勢甚」に社名変更。                                               |
| ジンマート                   | ジンマート                 | 茨城県        | 1963年8月    | 1977年8月               | ジャスコ           | 伊勢甚チェーン   | 「伊勢甚チェーン」設立は1977年4月。 1987年8月に「伊勢甚ジャスコ」に社名変更。 1994年8月にジャスコに事業譲渡後清算。   |
| いとはん                     | いとはん                   | 石川県        | 1953年1月    | 1977年8月               | ジャスコ           | いとはんジャスコ | 「いとはんジャスコ」設立は1977年2月。 1978年5月に「北陸ジャスコ」に社名変更。 2000年2月にジャスコと合併。             |
| カネマン大黒園商店           | カネマン大黒園商店         | 長野県        | 1950年4月    | 1978年3月               | カネマンジャスコ   | -                | 「カネマンジャスコ」設立は1978年10月。 その後「信州ジャスコ」と1987年8月に合併。                                      |
| ますや                       | ?                          | ?             | 1958年1月    | 1979年2月 （提携）      | -                  | -                | 1994年3月に「西九州ウェルマート」に社名変更。 現在のイオン九州。                                                      |
| 昭和堂                       | 昭和堂                     | 長野県        | 1950年11月   | 1979年4月               | 昭和堂ジャスコ     | -                | 「昭和堂ジャスコ」設立は1981年5月。 その後「信州ジャスコ」と1989年2月に合併。                                         |
| サンアイ                     | サンアイ                   | 長野県        | 1974年2月    | 1981年12月 （提携）     | -                  | -                | 後の「ビッグ・バーン」。                                                                                              |
| みどり                       | みどり                     | 広島県        | 1964年9月    | 1986年12月 （業務提携） | -                  | -                | 1999年2月に「山陽マックスバリュー」と合併。 現在のマックスバリュ西日本。 ザ・ビッグの発祥企業。                       |
| ほていや                     | ほていや                   | 長野県        | 1950年2月    | 1988年8月               | 信州ジャスコ       | -                | 「信州ジャスコ」は1999年8月に「ジャスコ」と合併。                                                                     |
| マルダイ                     | マルダイ                   | 山形県        | 1967年11月   | 1993年2月               | 山形ウェルマート   | -                | 「山形ウェルマート」は現在のイオン東北。                                                                              |
| つるまい                     | つるまい                   | 秋田県        | 1963年10月   | 1995年2月               | 北日本ウェルマート | -                | 「北日本ウェルマート」は現在のイオン東北。                                                                            |
| 由利商事                     | ?                          | ?             | 1972年8月    | 1996年2月               | 北日本ウェルマート | -                | 「北日本ウェルマート」は現在のイオン東北。                                                                            |
| 東北商事                     | ?                          | ?             | 1976年5月    | 1996年2月               | 北日本ウェルマート | -                | 「北日本ウェルマート」は現在のイオン東北。                                                                            |
| 小野スーパー                 | 小野スーパー               | 兵庫県        | 1920年3月    | 1996年2月               | ウェルマート       | -                | 「ウェルマート」は現在の「マックスバリュ西日本」。                                                                    |
| 主婦の店スーパーチェーン     | 主婦の店スーパーチェーン   | 兵庫県        | 1961年9月    | 1996年2月               | ウェルマート       | -                | 「ウェルマート」は現在の「マックスバリュ西日本」。                                                                    |
| ニシナ                       | ?                          | ?             | 1972年4月    | 1998年2月               | 信州ジャスコ       | -                | 「信州ジャスコ」は1999年8月に「ジャスコ」と合併。                                                                     |
| プリマート                   | プリマート                 | 沖縄県        | 1975年       | 1999年8月               | 琉球ジャスコ       | -                | 1990年より業務提携。 「琉球ジャスコ」は現在のイオン琉球。                                                             |
| はやしや                     | はやしや百貨店             | 長野県        | 1932年9月    | 1999年8月               | ジャスコ           | -                | 事業提携は1970年10月。 1974年4月に「信州ジャスコ」に社名変更。 1999年8月に「ジャスコ」と合併。                        |
| 札幌フードセンター           | 札幌フードセンター         | 北海道        | 1961年       | 2000年10月              | 北海道ジャスコ     | -                | 1993年より業務提携。 現在のイオン北海道。                                                                             |

## 店舗

### 開店予定の店舗
公式サイトで開店予定日が記載されている店舗のみを記す。
| SC/店舗名            | 所在地             | 核店舗名               | 開店予定日    | SC/店舗設置者  | 核店舗運営会社 | 補足 |
| -------------------- | ------------------ | ---------------------- | ------------- | -------------- | -------------- | ---- |
| イオンモール仙台上杉 | 宮城県仙台市青葉区 | イオンスタイル仙台上杉 | 2025年10月8日 | イオンリテール | イオン東北     |      |

### 開発が中止された店舗
- イオン湯川ショッピングセンター（福島県河沼郡湯川村） - イオンにより開発が予定されていたが、「福島県商業まちづくりの推進に関する条例」により断念。
- イオンモール野田（千葉県野田市） - 2009年開業予定だったがその後中止。現在地にはセンコー/イオン北関東RDC（物流センター）。
- イオンモール瑞穂（岐阜県瑞穂市、旧穂積町） - イオンモールにより2011年春を目処に開発が予定されていたが、撤回された。
- 予定店舗名不詳（茨城県笠間市、旧友部町） - 200店舗のモール型SC。イオンリテールにより2011年春を目処に開発が予定されていたが撤回された。

### 閉店した店舗
- イオンタウン藤枝清里ショッピングセンター（静岡県藤枝市） - 1999年10月2日オープン。核店舗はマックスバリュ。2006年2月20日にイオングループが撤退し、現在は「ベルカント清里ショッピングセンター」の名称で営業中。